# 大嘗祭
| 宮中祭祀の主要祭儀一覧             |
| 四方拝・歳旦祭                     |
| 元始祭                             |
| 奏事始                             |
| 昭和天皇祭（先帝祭）               |
| 孝明天皇例祭（先帝以前三代の例祭） |
| 祈年祭                             |
| 天長祭（天長節祭）                 |
| 春季皇霊祭・春季神殿祭             |
| 神武天皇祭・皇霊殿御神楽           |
| 香淳皇后例祭（先后の例祭）         |
| 節折・大祓                         |
| 明治天皇例祭（先帝以前三代の例祭） |
| 秋季皇霊祭・秋季神殿祭             |
| 神嘗祭                             |
| 新嘗祭                             |
| 賢所御神楽                         |
| 大正天皇例祭（先帝以前三代の例祭） |
| 節折・大祓                         |

大嘗祭（だいじょうさい、おおにえまつり、おおなめまつり）は、日本の天皇が皇位継承に際して行う最初の特別な新嘗祭のことを指す。一世に一度の宮中祭祀であり、戦前までは数ある国家行事の内、最重要なものであった。現在は皇室行事。
新天皇が即位（現代では国事行為となる即位の礼の各儀式が終了）した後に新穀を神々に供え、自身もそれを食する。その意義は、大嘗宮において、主権国家、国民のために、その安寧、五穀豊穣を皇祖天照大神及び天神地祇に感謝し、また祈念することである。
古くは「おほにへまつり」「おほなめまつり」とも訓じたが、現代においては「だいじょうさい」と音読みする。

## 概要
一般に、毎年11月23日（国民の祝日：勤労感謝の日）に行われる宮中祭祀の新嘗祭（にいなめさい）と同じく、収穫感謝の秋祭りと解されている。実際、祭儀の次第にも共通点があり、大嘗祭が行われる年には新嘗祭は斎行されない。また、大宝律令以前においては「大嘗祭」と「新嘗祭」は同一祭儀の別名であった。
祭祀は秘事であるため、その内容について様々な考察がなされてきた。かつては、折口信夫の唱えた「真床覆衾」論、つまり日本神話における天孫降臨の場面を再現することによって「天皇霊」を新帝が身につける神事であるとする仮説が支持され、その発展ないしは修正の形で研究が展開されていった。1983年に岡田精司が聖婚儀礼説を唱えてこれを鋭く批判し、日本史学界で一定の支持を集めた。
しかし平成改元間もない1989年から1990年にかけ、岡田荘司が「真床覆衾」論も聖婚儀礼説も否定する論考を発表した。岡田荘司説によると、大嘗祭とは新帝が天照大神を初めて迎え、神膳供進と共食儀礼を中心とする素朴な祭祀である。天照大神の神威を高めることにより天皇がその神威を享受するという見解であり、折口以前の通説、さらには一条兼良などの中世公卿の見解とも一致する。また岡田荘司は、大嘗祭において稲だけでなく古代の庶民の非常食であった粟の饗膳も行われることに着目して、大嘗祭は民生の安定と農業を妨げる自然災害の予防を祈念するものであるとし、「大嘗祭の本義は、稲や粟など農耕の収穫を感謝し、国土に起こる災害現象に対する予防のため、山や川の自然が鎮まるように祈念するもの」「国家と国民の安寧を祈念する国家最高の祭祀」との見解を示した。
平成後期に西本昌弘により『内裏式』新出逸文が紹介され、その検討が加えられた結果、もはや日本史の学界では「真床覆衾」論も聖婚儀礼説もほぼ完全に否定されている。

## 歴史
大嘗祭（＝新嘗祭）の儀式の形が定まったのは、7世紀の皇極天皇の頃だが、この頃はまだ通例の大嘗祭（＝新嘗祭）と践祚大嘗祭の区別はなかった。通例の大嘗祭とは別に、格別の規模のものが執行されたのは天武天皇の時が初めである。ただし、当時はまだ即位と結びついた一世一度のものではなく、在位中に何度か挙行された。律令制が整備されると共に、一世一代の祭儀として「践祚大嘗祭」と名付けられ、祭の式次第など詳細についても整備された。『延喜式』に定められたもののうち「大祀」とされたのは大嘗祭のみである。また、大嘗会（だいじょうえ）と呼ばれることもあったが、これは大嘗祭の後には3日間にわたる節会が行われていたことに由来している。また後には通常の大嘗祭（＝新嘗祭）のことを「毎年の大嘗」、践祚大嘗祭を「毎世の大嘗」と呼び分けることもあった。元来、記紀では大嘗・新嘗は、「祭」とも「会」とも称されていない。単に「大嘗」、「新嘗」とだけ記されている。奈良時代になると、「大嘗会」「新嘗会」と称されるようになり、平安時代となると、公式の記録では「大嘗祭」「新嘗祭」とされたが、日記類ではほとんどが「大嘗会」「新嘗会」である。この経緯から大嘗・新嘗を構成する重要な要素の一つが「会」にあったことが分かる。
延喜式に式次第が定められて以降は、儀式の大まかな骨格はこれに準拠しつつ続けられたが、室町時代後期、戦国時代には、戦乱により幕府が弱体化、朝廷が窮乏し、朝儀に支障をきたすようになる。大嘗祭も、後土御門天皇の文正元年（1466年）までは行われたが、翌年に応仁の乱が勃発して以降は、臨時経費（大嘗会役）の徴収が不可能になったため、即位礼は皇位継承後時期をおいて催行されたものの、大嘗祭についてはついに行うめどが立たない状態が続き、以降9代、200年以上にわたり、中絶を余儀なくされる。この間も、本来は執り行われるべき最重要の朝儀であるとの認識は継承され、それ故に後奈良天皇は天文14年（1545年）8月に伊勢神宮へ皇室と国民の復興を祈願すると同時に大嘗祭が催行できないことを謝罪する宣命を記している。
織豊政権や徳川幕府で国内が安定を取り戻して以降も、大嘗祭は実施されない時期が続いていたが、霊元天皇は朝儀の復活を志向し、まず天和3年（1683年）、皇太子朝仁親王の立太子の礼を、およそ340年ぶりに復興させる。貞享元年（1684年）、天皇は皇太子への譲位と大嘗祭の復興を希望し、幕府と交渉させた。この時は、立太子をした東宮の即位の際は大嘗祭を行うのが先例である、という形で説明している。紫衣事件などで朝廷と不仲であった幕府は前例（霊元天皇の即位時）と同様の儀式次第を求めて渋ったが、交渉の末、皇位継承にかかる全予算を前回と同額に納めることを条件に再興が認められた。貞享4年（1687年）、天皇の譲位により皇太子が即位（東山天皇）、大嘗祭は221年ぶりに斎行された。ただし、予算の制約により、この時点では略式の復興であった。
次代の中御門天皇の皇位継承時は、大嘗祭は斎行されなかった。これは、霊元上皇の在位中の勅約によるものとされる。続く桜町天皇の皇位継承時も、当初は幕府側からの申し出を朝廷側が辞退していたが、やがて朝廷側より新嘗祭の復興の申し出があり、これがきっかけとなり朝幕間の交渉の末、元文3年（1738年）、皇位継承から3年を経て大嘗祭が再び斎行され、以降、代替わりの度に途切れることなく大嘗祭が斎行されるようになった。
大嘗祭の斎行地は、奈良時代より平安時代初期の平城天皇の御代から、大内裏の南中央に位置した朝堂院の前庭にあった竜尾壇の庭が用いられた。平安時代末期に朝堂院が焼亡して以降も、おおよそ大極殿の旧地の龍尾壇下に建てられた。安徳天皇の際には、福原京への一時遷都や高倉上皇の崩御などによって延引された末、後白河上皇の裁定によって寿永元年（1182年）に斎行されたが、治承・寿永の乱（源平合戦）の最中であるなどの時局により、斎行場所は紫宸殿になった。東山天皇の再興時には、大極殿址も明らかでなかったためか、安徳天皇の先例に倣って紫宸殿の前庭が用いられ、明治に至った。明治期は、明治天皇の践祚が明治維新に伴う東京奠都と重なって延引した影響で変則的になり、即位礼は紫宸殿で行われたが、大嘗祭は東京の吹上御所で行われた。大正・昭和の時は「登極令」に拠って京都の大宮御所内の旧仙洞御所の御苑が用いられた。平成以降は、東京の皇居東御苑にて斎行されている。
- 江戸時代の再興の際には古式に則って、仏教僧尼の御所への出入りを禁じて歴代天皇の位牌を撤去すべきとした霊元上皇や摂政一条冬経（兼輝）と、これに反対した上皇の実兄堯恕法親王や左大臣近衛基熈らが対立した。この仏教排除の動きは新天皇の大嘗祭が開かれる度に国学や尊王論の高まりと相まって強化され、それが宮中に長く定着していた神仏習合の慣習に対する批判および排仏論やこれに付随する即位灌頂の是非の論議にも発展して、明治における宮中の神仏分離の遠因となったとする見方もある[19]。

- 室町時代の一条経嗣による『応永大嘗会記』では「国の大事は大嘗会也、大嘗会の大事は神膳に過ぎたることなし」と記され、『永和大嘗会記』でも「天皇と陪膳の采女以外に、神殿（大嘗宮）に入ることはない」と記されるが[20]、堀河天皇以降安徳天皇、後鳥羽天皇に至るまで2歳から7歳の幼帝が続いた時代背景から、大江匡房の『江家次第』には、「二行」と「五出」の表記が見られ[21]、『延慶大嘗会記』や『応永大嘗会記』に記されるように時の天皇が10歳以上（元服した成人）の場合は天皇御自ら御供進される「二行」に、9歳以下の場合は摂政が「五出」に供したと考えられる[22]。また、大嘗祭を数日後に控えて、神饌御進儀の習礼（本祭に先立つ予行）が行われる[23]。

- 即位礼に関わる儀式が国の行事とされたのに対し、大嘗祭に関わる儀式は皇室の行事とされた。しばしば誤解されているが、ここで「皇室の行事」というのは、「皇室の私的な行事」という意味ではなく、「皇室の公的な行事」という意味である。大嘗祭の予算は通常の内廷費以外の臨時のものが組まれている。当時の政府発表（最終回答）によれば、大嘗祭が「国事行為」とされなかった理由は、日本国憲法上の天皇の「国事行為」とは「内閣の助言と承認」を必要とするものであり、皇室の伝統祭祀である大嘗祭は「国事行為」に当たらないためである。

## 祭日
太陽太陰暦が用いられていたころは、11月の二の卯の日に行われていた（新嘗祭も同様）。明治6年（1873年）にグレゴリオ暦を採用して以降は新暦の11月に行うようになり、大正以降の大嘗祭はそれぞれ新暦の11月14日、14日、22日、14日に行われている。

## 大嘗宮

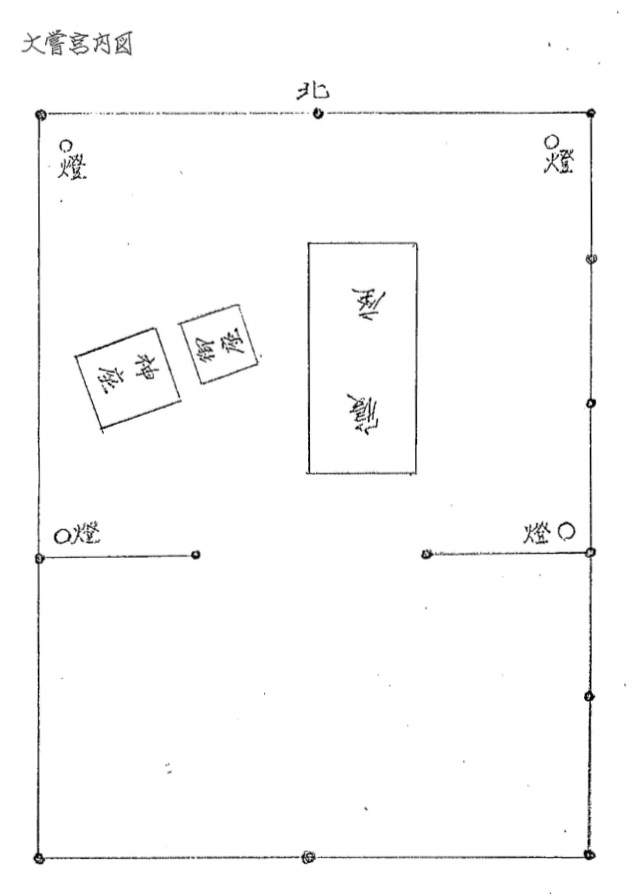
大嘗宮内部の図

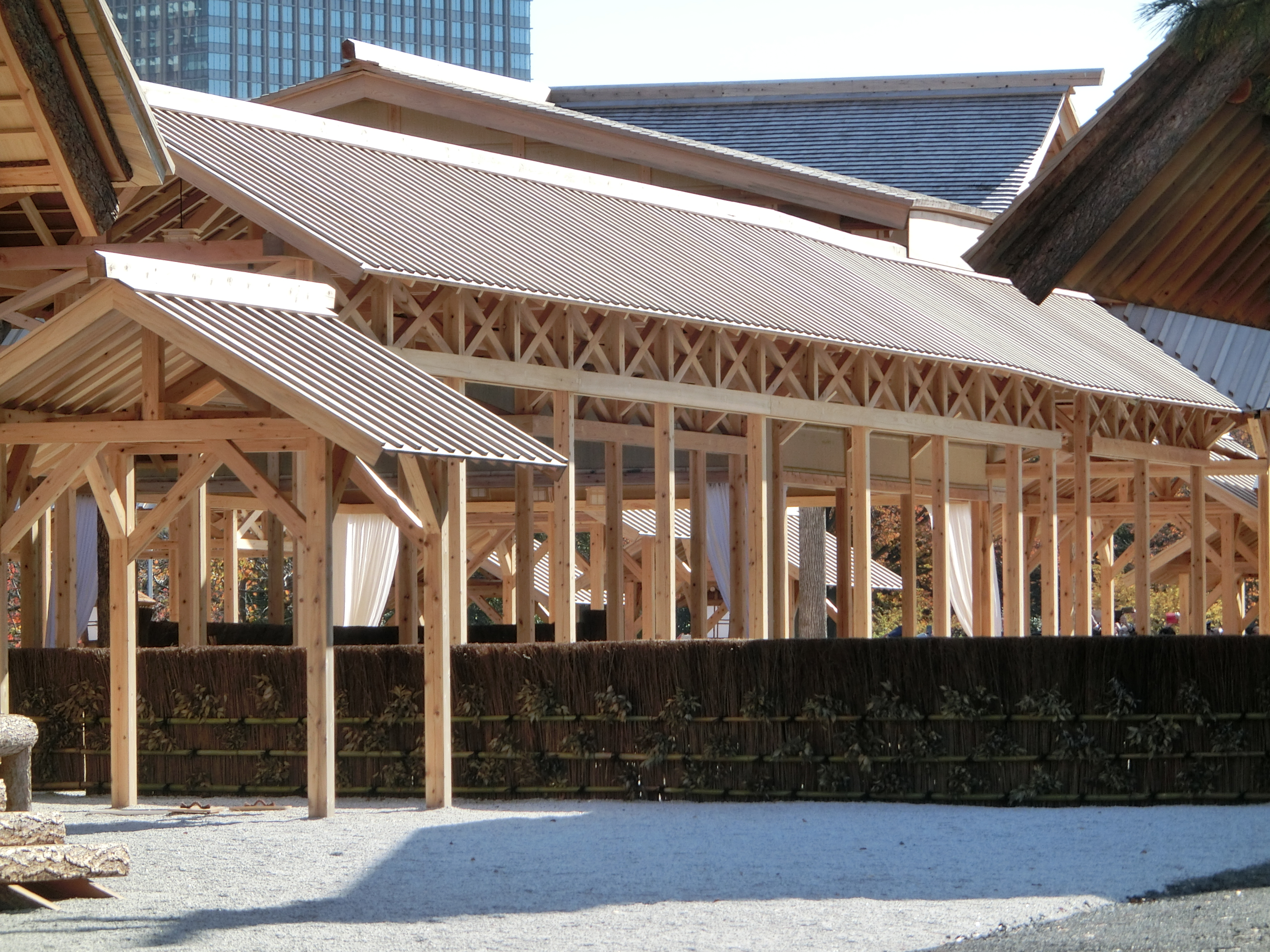
雨儀御廊下

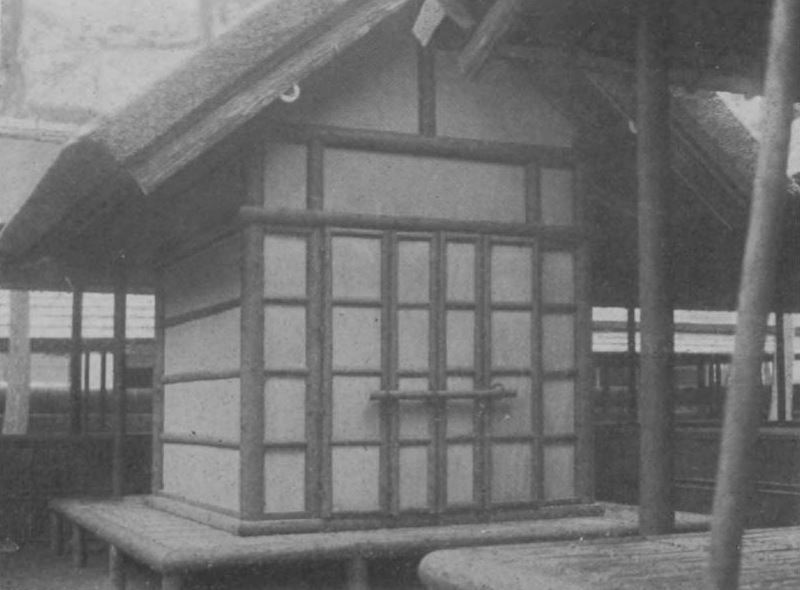
昭和期大嘗宮の帳殿

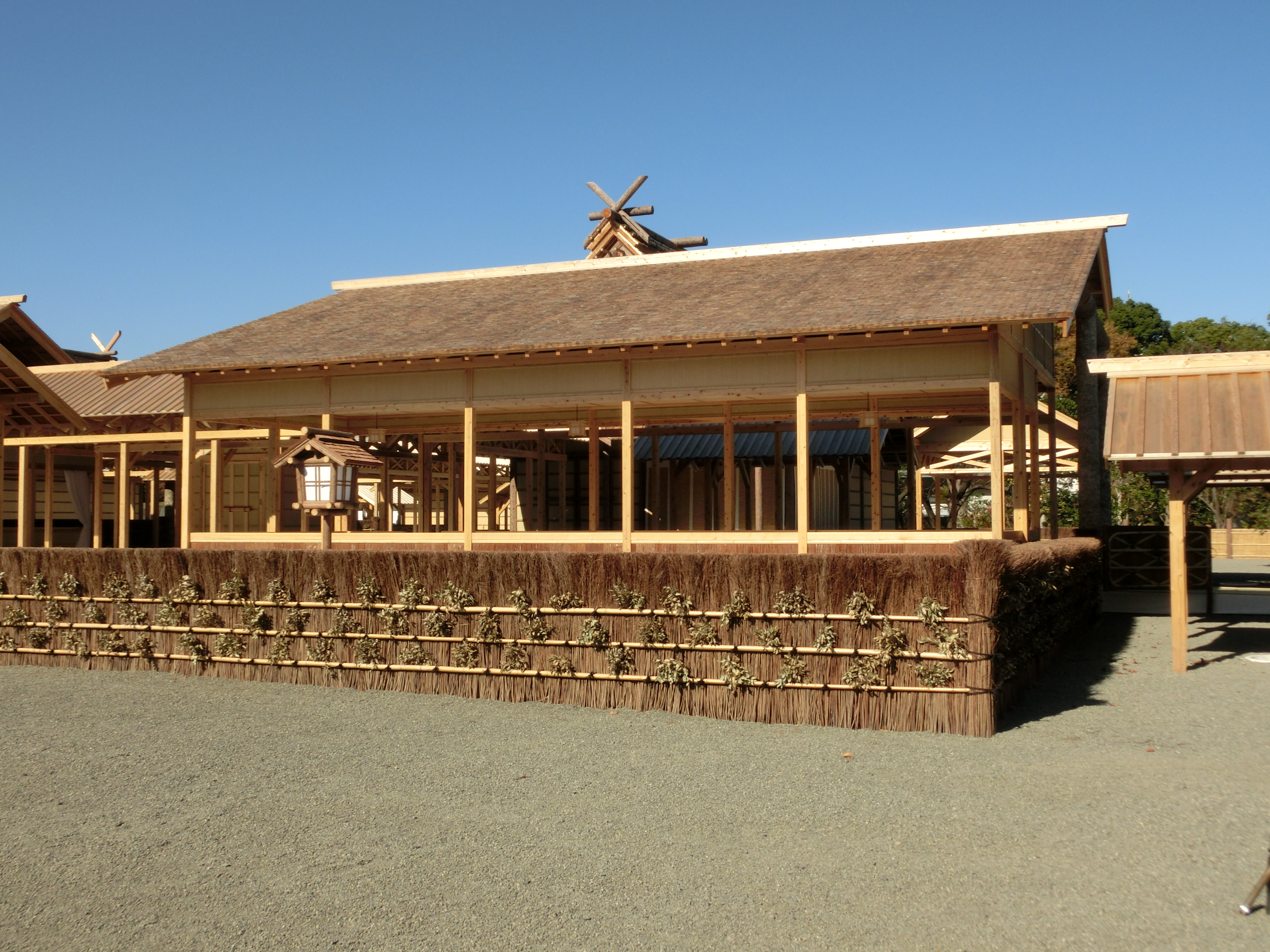
悠紀殿側（東）の小忌幄舎
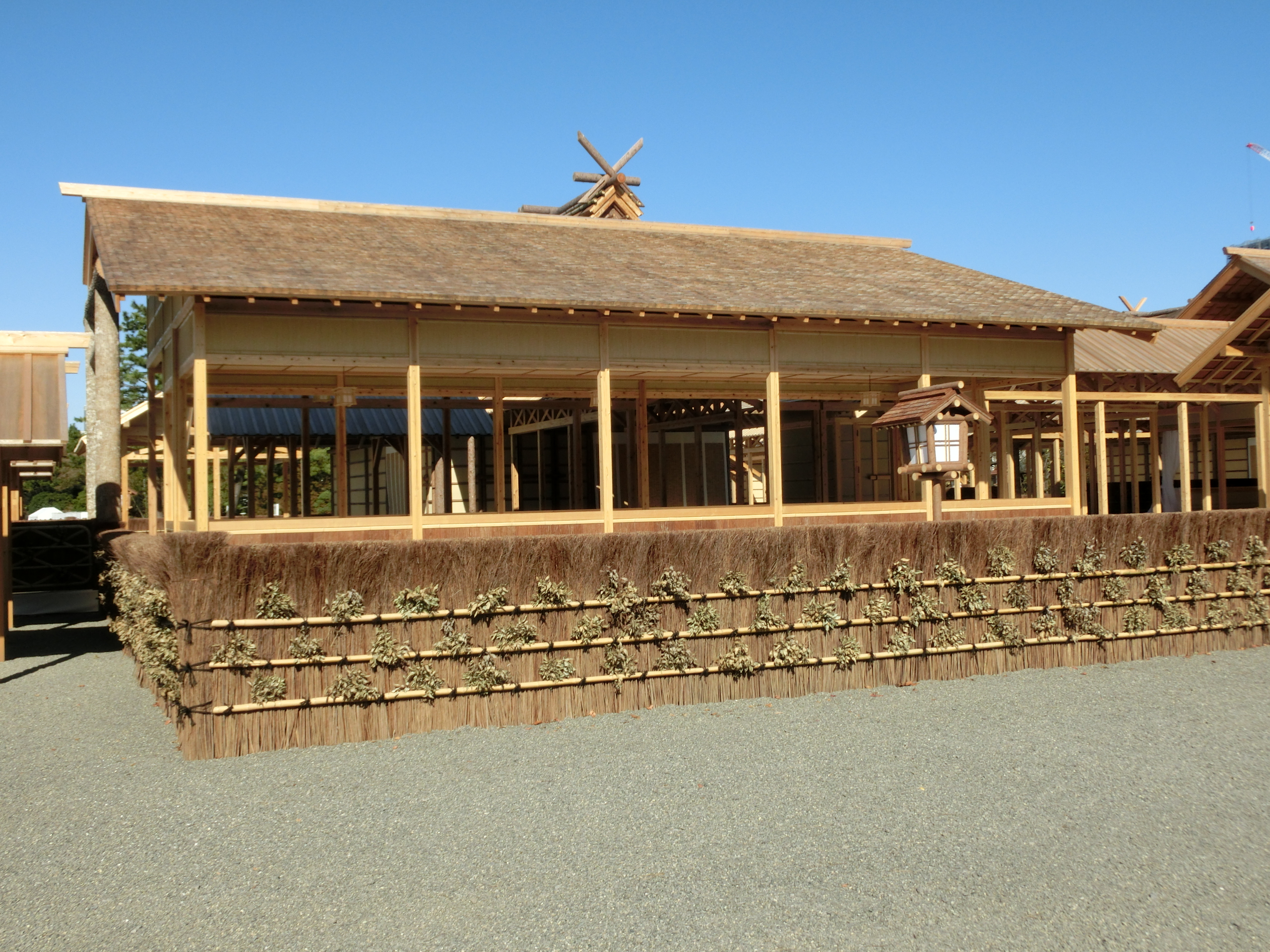
主基殿側（西）の小忌幄舎

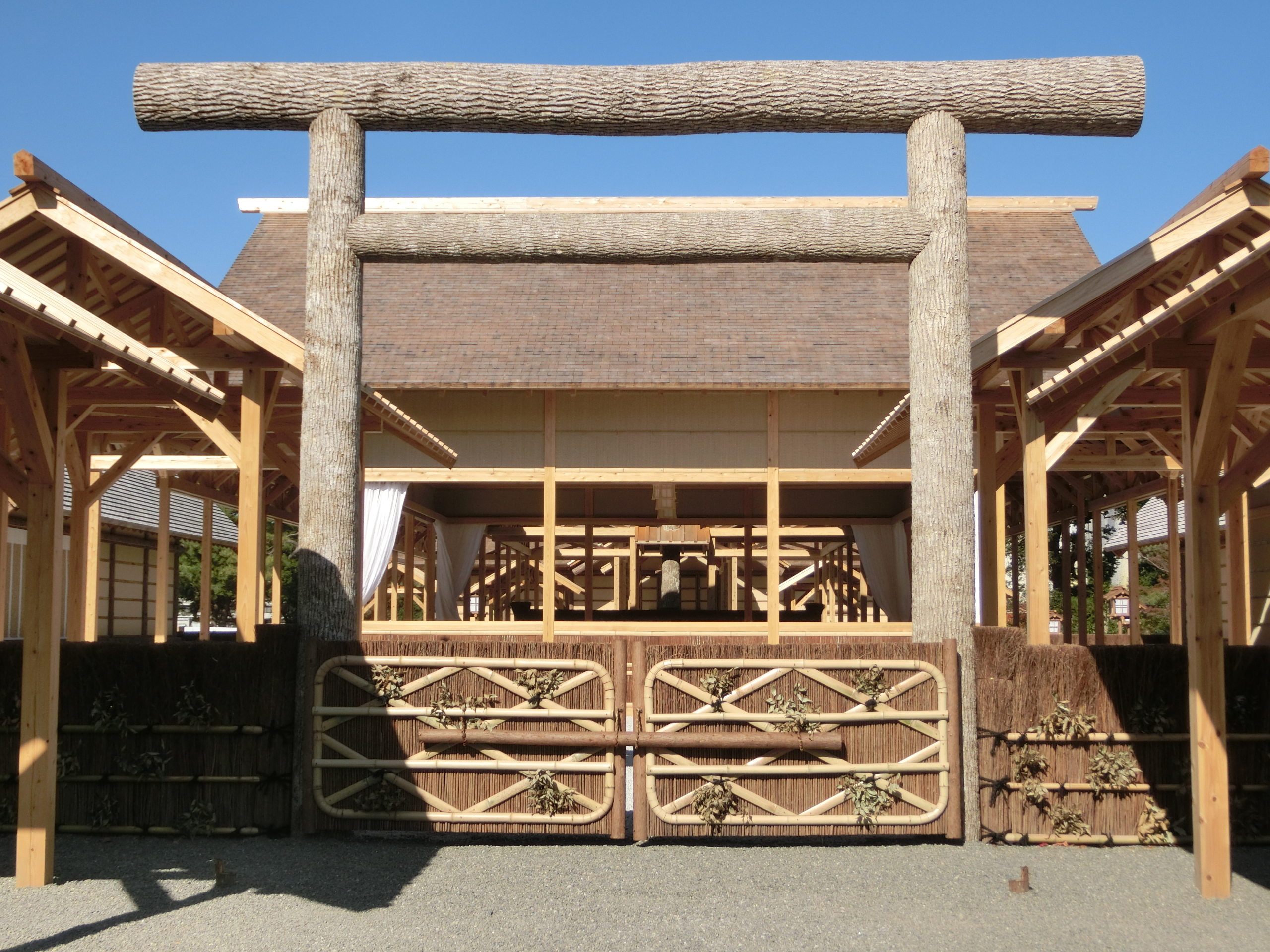
南神門
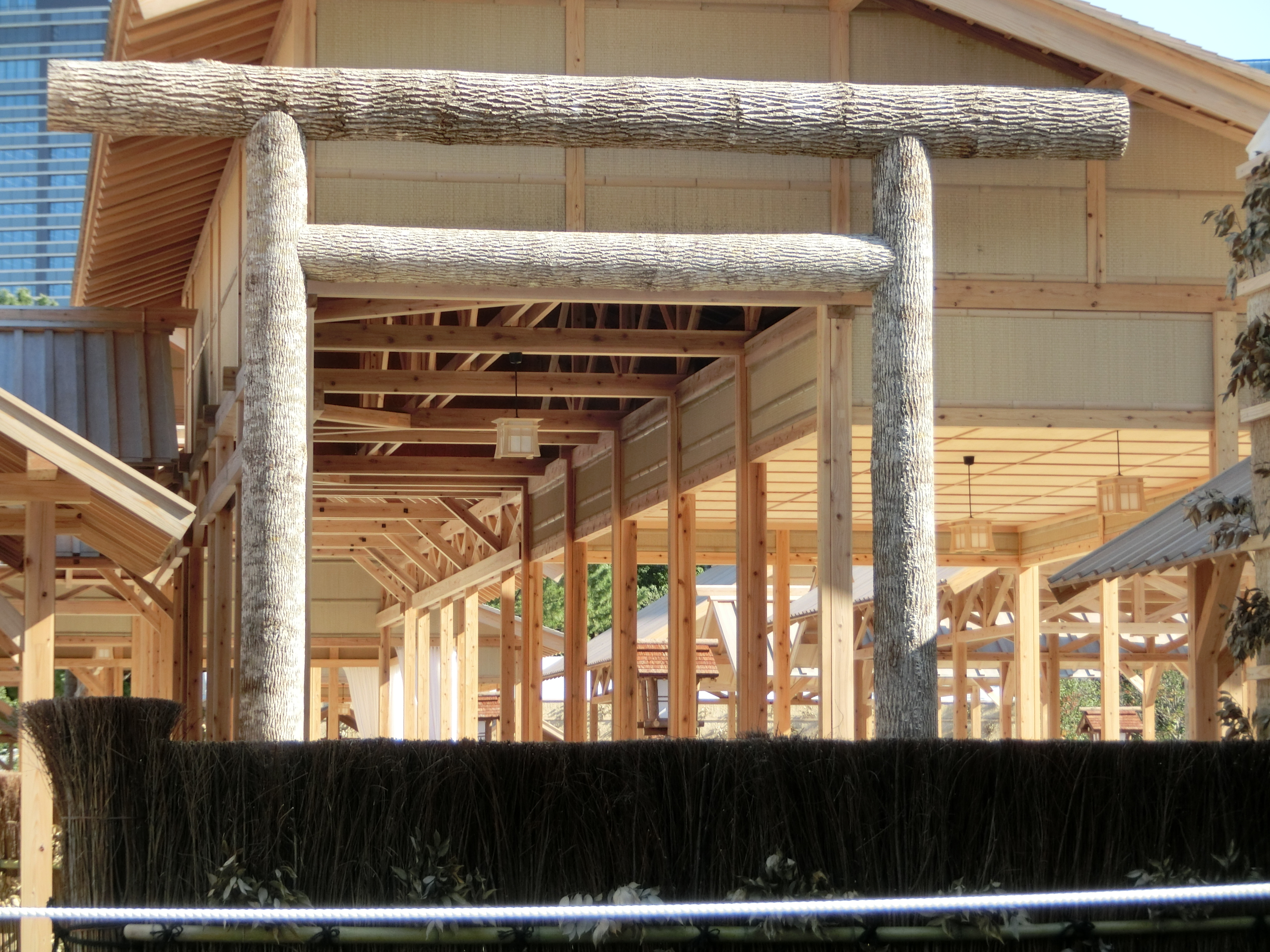
西神門
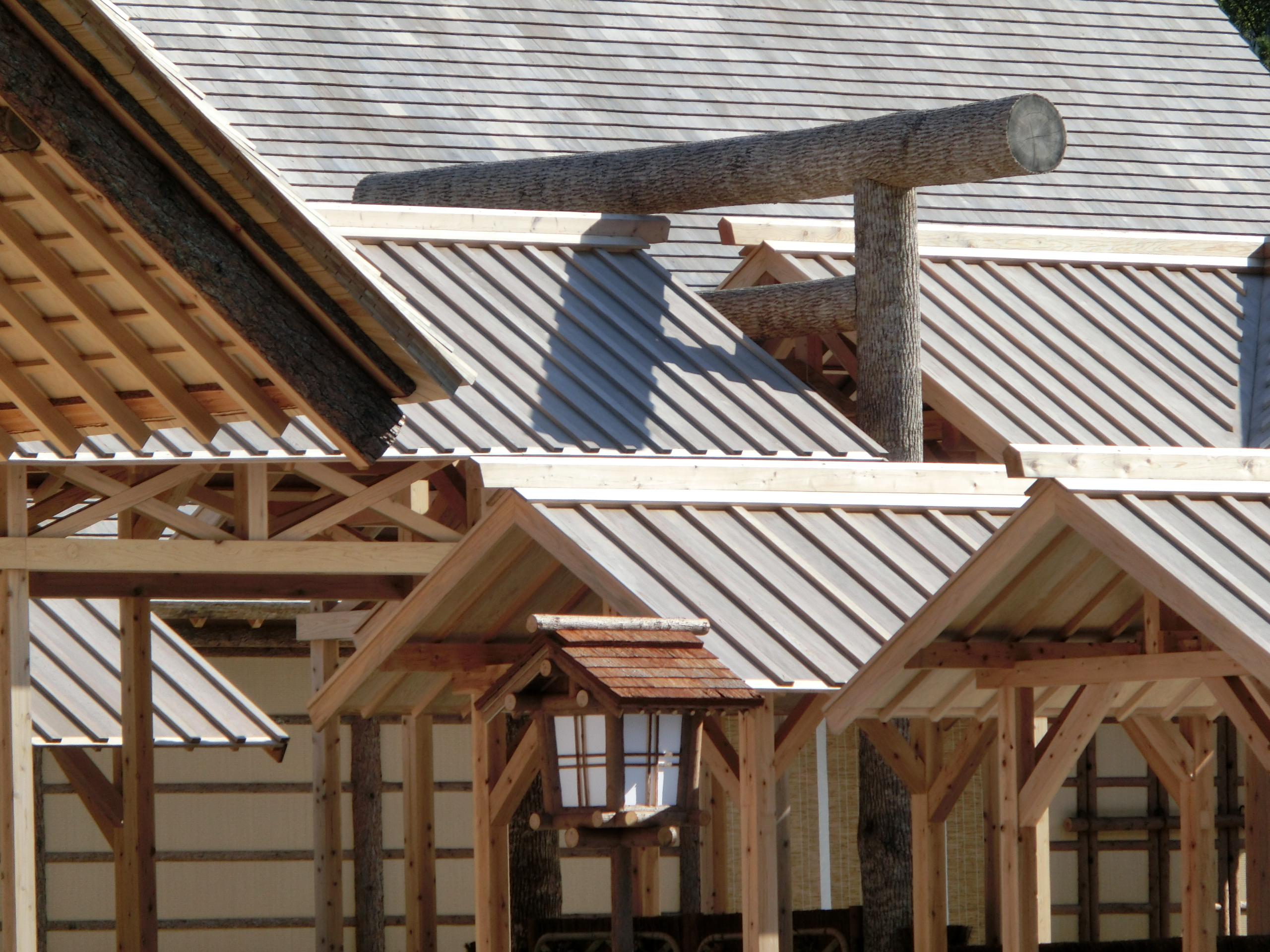
北神門

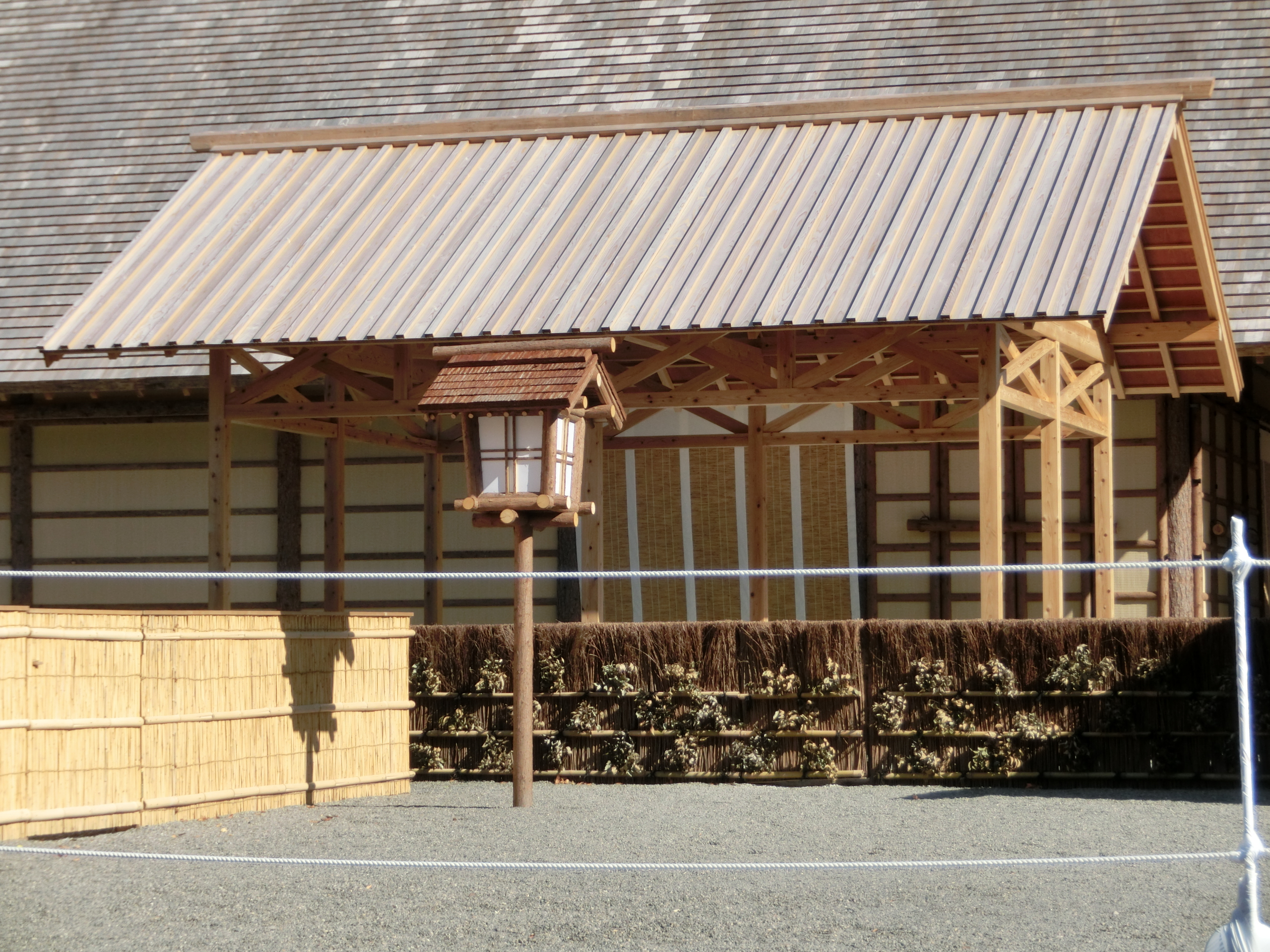
主基殿側（西）の楽舎

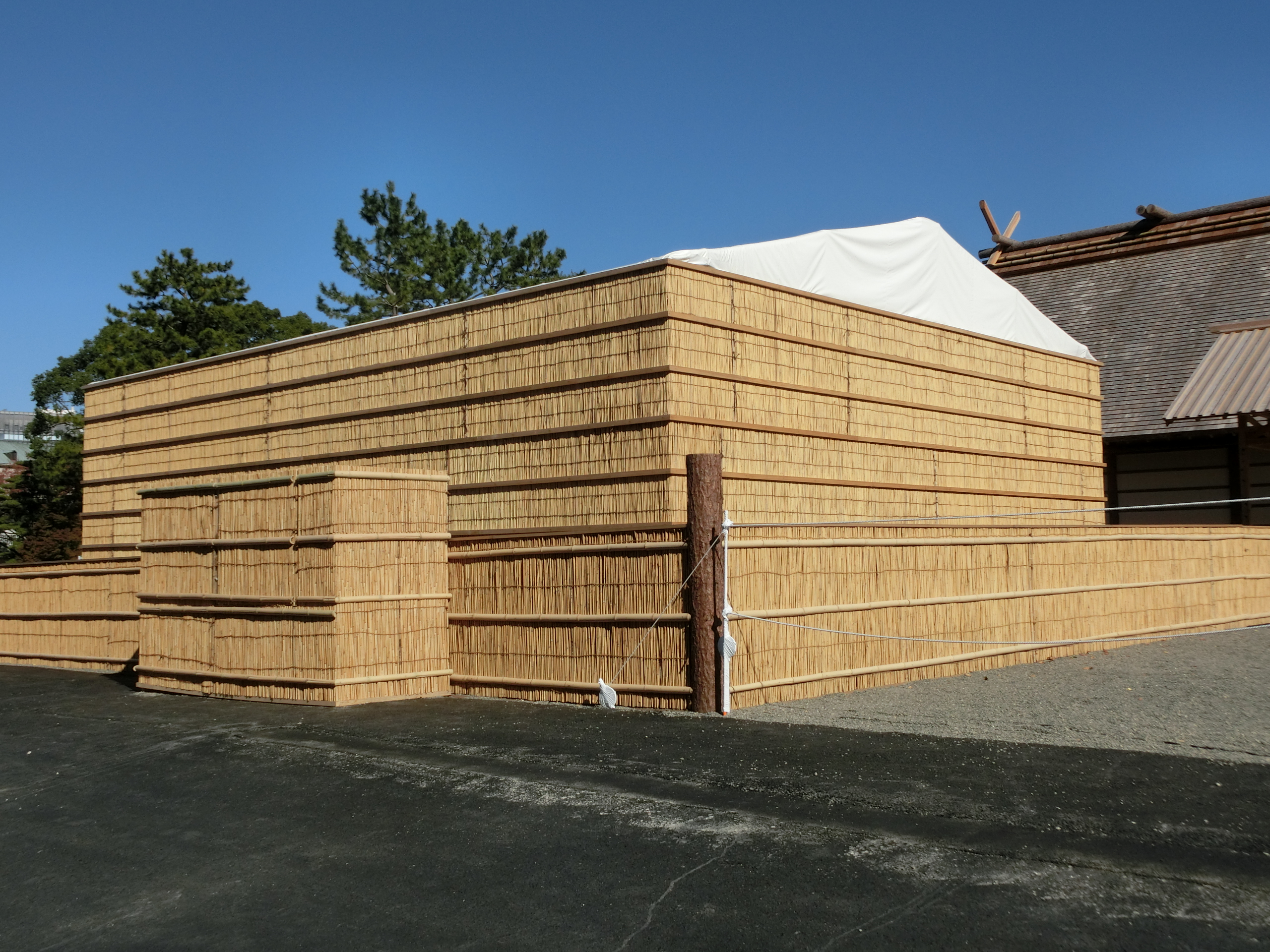
斎庫

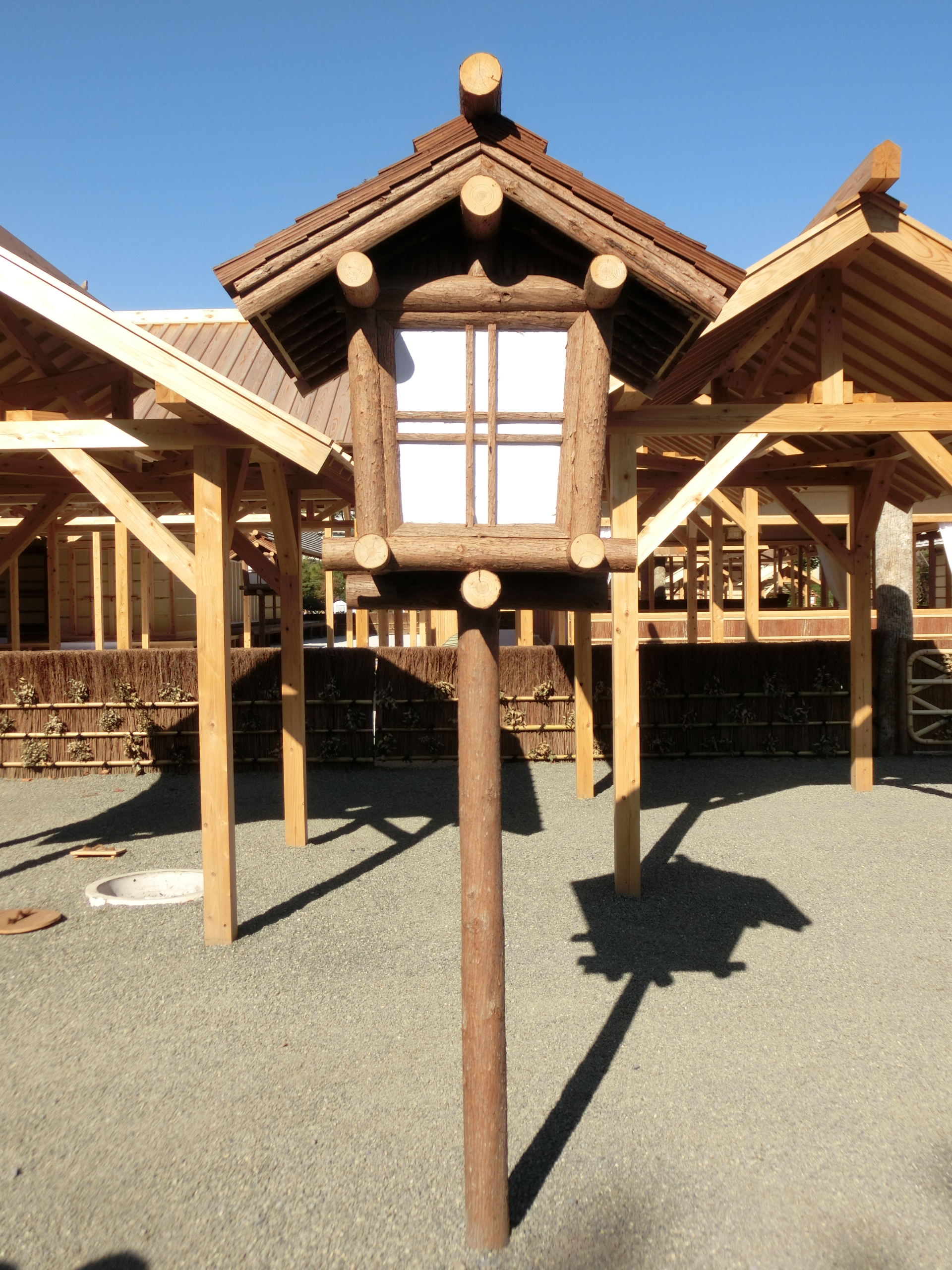
黒木灯籠

大嘗祭を行う祭祀の場所を大嘗宮という。これは大嘗祭のたびごとに造営され、斎行された後は破却、奉焼されてきたが、令和の大嘗祭から初めて資材が再利用されることになった。
古来、造営場所は朝堂院の前庭であった。祭の約10日前に材木と諸材料と併せて茅を朝堂院の前庭に運び、7日前に地鎮祭を行い、そこから数えて5日間で全ての殿舎を造営し、祭の3日前に竣工していた。後に大嘗宮の規模は大正、昭和の大典時と同規模と企画されるも、一般建築様式の大きな変化と共に、その用材調達、また技術面でも大きな変化があるためといった理由で、古来の大嘗宮のように5日間では造営できなくなったため、現在では数カ月かけて造営している。令和の大嘗宮は清水建設が9億5700万円で一般競争入札で落札し受注した。
童女が火を鑽出して国司や郡司の子弟の持つ松明に移し、その8人童男童女が松明を掲げて斎場に立ち、工人が東西21丈4尺（約65メートル）、南北15丈（約46メートル）を測って宮地とし、之を中に分け東に悠紀院、西に主基院とする。そして両国の童女が木綿をつけた榊を捧げ、両院が立つ四隅と門の場所の柱の穴に立て「斎鍬」（いみくわ）で8度穿つ。東西に悠紀殿・主基殿、北に廻立殿を設け、それぞれの正殿は黒木造 (皮つき柱) 掘立柱、切妻造妻入り、青草茅葺きの屋根、8本の鰹木と千木、むしろが張られた天井を有する。外を柴垣で囲み、四方に小門をつける。使用された木材は長野県産カラマツ（柱）、北海道産ヤチダモ（神門）、静岡県産スギ（外壁）のほか、奈良県産、京都府産など約550立方メートル。
各社殿は以下の通りである。（画像について、特に明記のない場合は令和の大嘗宮のものである。）
悠紀殿（ゆきでん）
主基殿（すきでん）
大嘗宮の中心をなす殿舎。「悠紀殿の儀」「主基殿の儀」と、同様の祭祀を2度繰り返して行う。
殿内には中央に八重畳を重ねて敷き、その上に御衾（おんふすま）をかけ、御単（おんひとえ）を奉安し、御櫛、御檜扇を入れた打払筥を置く（寝座）。その東隣に御座がおかれ、伊勢神宮の方向を向いている。御座と向かい合って神の食薦（けこも）を敷き、事実上の「神座」として扱われる。
黒木造、切妻屋根、茅葺き、畳表張り、千木は悠紀殿が内削ぎ、主基殿が外削ぎ。

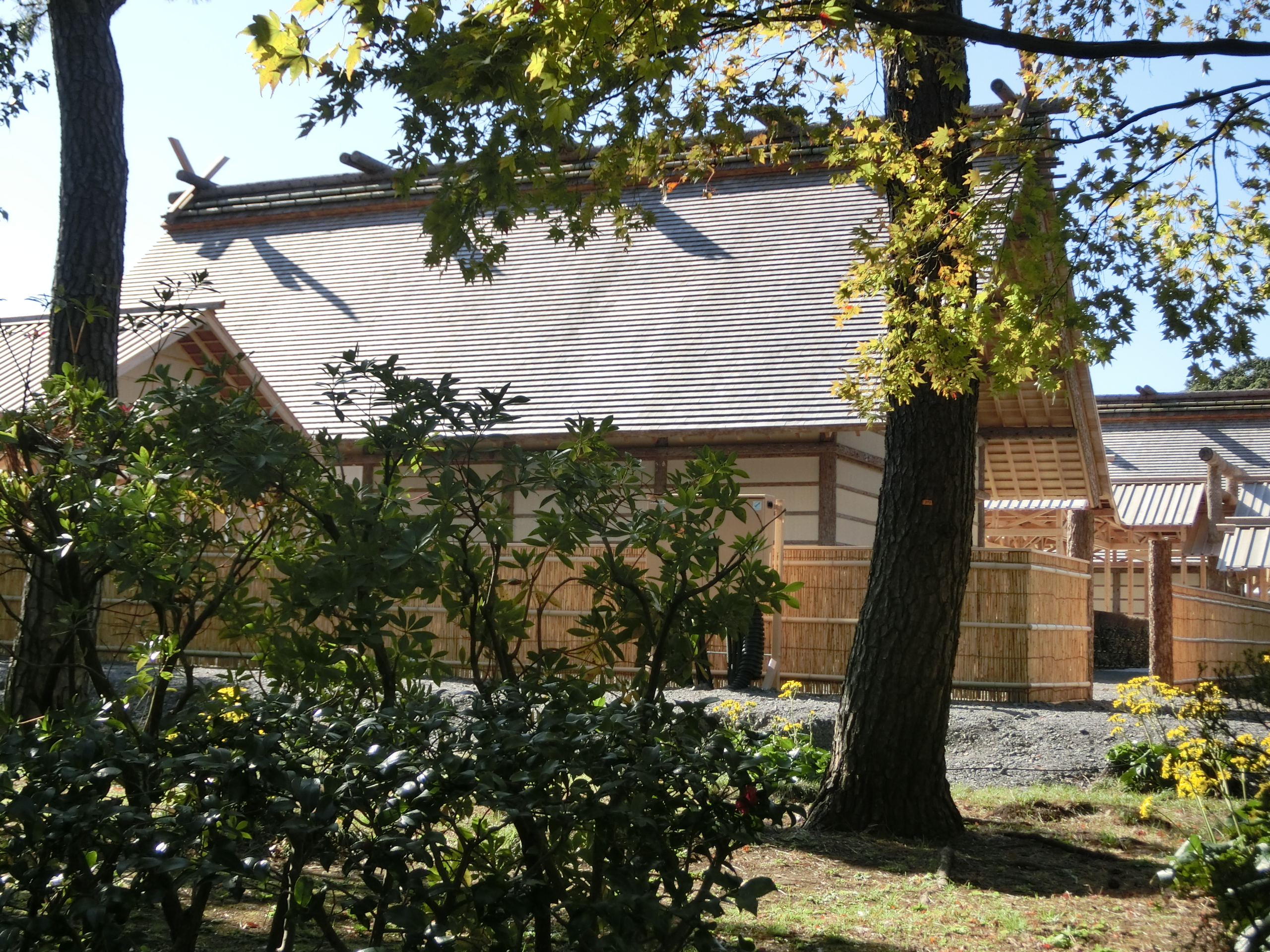
悠紀殿
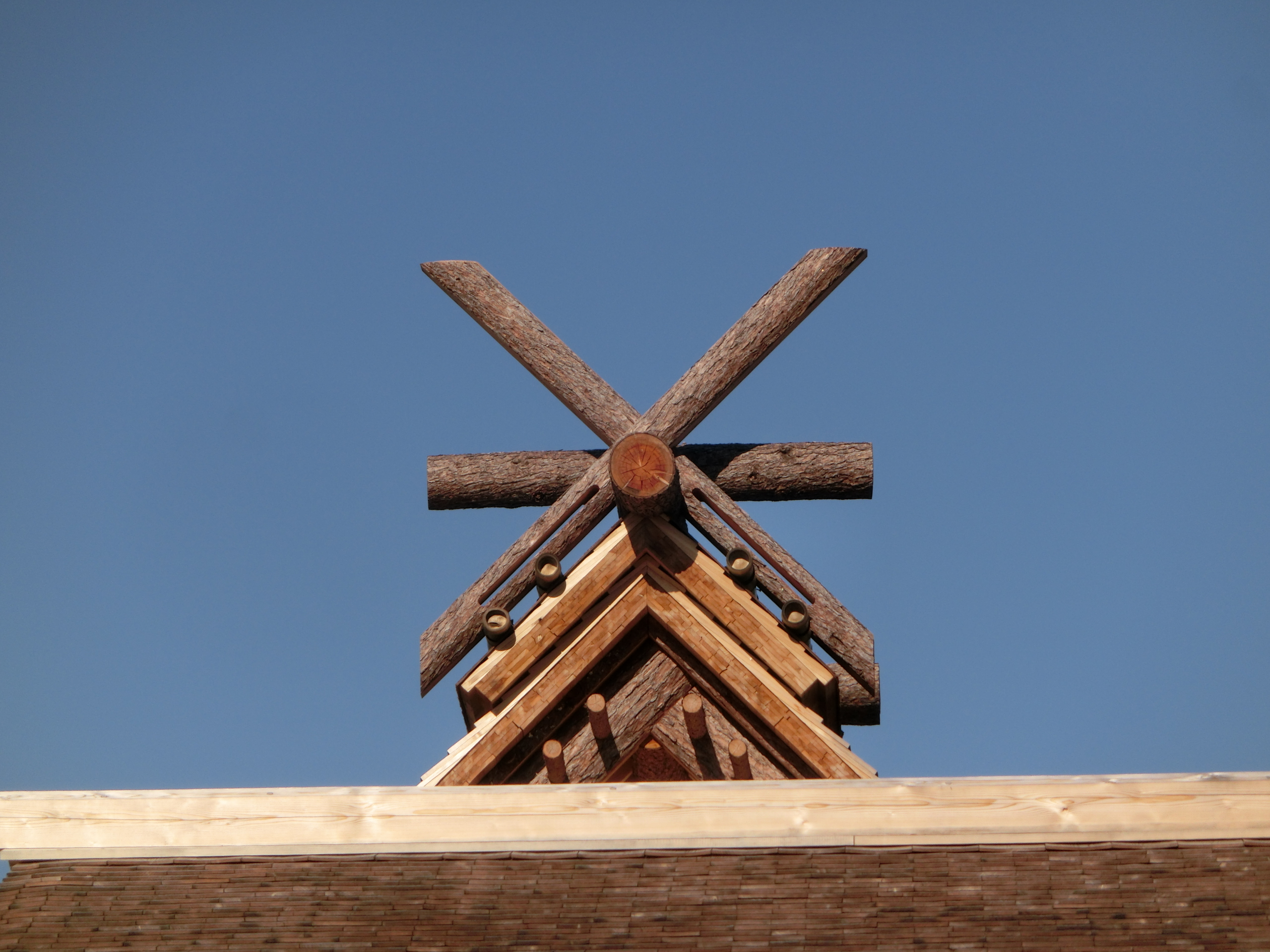
悠紀殿の千木（内削ぎ）
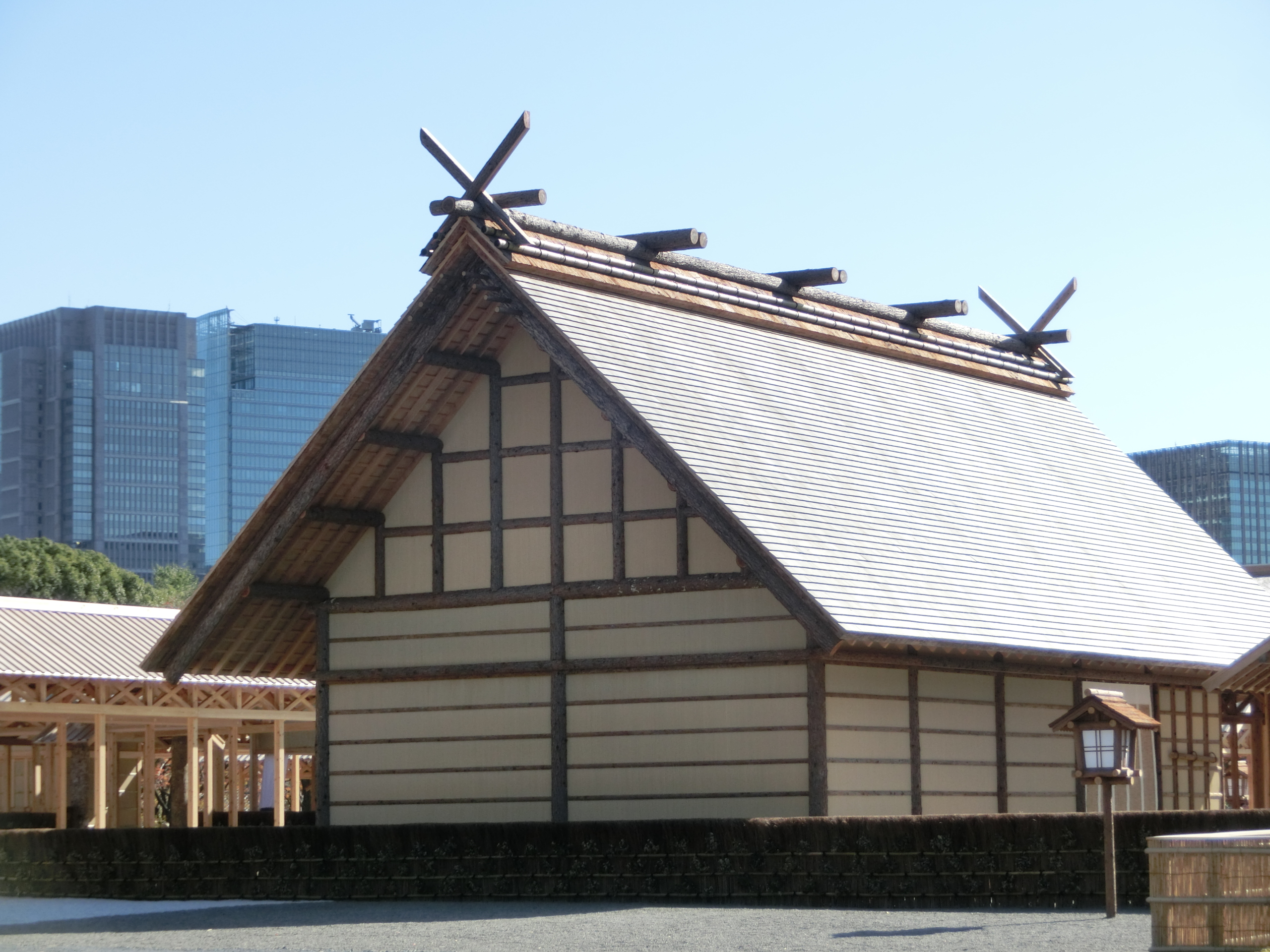
主基殿
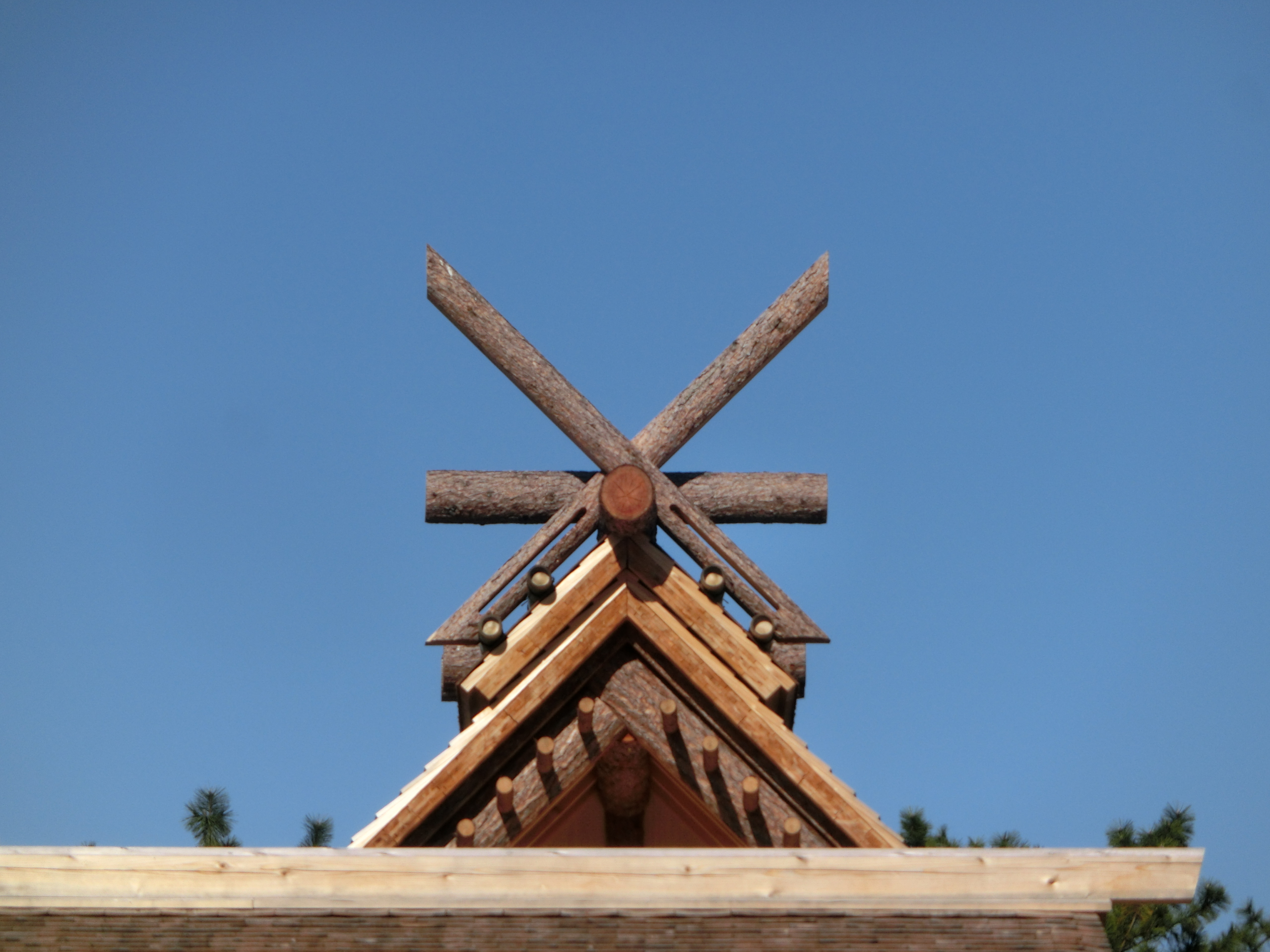
主基殿の千木（外削ぎ）
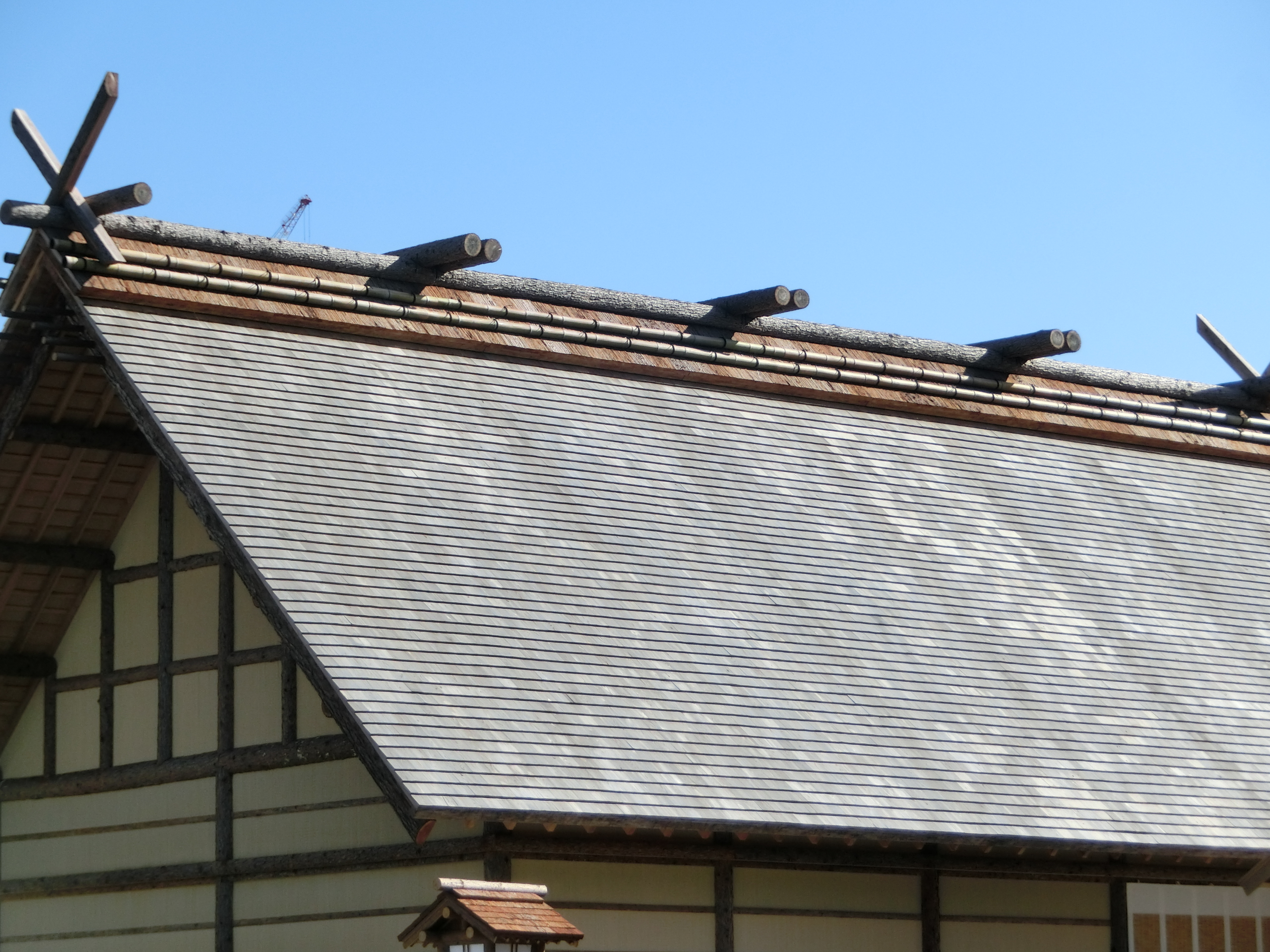
令和の大嘗祭における悠紀殿・主基殿・廻立殿の屋根は板葺きになっている（画像は主基殿の屋根）
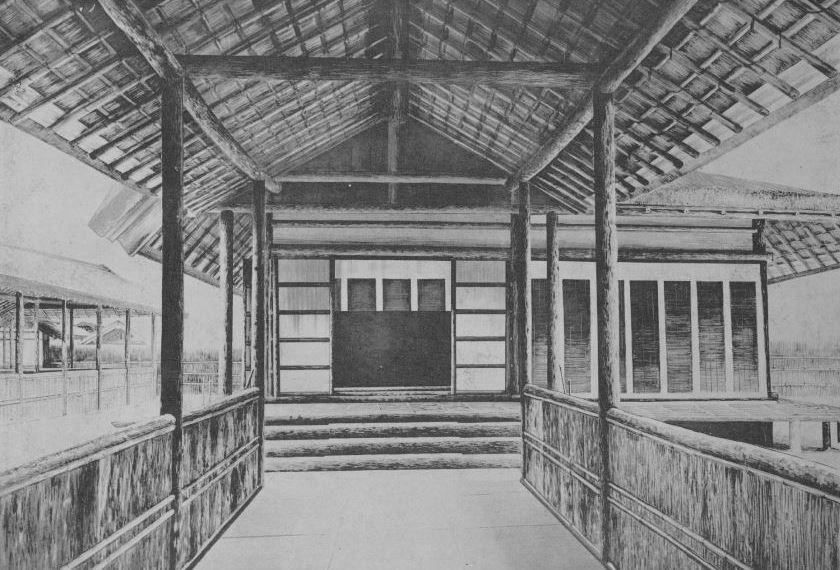
大正期大嘗宮の悠紀殿
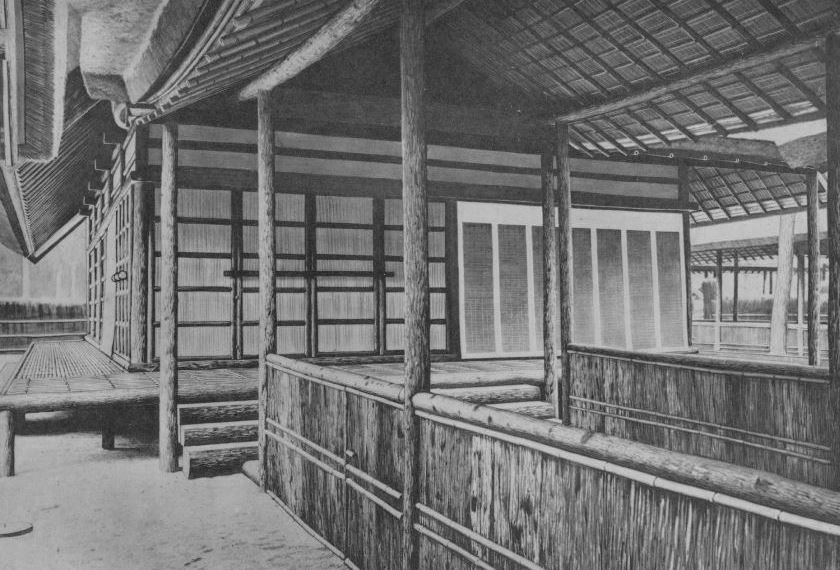
大正期大嘗宮の主基殿

廻立殿（かいりゅうでん）
悠紀殿、主基殿の北側に設けられており、祭祀に先立ち、天皇が沐浴を行う。殿内は東西二間に仕切られており、西の部分を「御所」、東の部分を「御湯殿」と呼ぶ。大正以降は皇后も祭祀に列するようになったため三間に仕切るようになり、中央の部分が御所、西の部分が御湯殿となり、東の部分では皇后が斎服を着用する場となった。
黒木造、切妻屋根、茅葺き。床は竹簀と蓆。

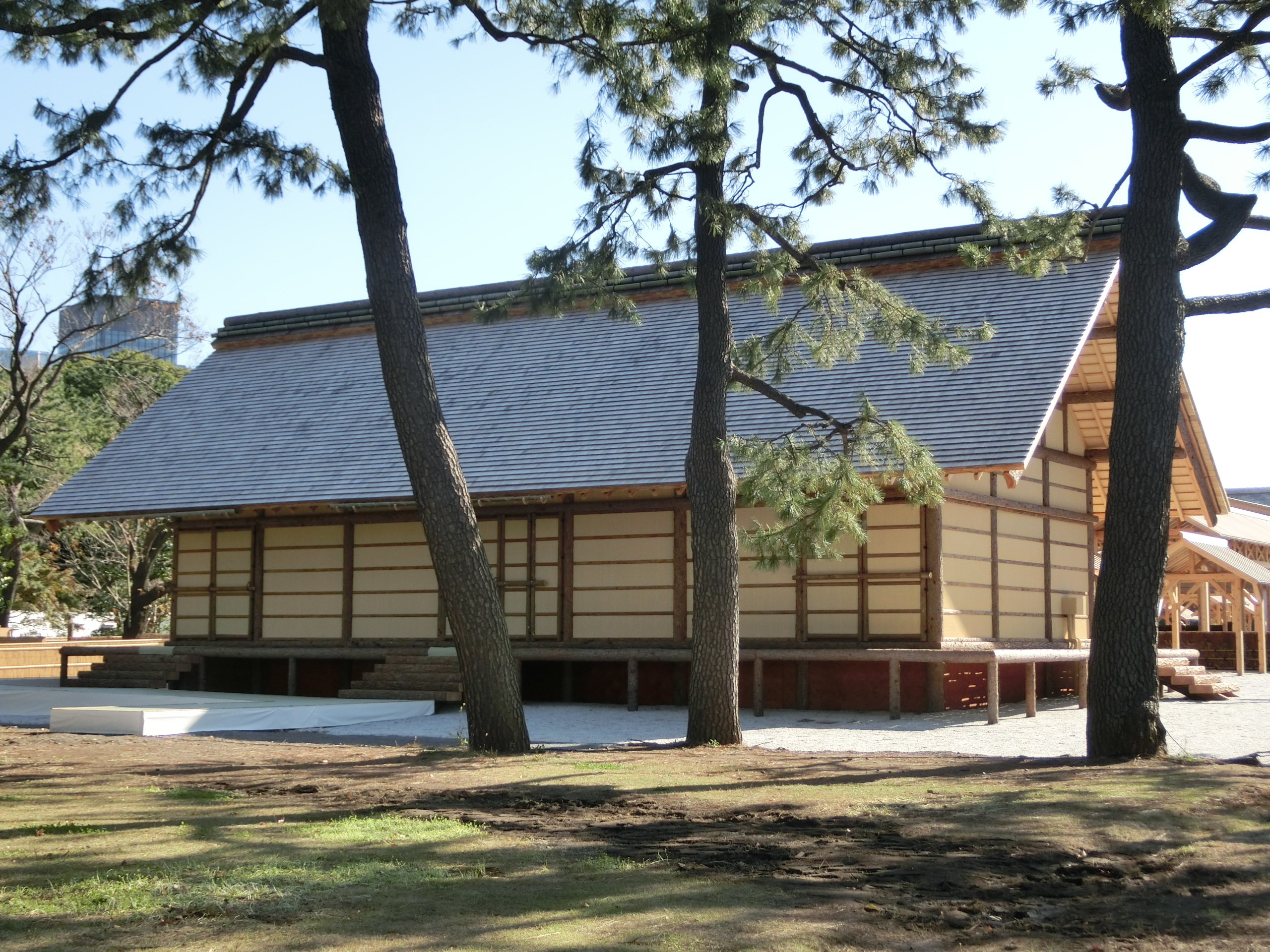
廻立殿
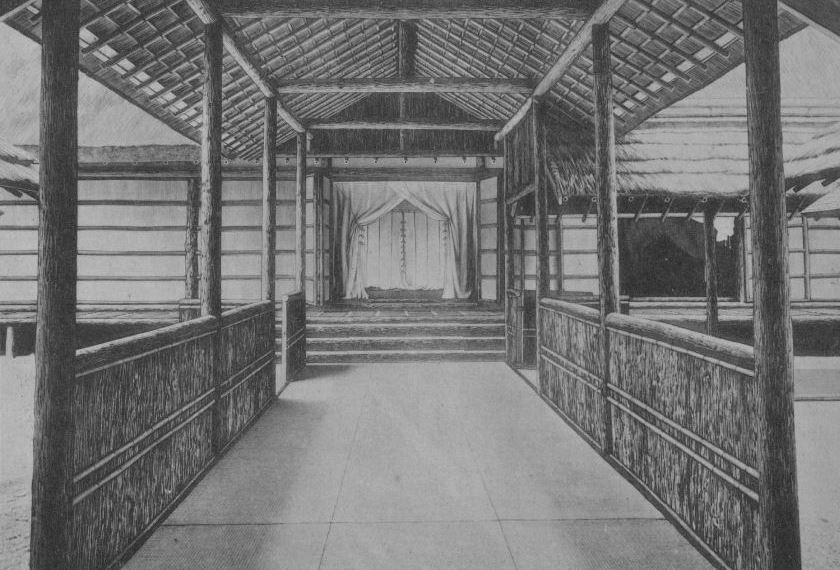
大正期大嘗宮の廻立殿

雨儀御廊下（うぎおろうか）
儀式に際して、天皇が行き来する屋根付き廊下。
- 雨儀御廊下

頓宮（とんぐう）
廻立殿のさらに北側に設けられており、天皇はまずここに入り、そこから廊下を通り廻立殿に入る。
帳殿（ちょうでん）
悠紀殿、主基殿の外陣のそばにあり、祭祀の間、皇后が控える。
切妻屋根、板葺き
- 昭和期大嘗宮の帳殿

小忌幄舎（おみあくしゃ）
祭祀の間、男性皇族が控える。
切妻屋根、板葺き
- 悠紀殿側（東）の小忌幄舎
- 主基殿側（西）の小忌幄舎

殿外小忌幄舎（でんがいおみあくしゃ）
祭祀の間、女性皇族が控える。
切妻屋根、板葺き

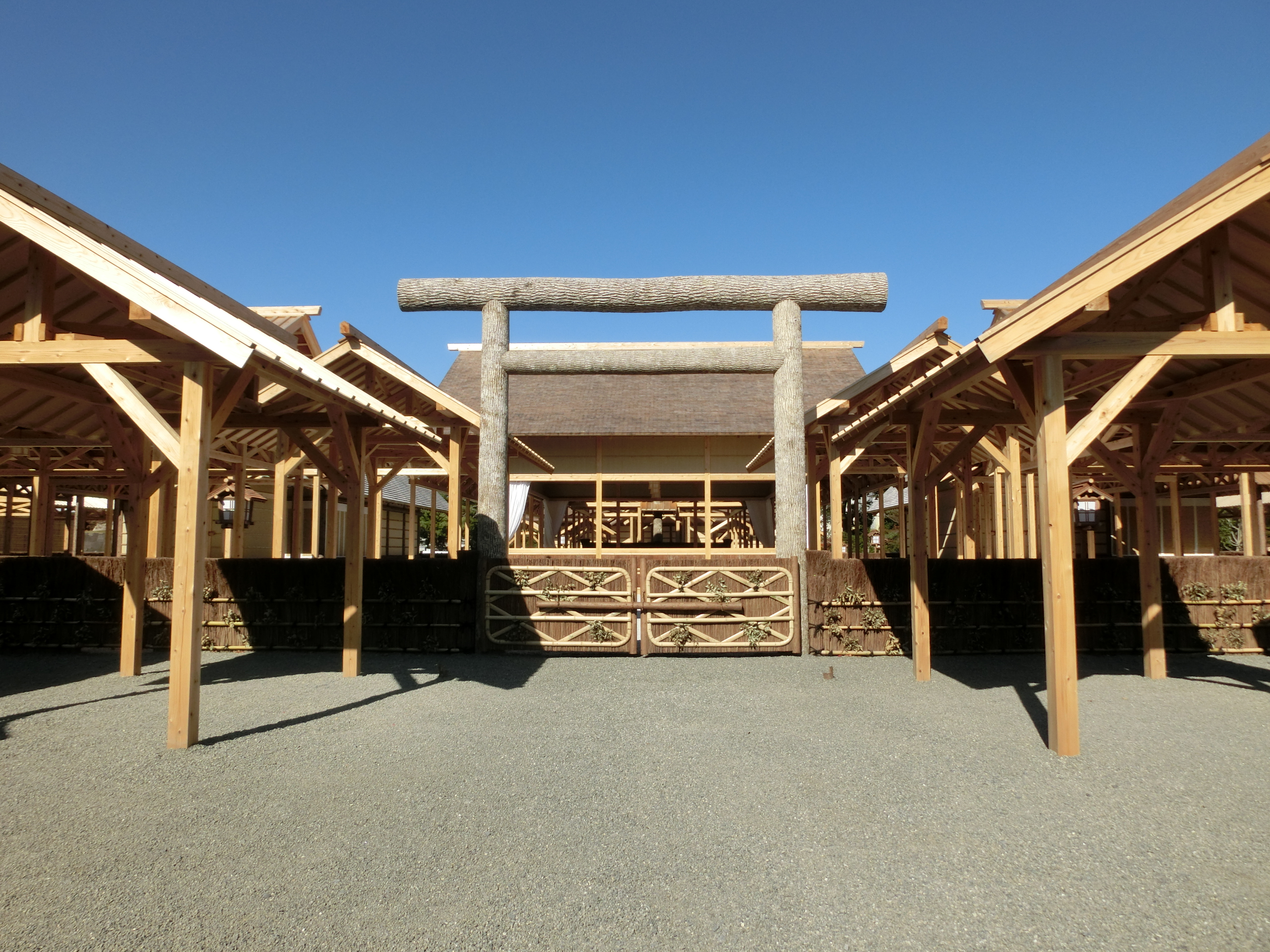
殿外小忌幄舎（鳥居の奥の建物）

膳屋（かしわや）
神饌を調理するための建物。

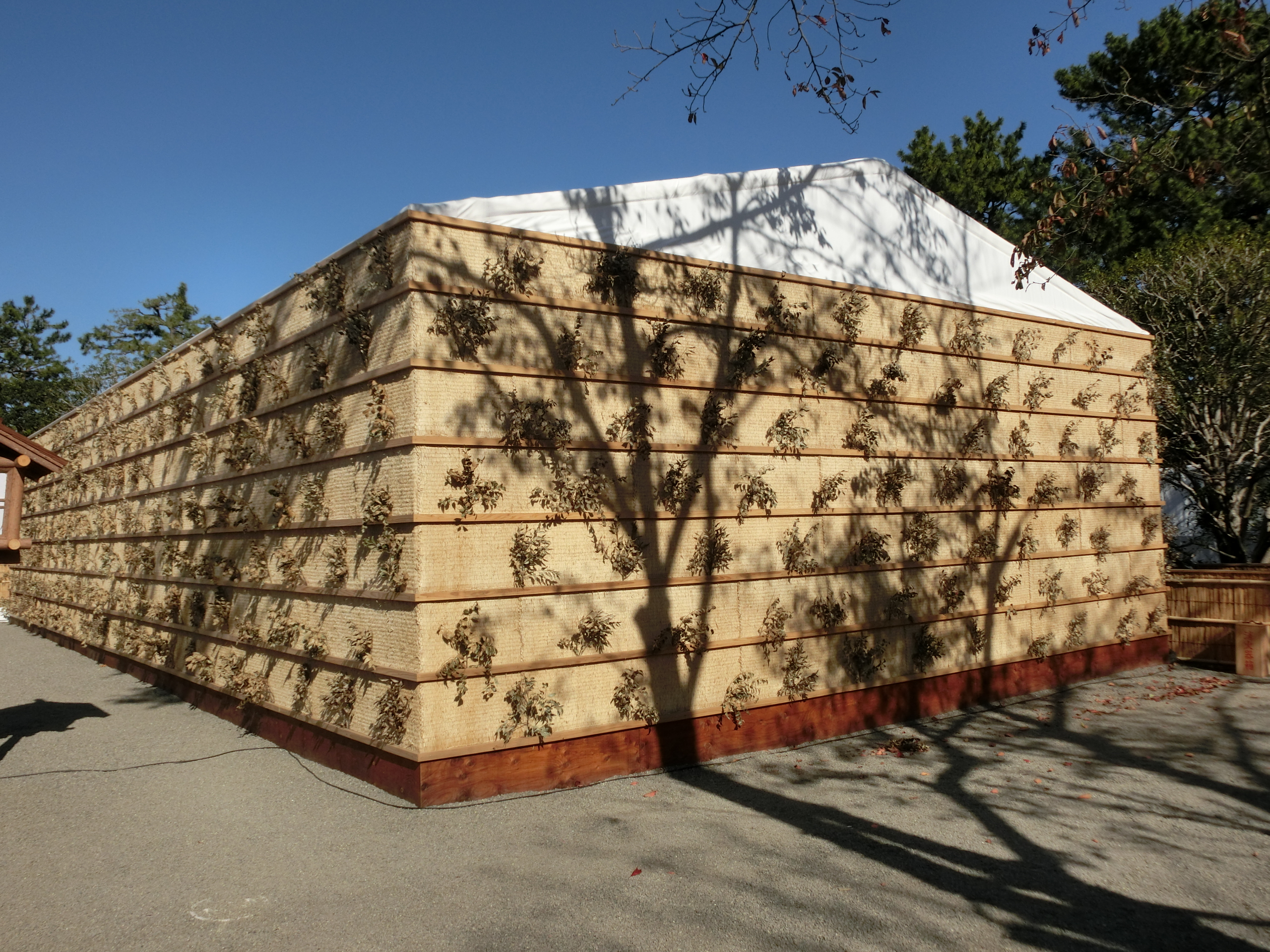
悠紀殿側（東）の膳屋
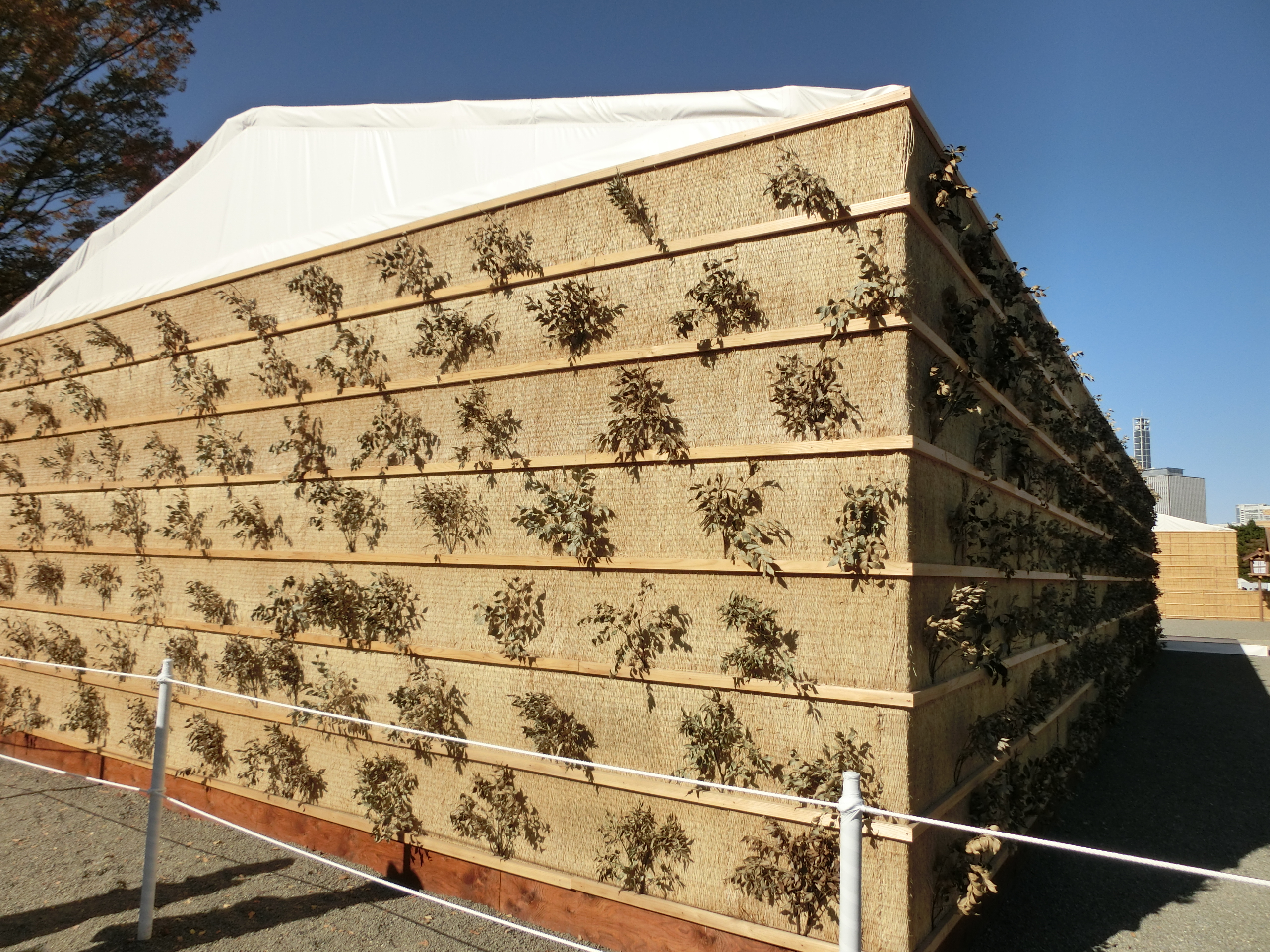
主基殿側（西）の膳屋

神門（しんもん）
大嘗宮の東西南北に設けられた鳥居。
黒木造
- 南神門
- 西神門
- 北神門

楽舎（がくしゃ）
奏楽を行う楽師がいる建物。
切妻屋根、板葺き
- 主基殿側（西）の楽舎

風俗歌国栖古風幄（ふぞくうたくずのいにしえぶりのあく）
悠紀・主基両地方及び国栖の歌を奏する建物。

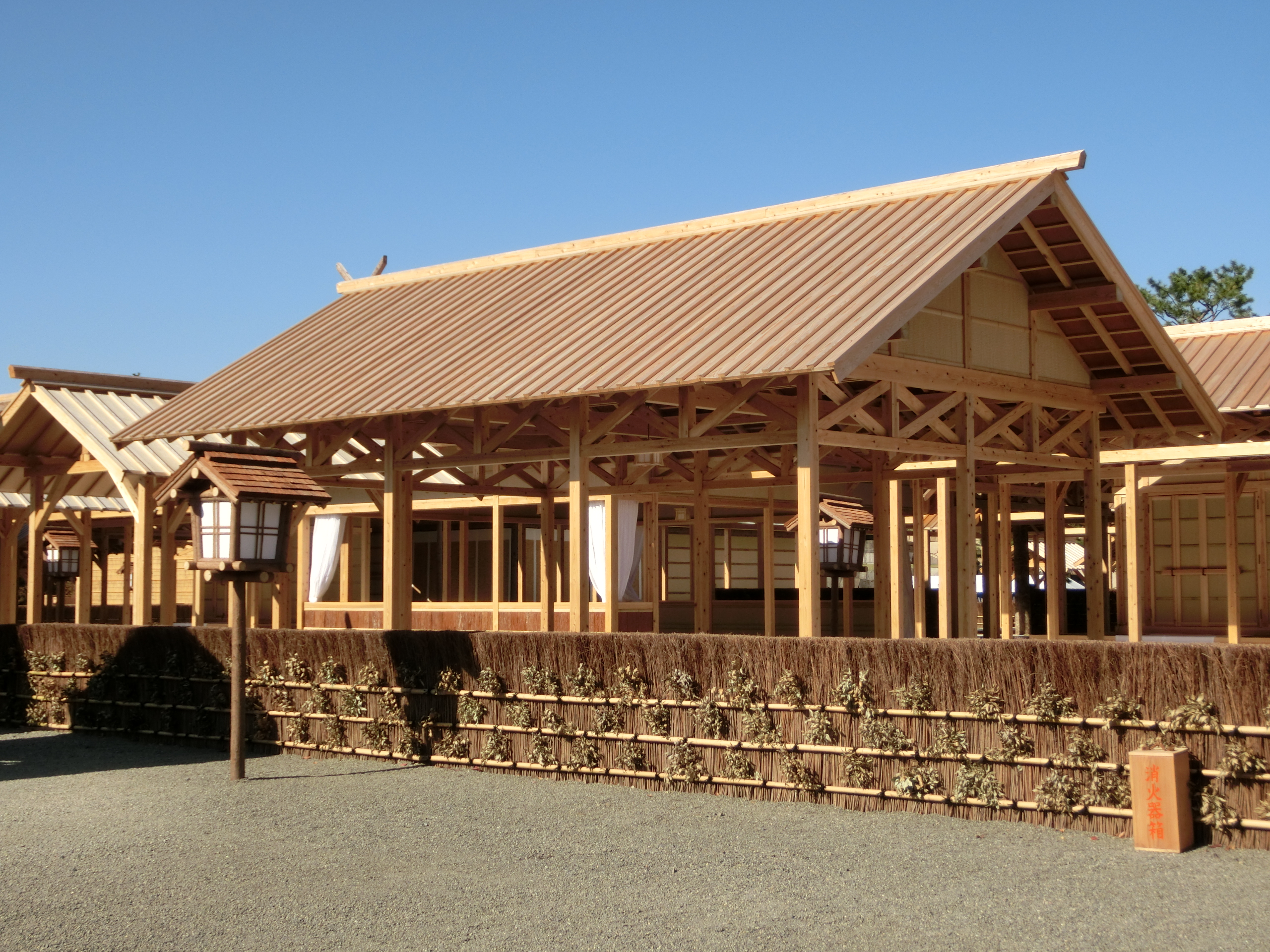
悠紀殿側（東）の風俗歌国栖古風幄
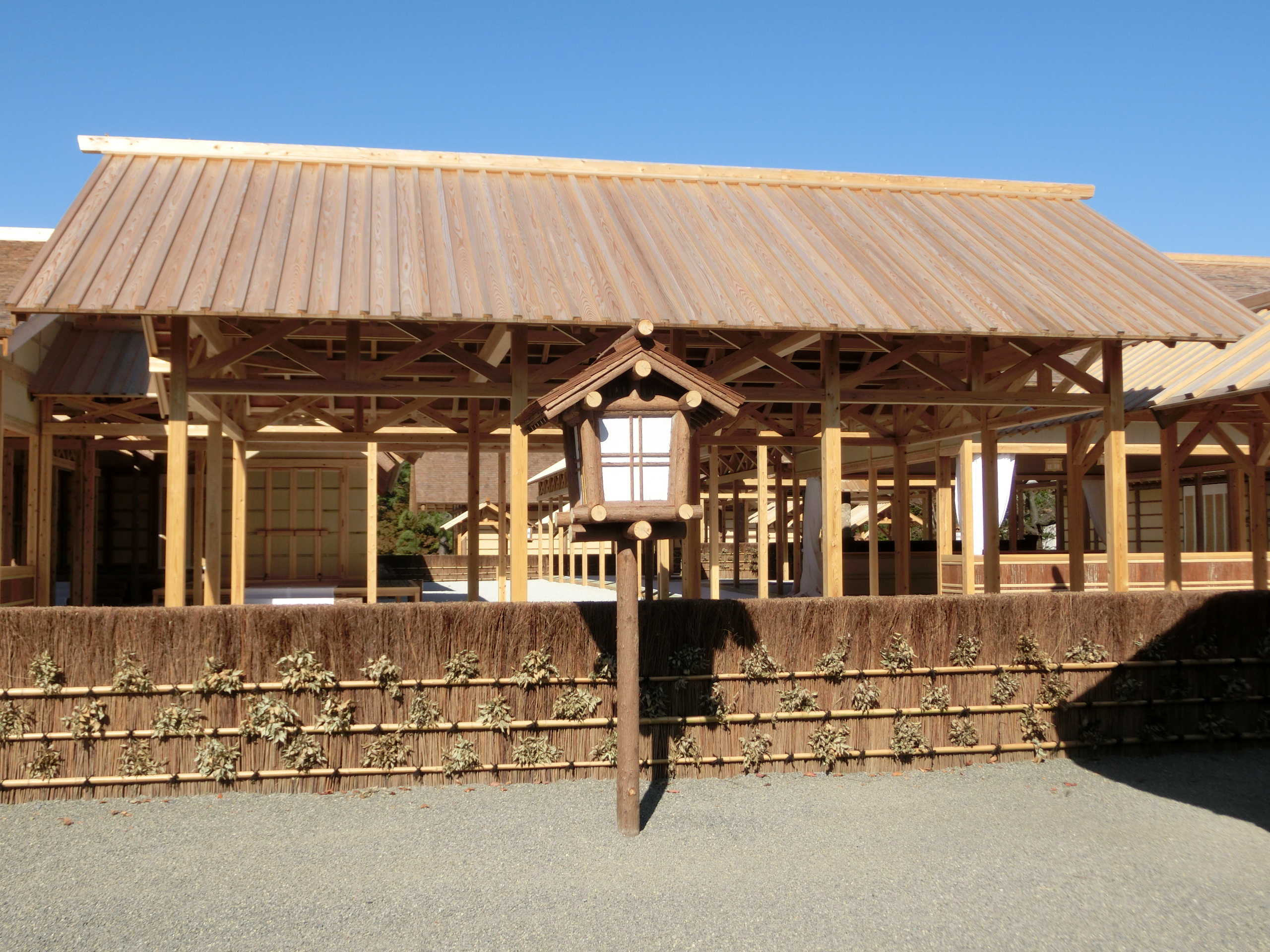
主基殿側（西）の風俗歌国栖古風幄

庭燎舎（ていりょうしゃ）
各神門を照らす庭火を焚いた建物。中央部の穴に薪を入れた。

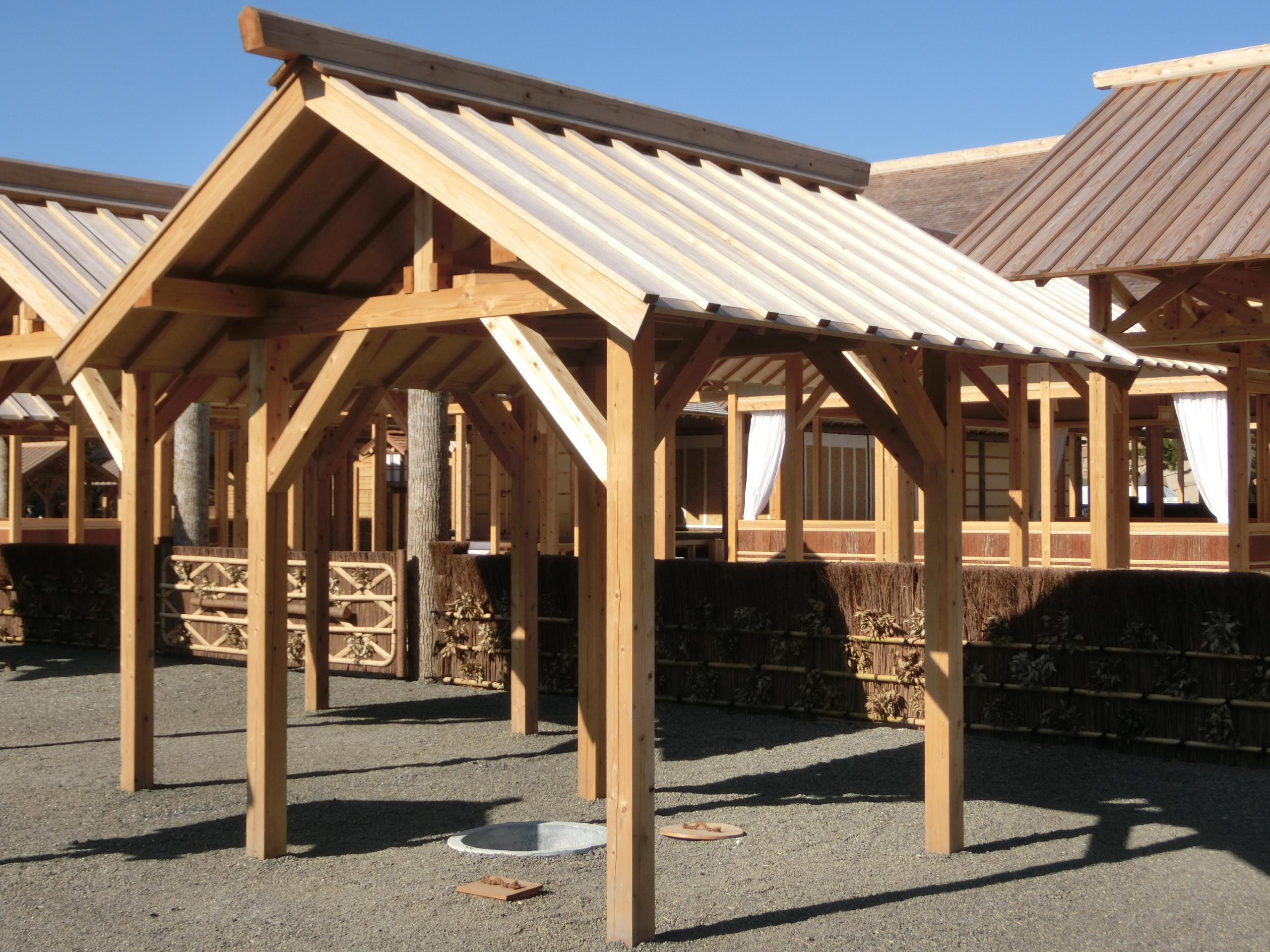
南神門傍の庭燎舎
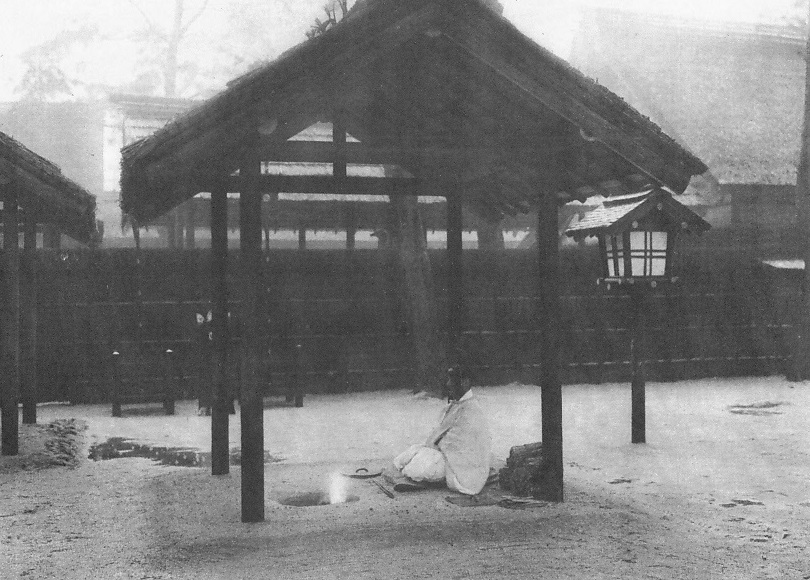
昭和期大嘗宮の庭燎舎で庭火を焚く火炬手

斎庫（さいこ）
悠紀・主基両地方から採れた新米を収納した建物。
- 斎庫

幄舎（あくしゃ）
皇族以外の参列者が控えた場所。

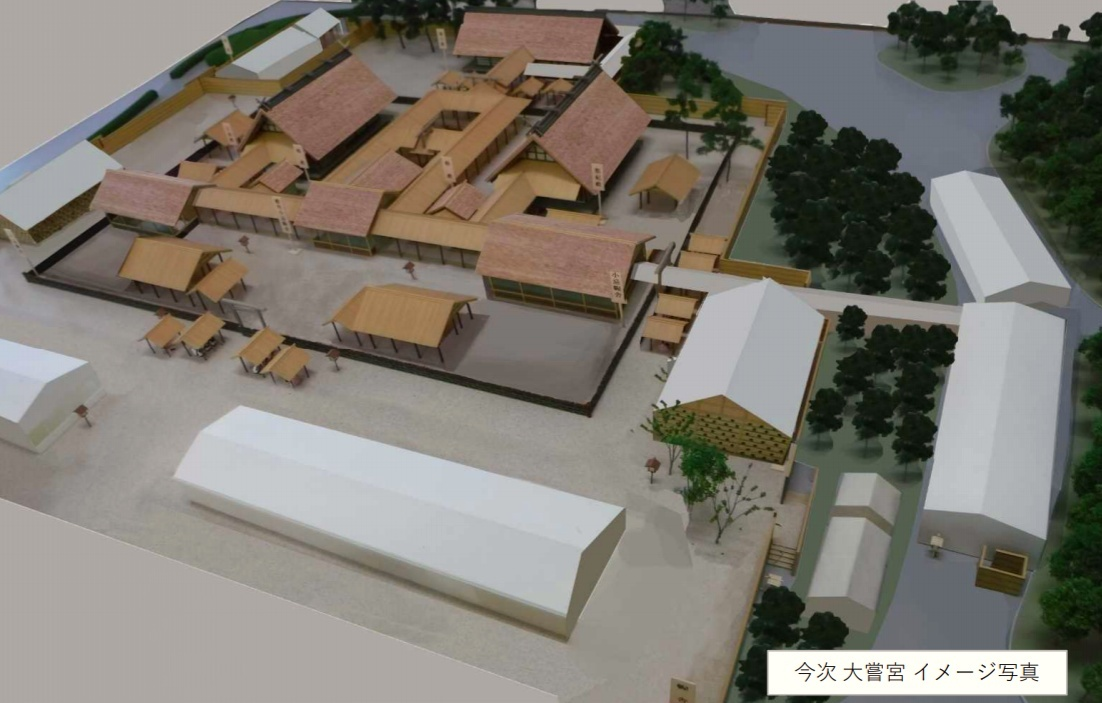
「今次大嘗宮イメージ写真」の題名の左斜め上の長い白の天幕が幄舎
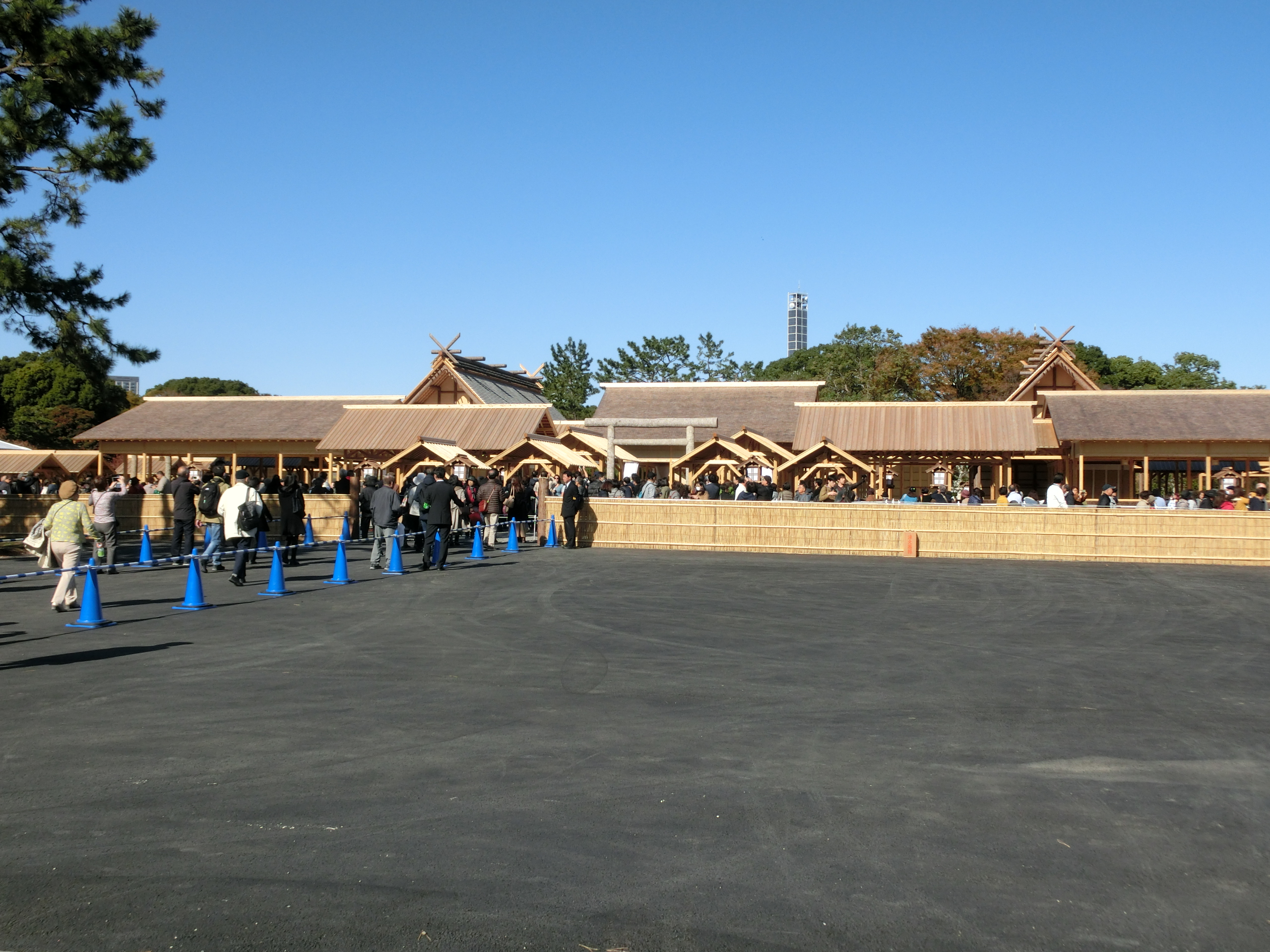
一般公開を前に、いち早く撤去して見学者の撮影スペースとなっている。

外周垣（がいしゅうがき）
大嘗宮の外側を囲む垣根。よしず垣である。

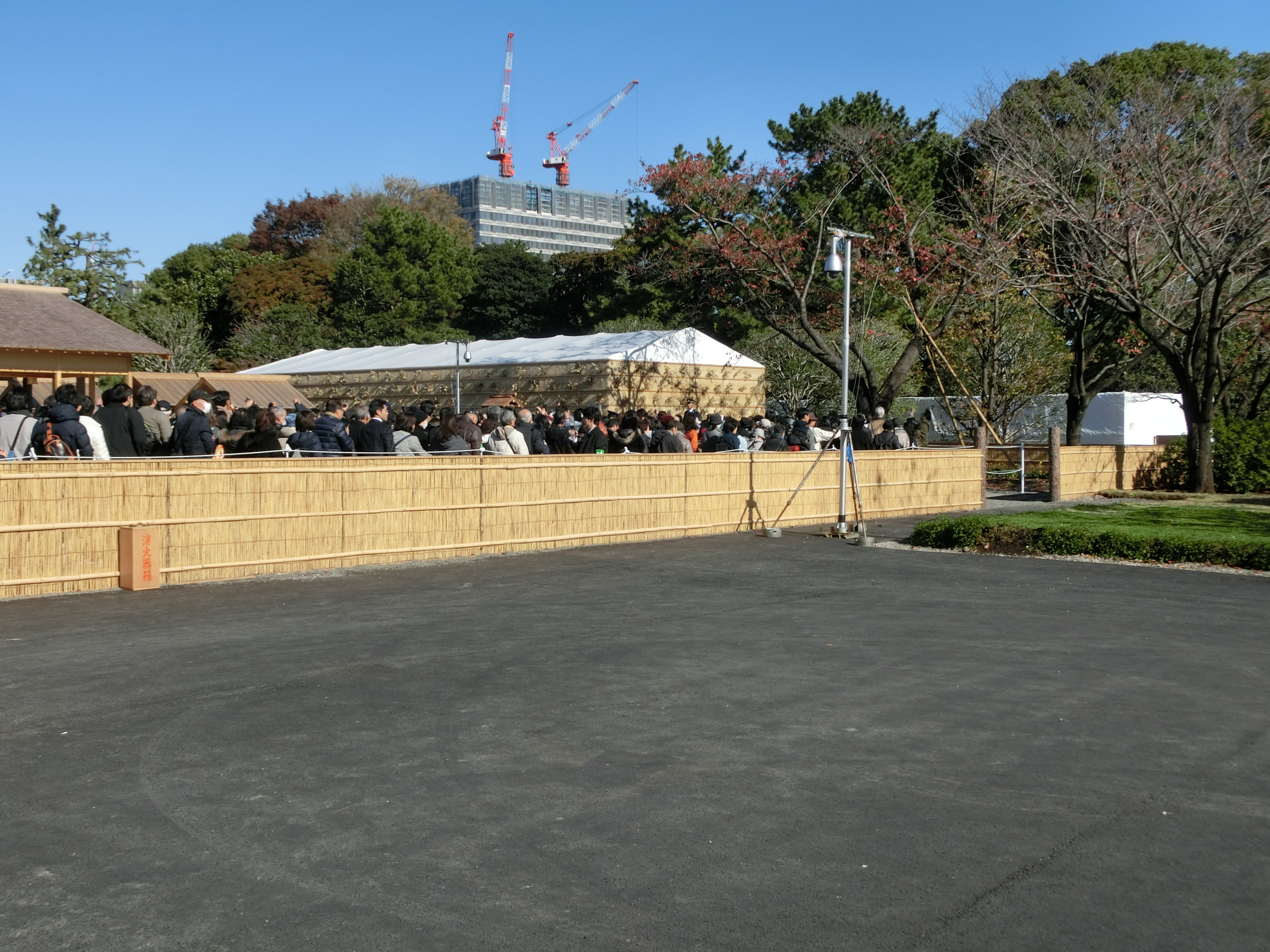
外周垣
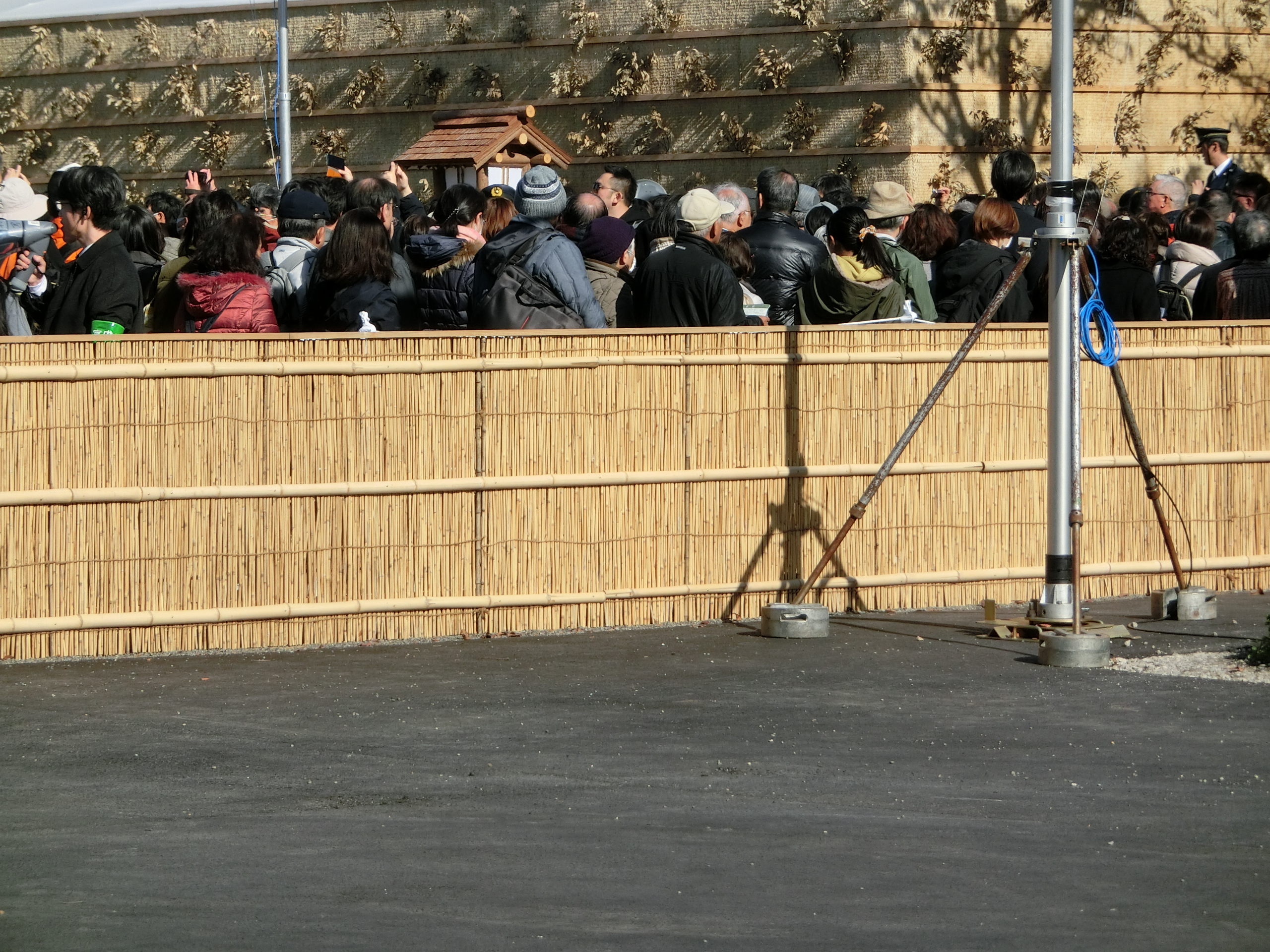
外周垣（拡大）
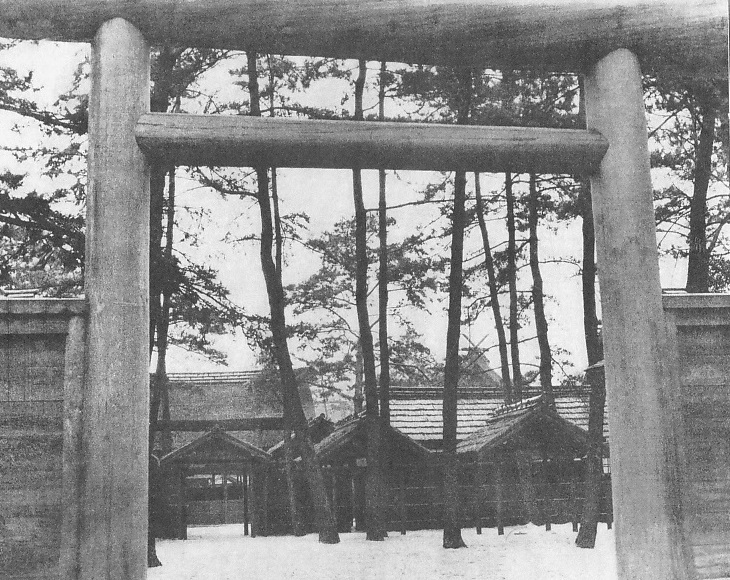
昭和期大嘗宮の外周垣（現在とは異なり、垣根は板垣で、門の形式は鳥居で、高さも高かった。）

柴垣（しばがき）
外周垣の内側にあるもう一つの垣根。出入口は鳥居型の神門である。

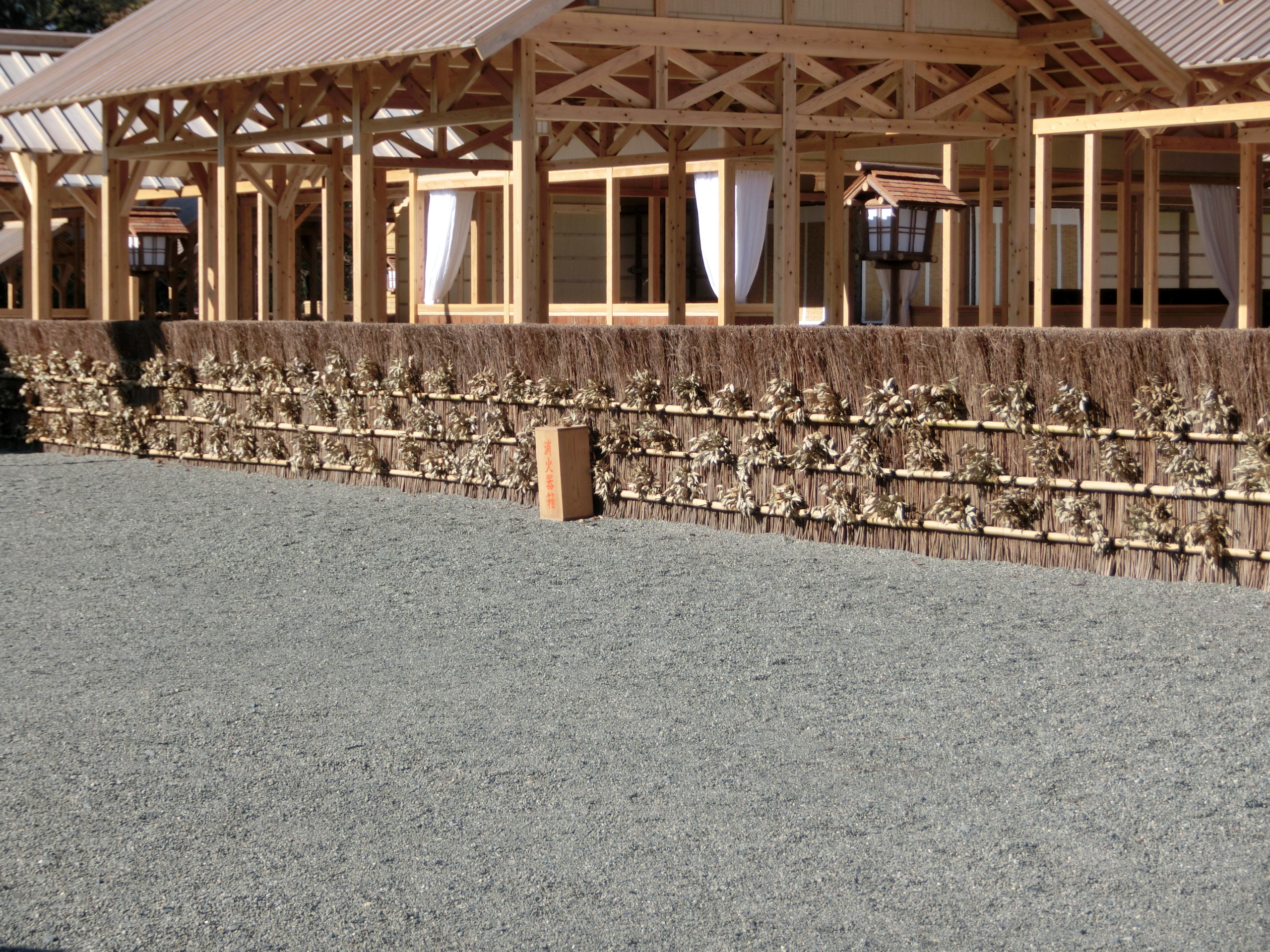
柴垣
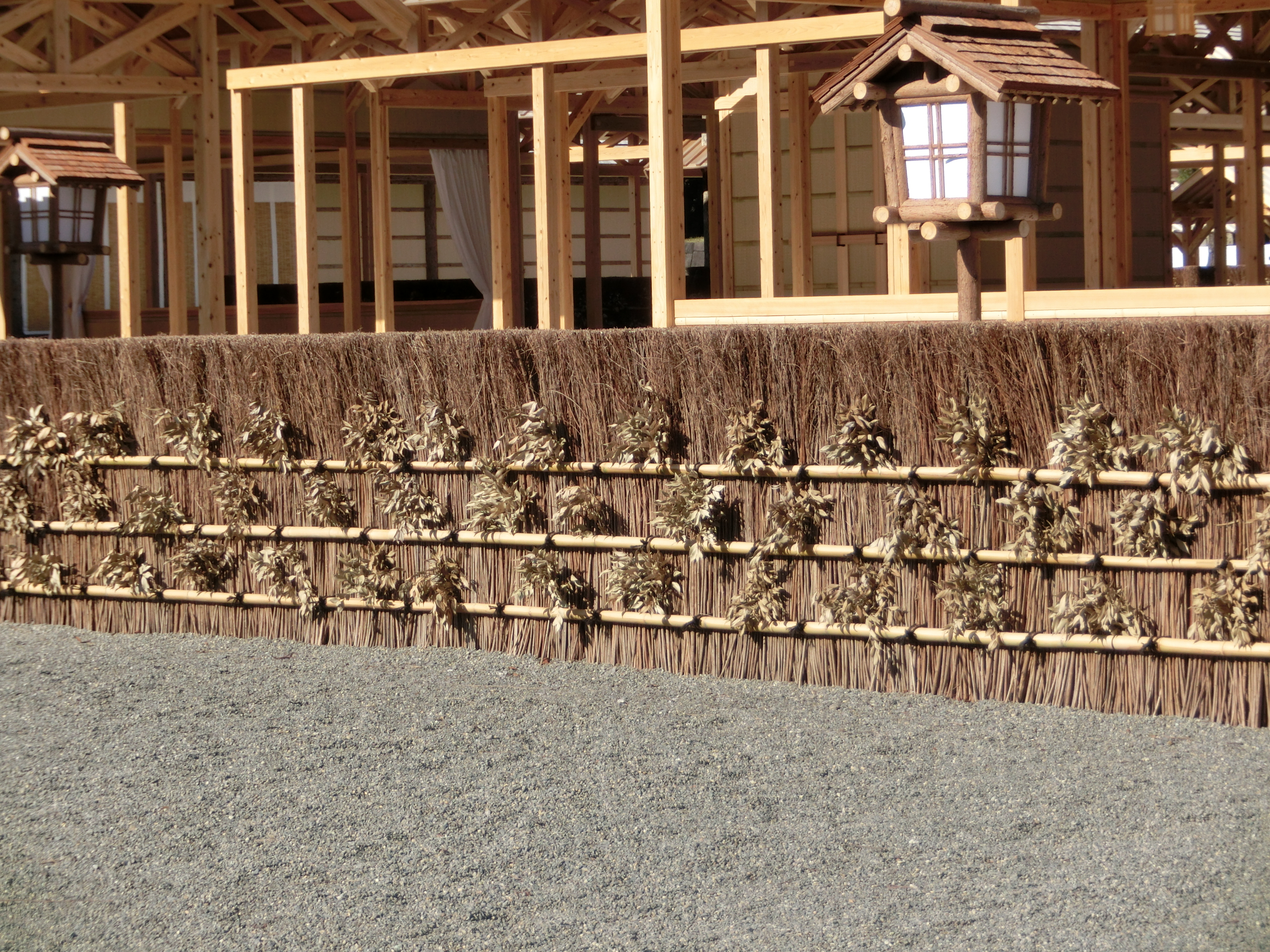
柴垣（拡大）。古来からドングリを食用としてきたスダジイの枝がさしてある。
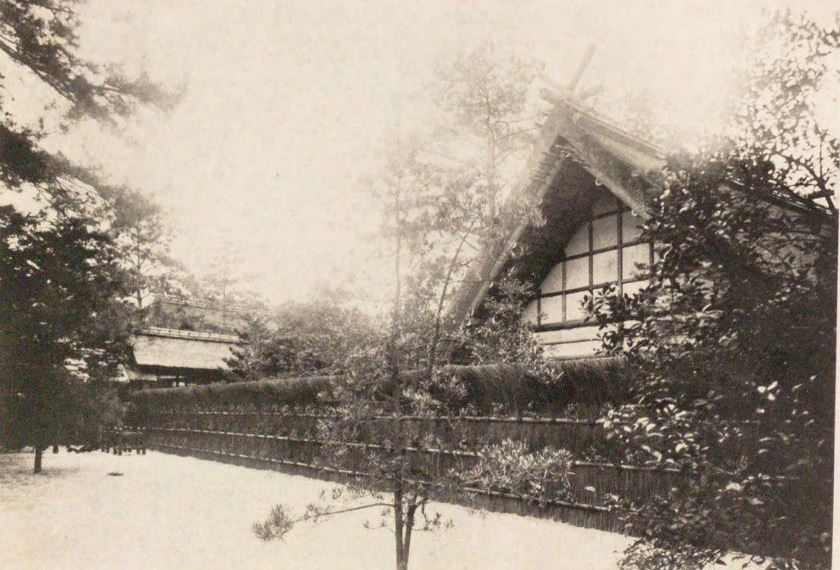
昭和期大嘗宮の柴垣（現在とは異なり、高さが高かった。）

黒木灯籠（くろきとうろう）
大嘗宮を照らす灯籠。黒木（樹皮が付いた木）で造られた。
- 黒木灯籠

椎の和恵（しいのわえ）
「和恵差（わえさし）」とも言い、葉が付いたスダジイの小枝が膳屋や柴垣に取り付けられている。

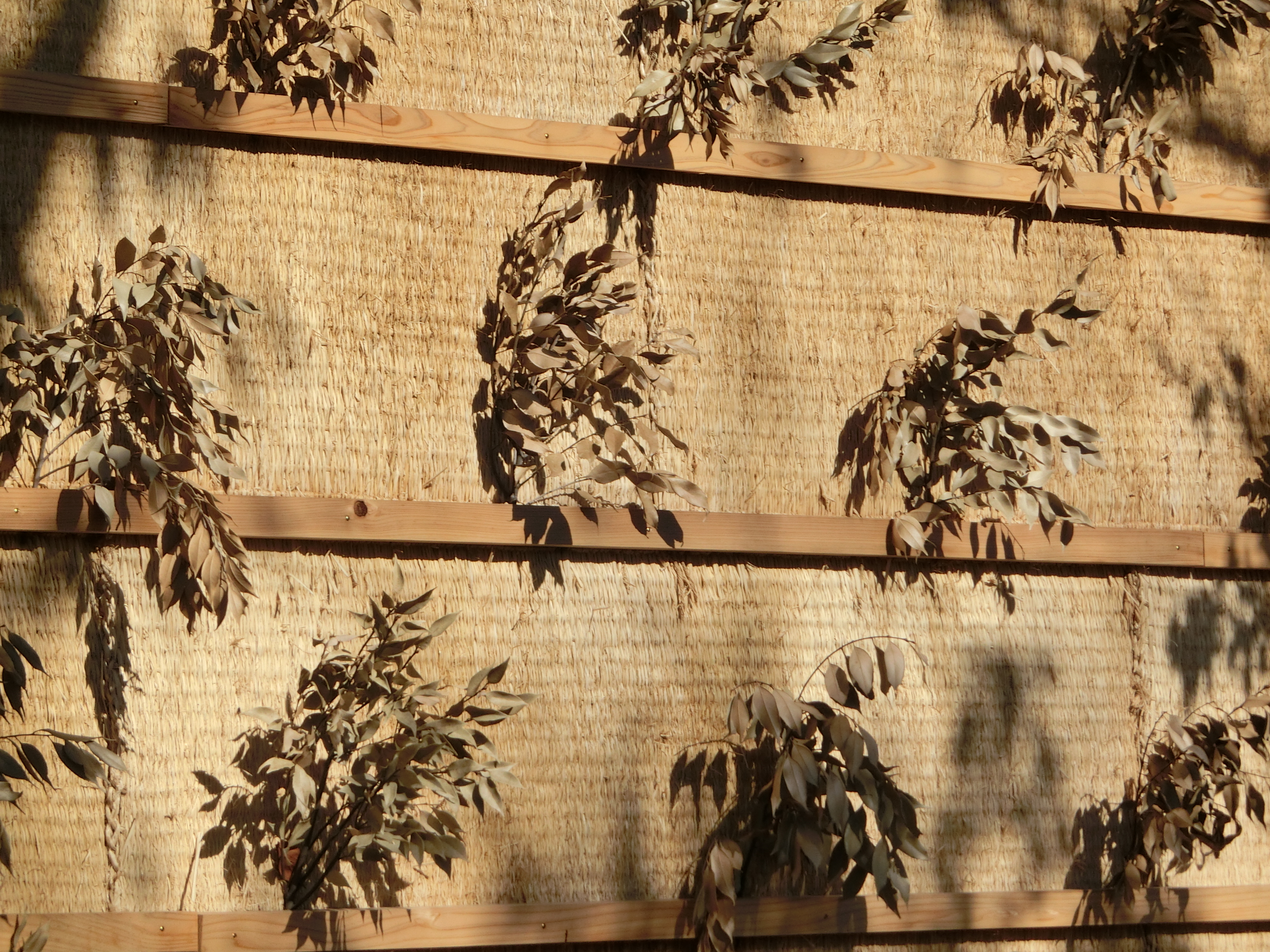
膳屋に付けられた椎の和恵
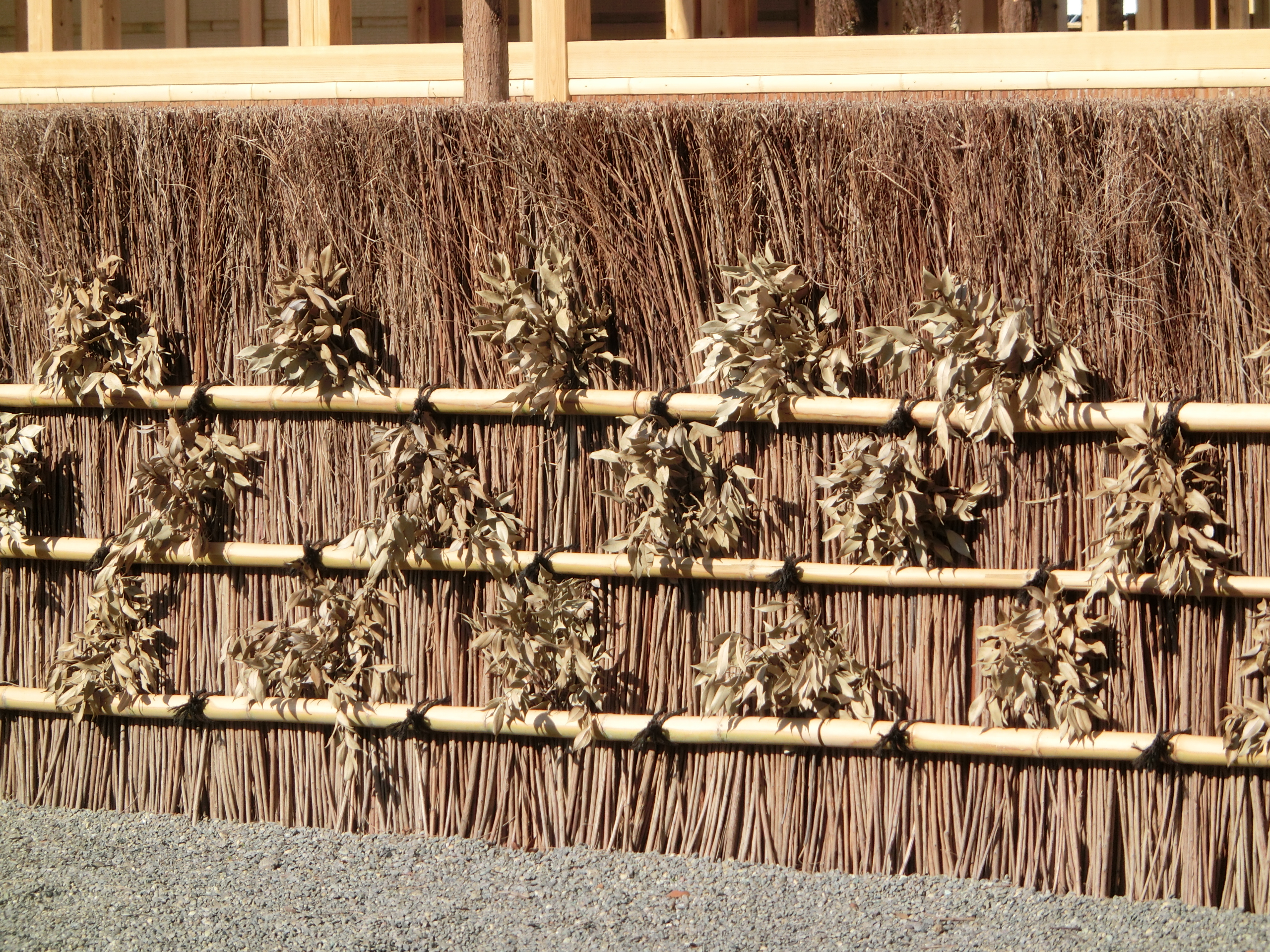
柴垣に付けられた椎の和恵

建設中の「令和の大嘗宮」 - 2019年10月9日現在の工事状況

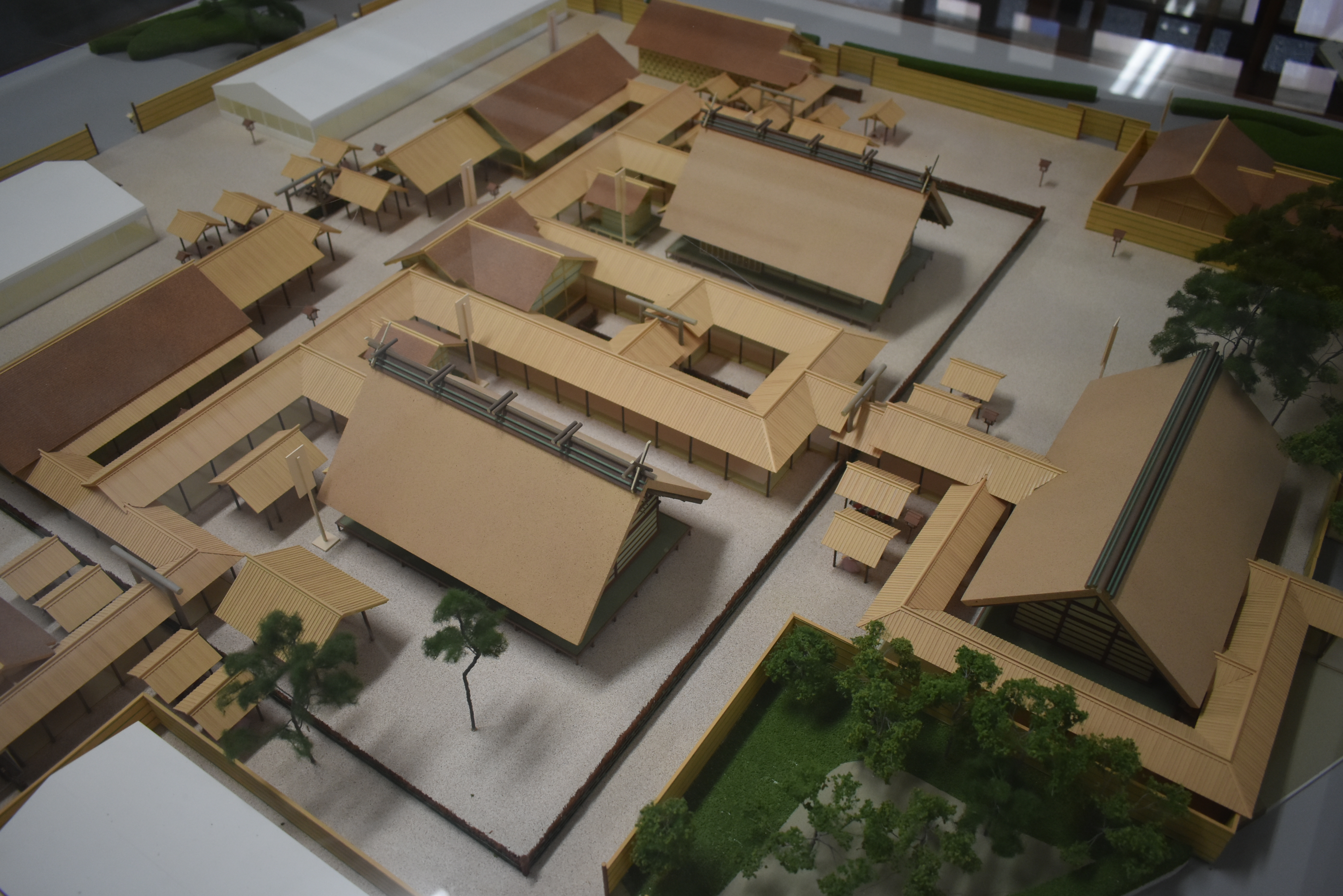
大嘗宮の全体模型、奥「主基殿」手前「悠紀殿」右側「廻立殿」
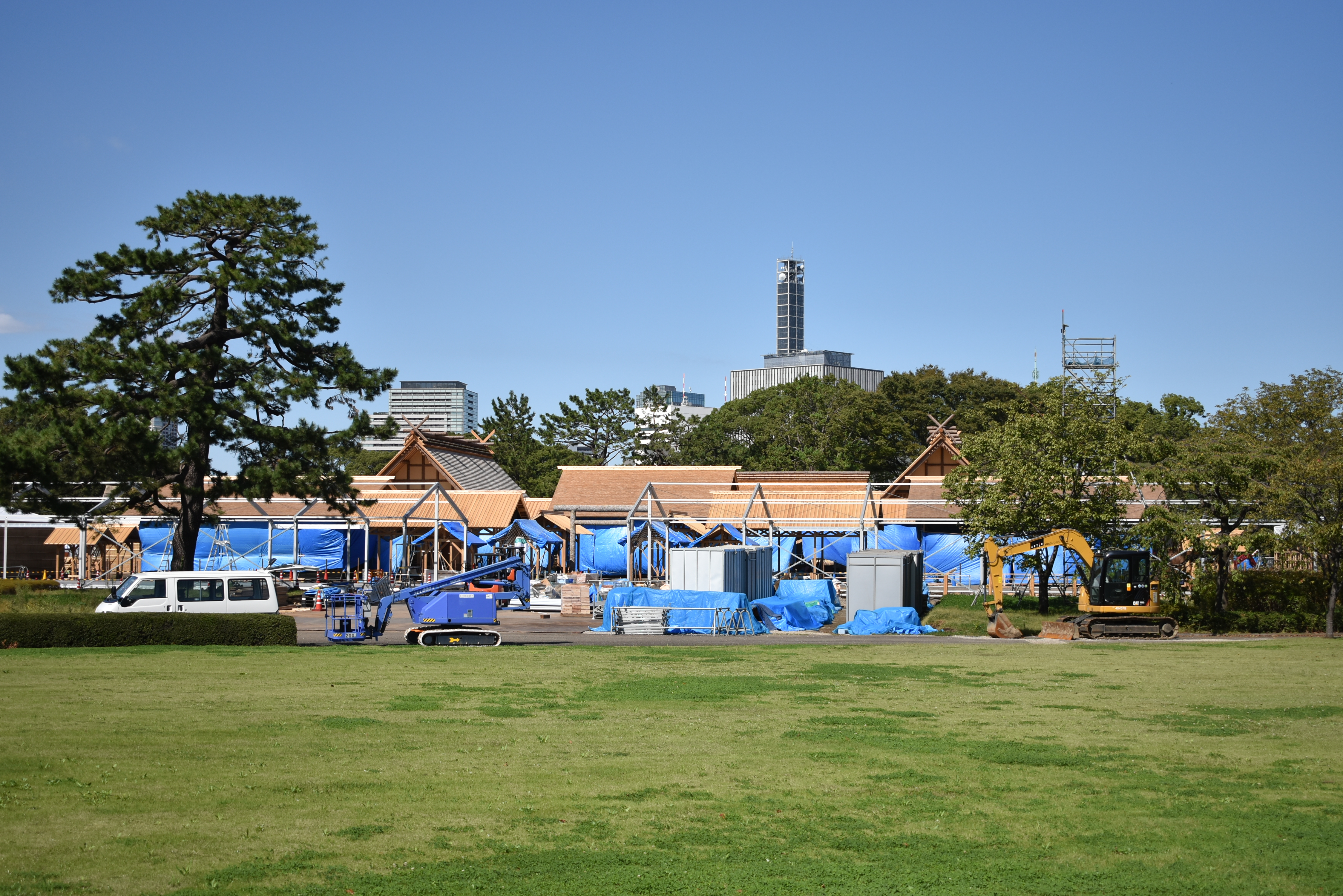
大嘗宮の全景
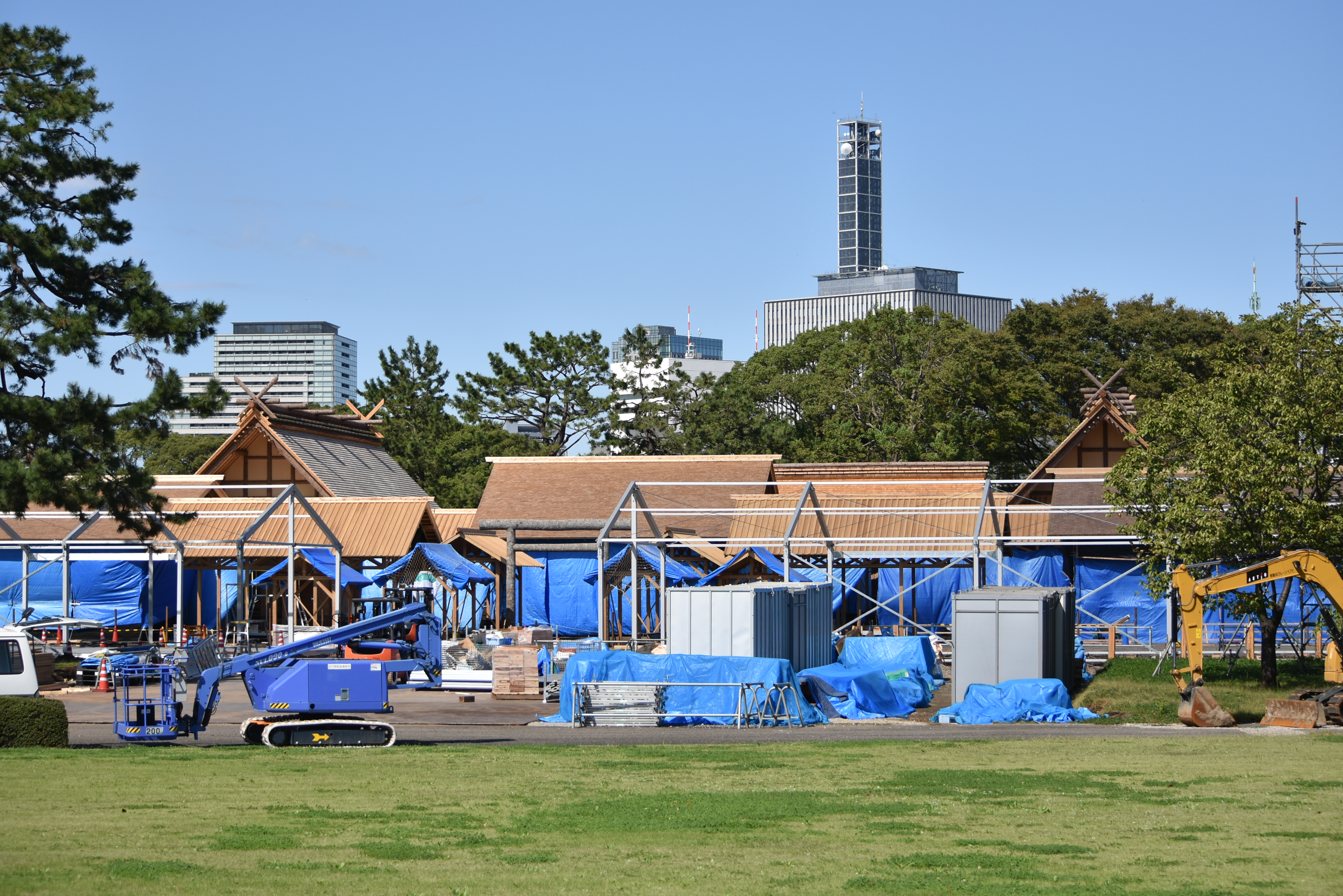
左より「主基殿」「廻立殿」「悠紀殿」
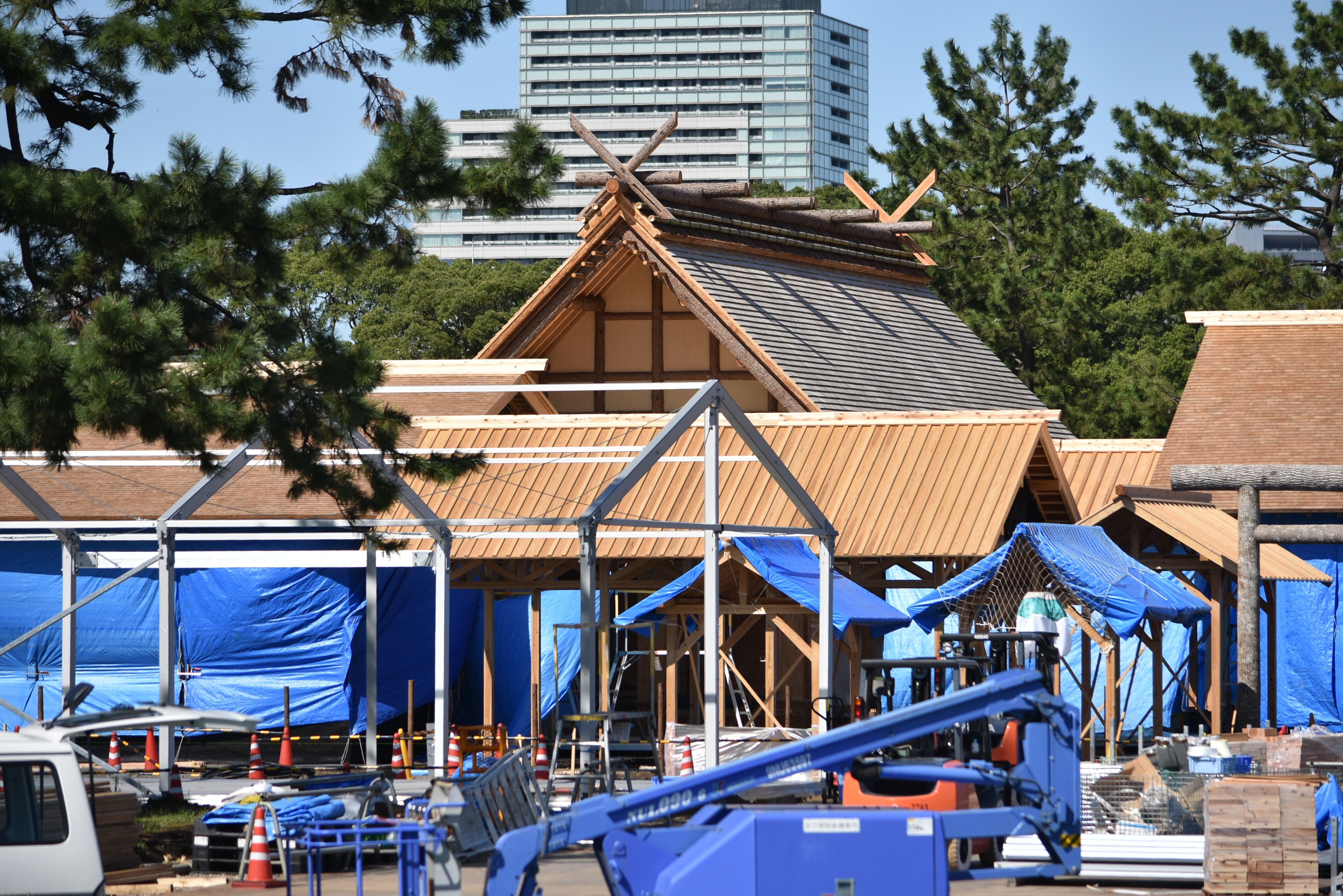
「主基殿」
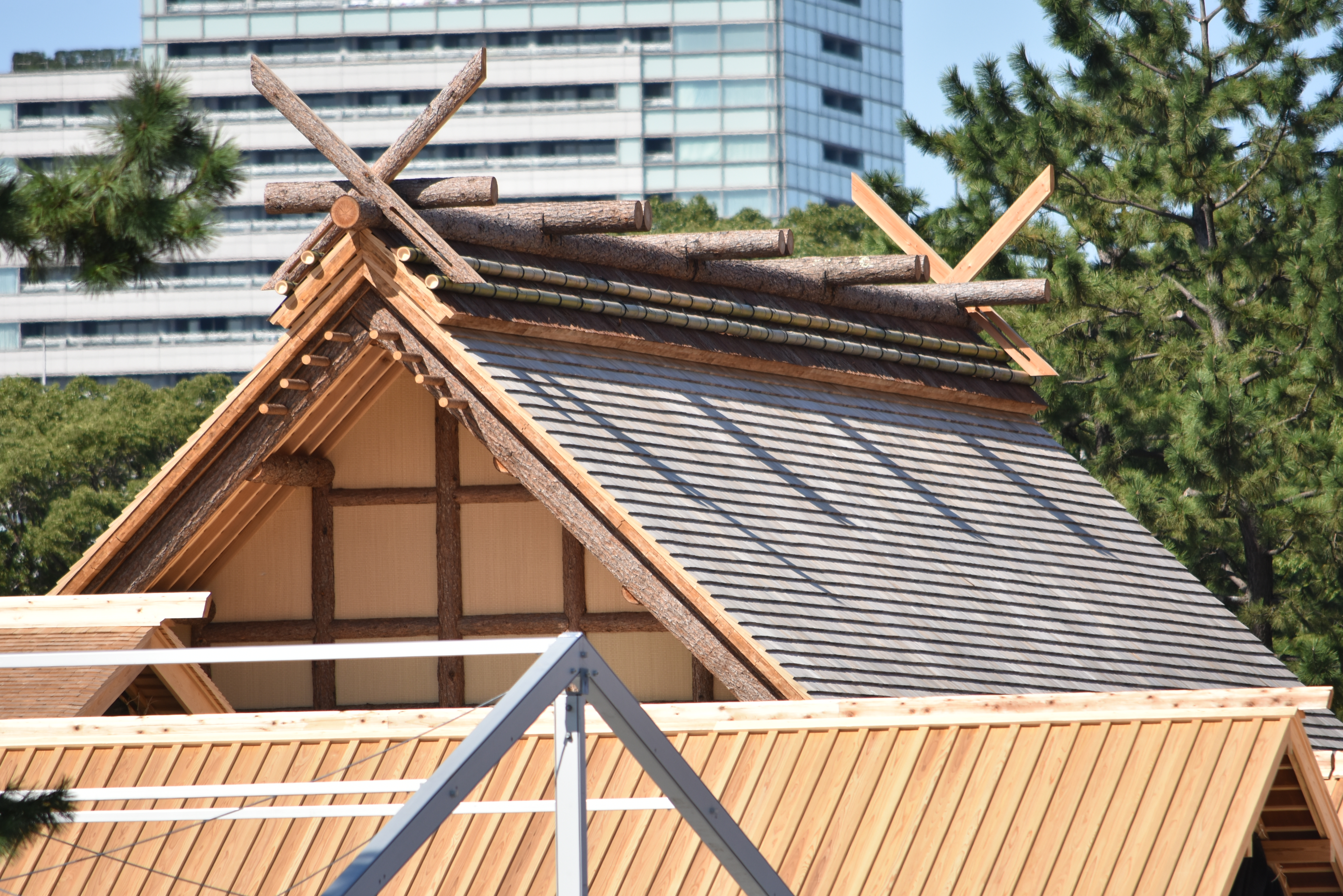
同左、詳細

一般公開（2019年11月21日 - 12月8日）された「令和の大嘗宮」

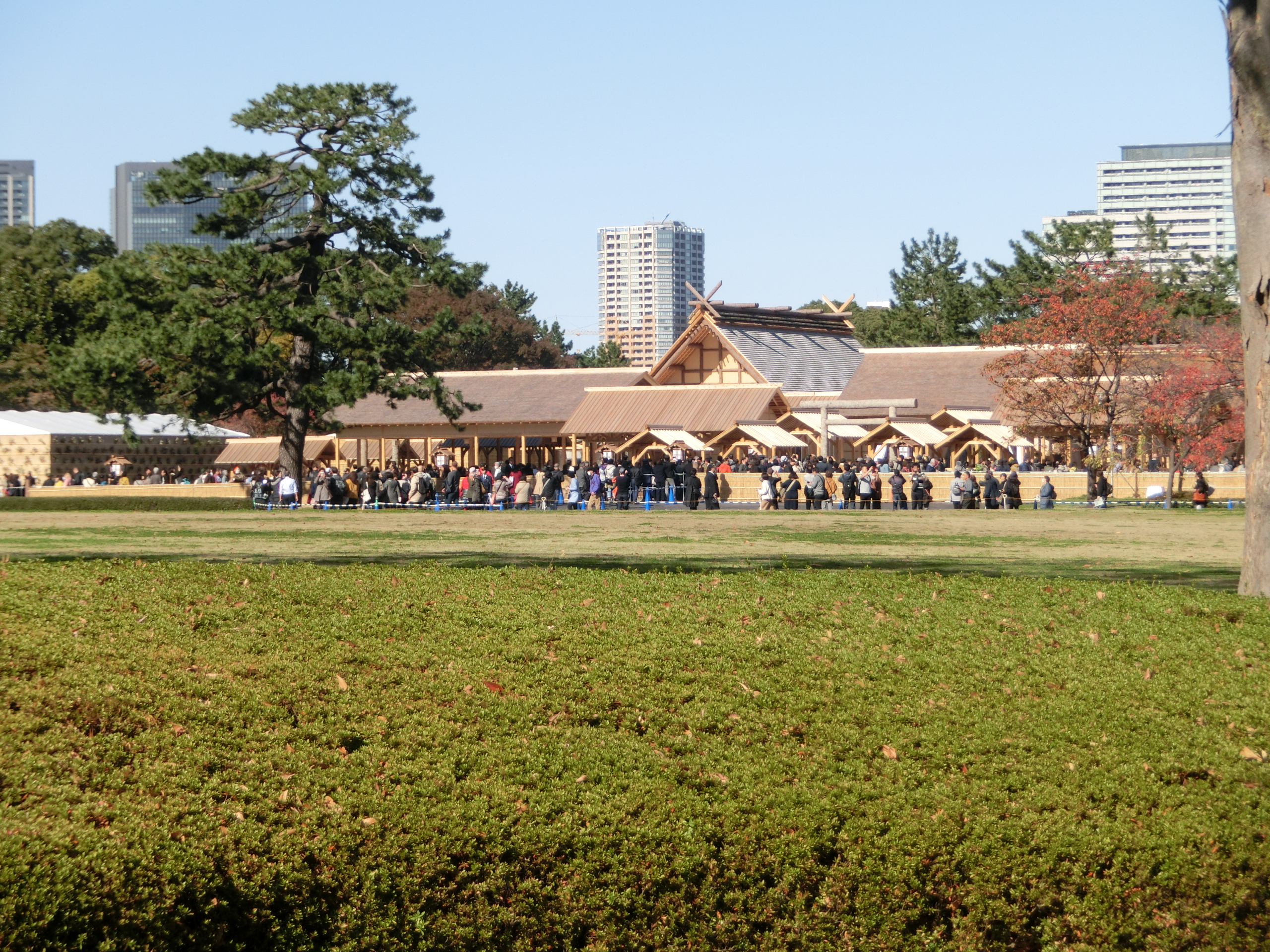
11月21日より公開された大嘗宮に集まる見学者
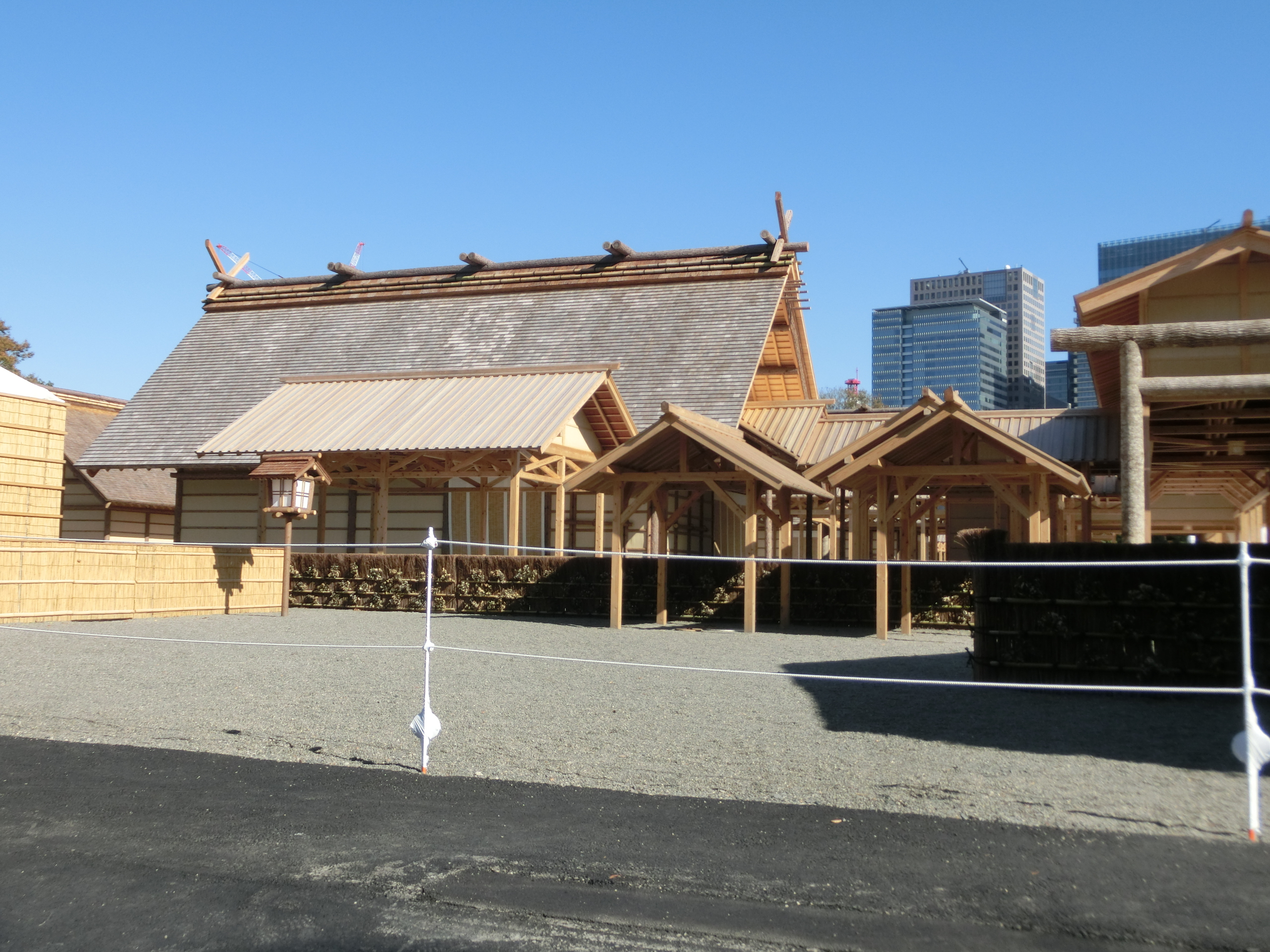
主基殿、手前は楽舎・衛門幄・庭燎舎
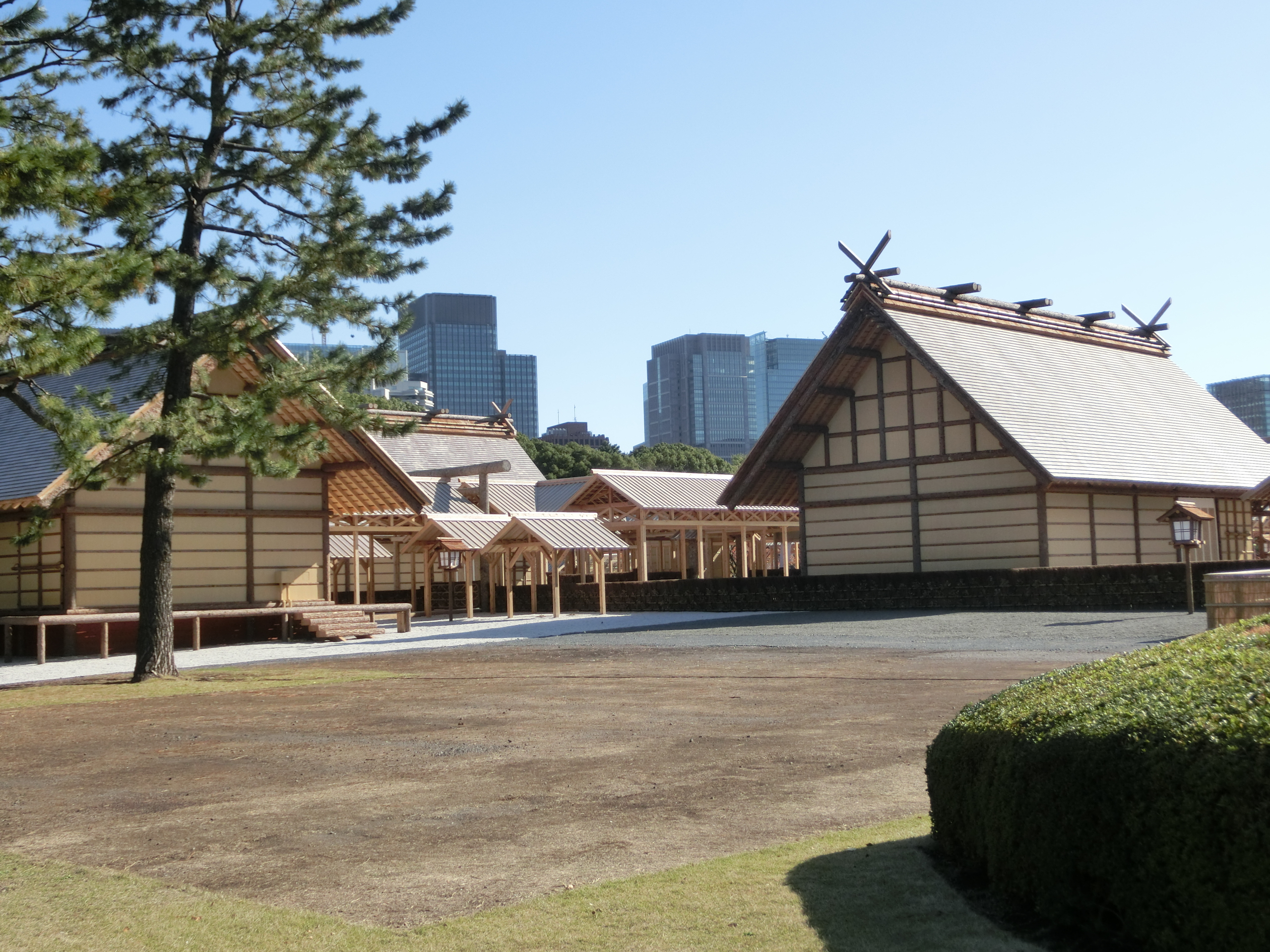
背後から見た主基殿(右)と廻立殿、中央奥は庭燎舎、その奥に悠紀殿の屋根が見える
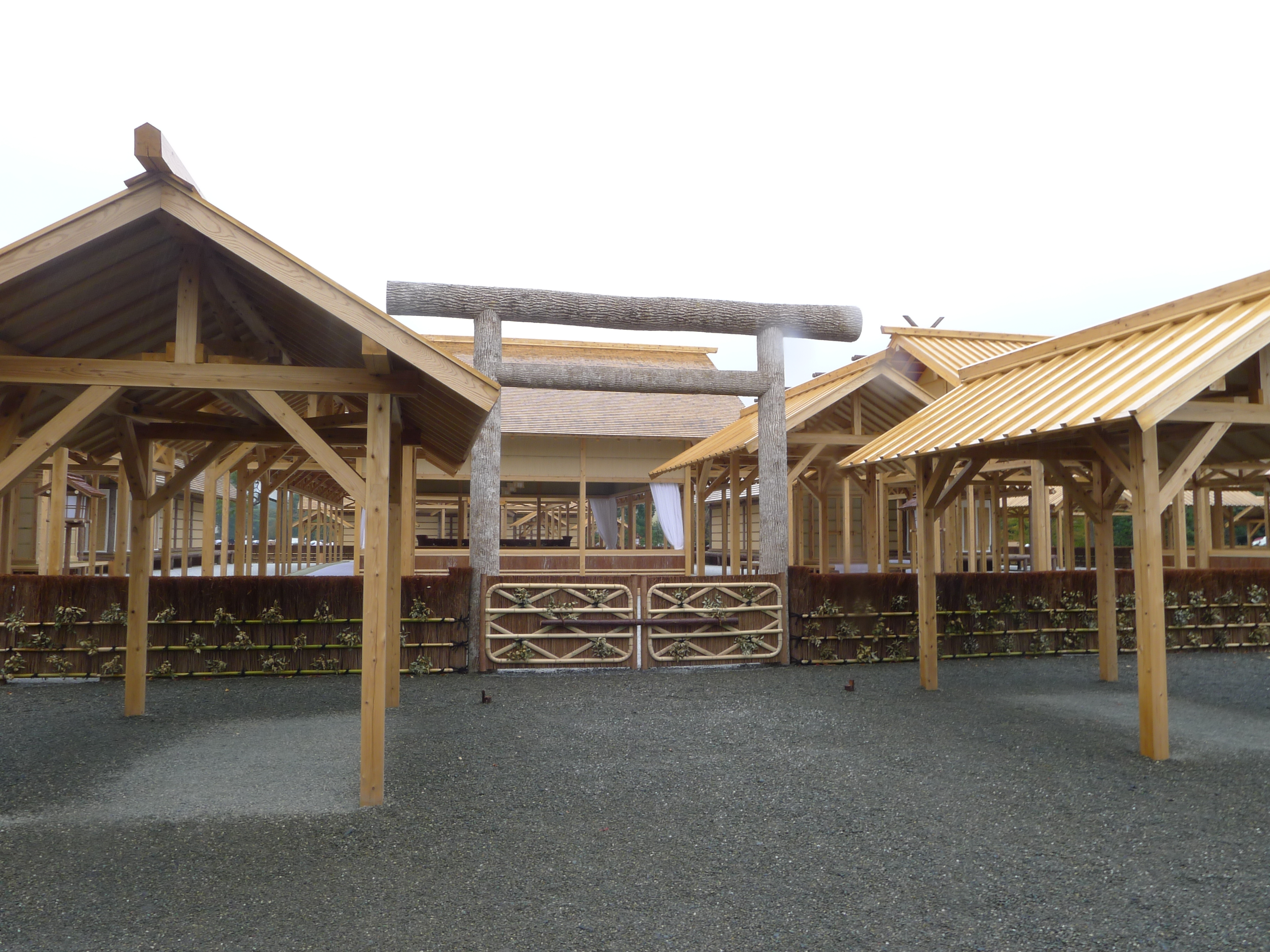
衛門幄と南神門、奥は威儀幄、さらに殿外小忌幄舎
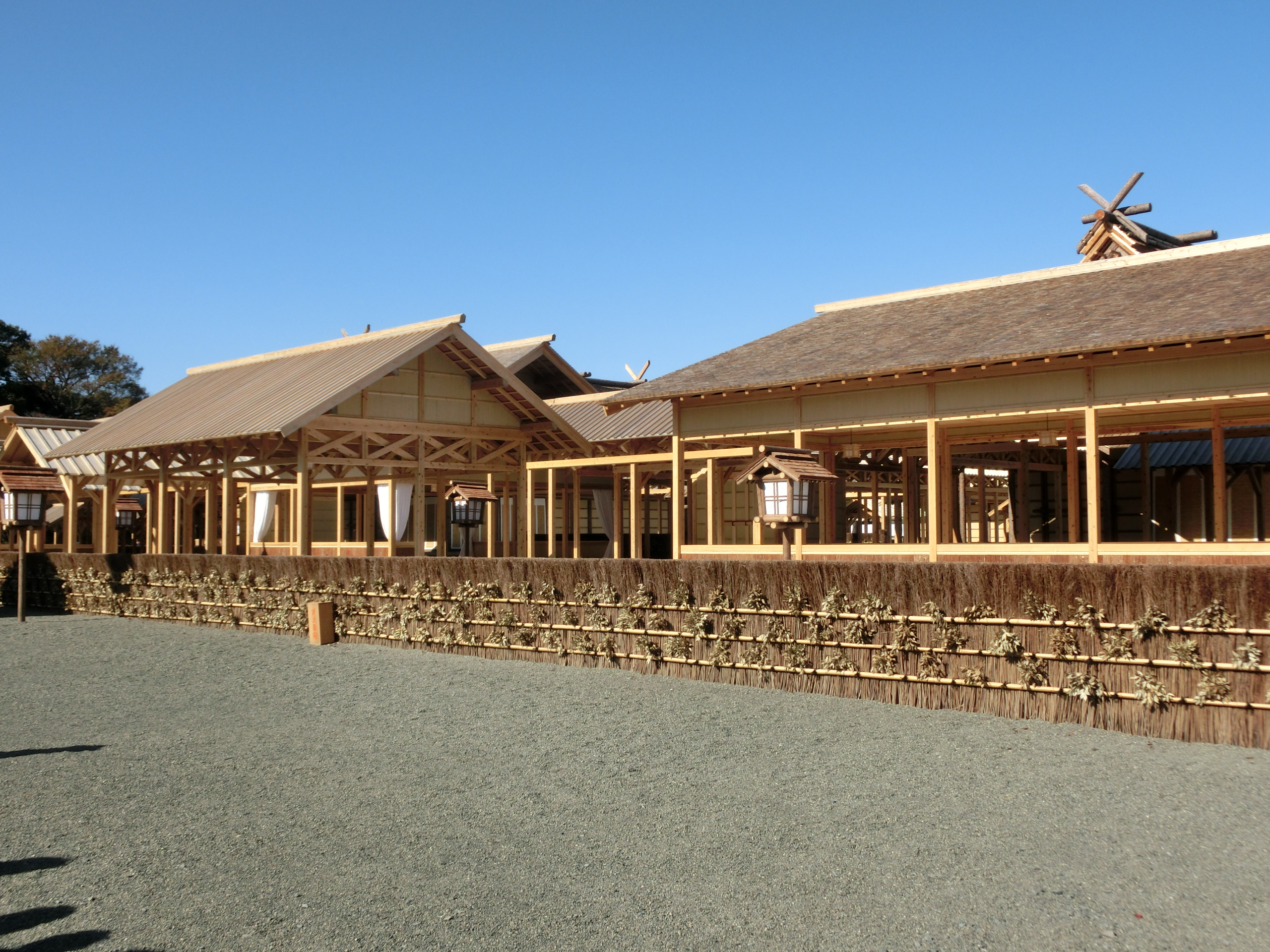
悠紀殿側の小忌幄舎(右)と風俗歌国栖古風幄
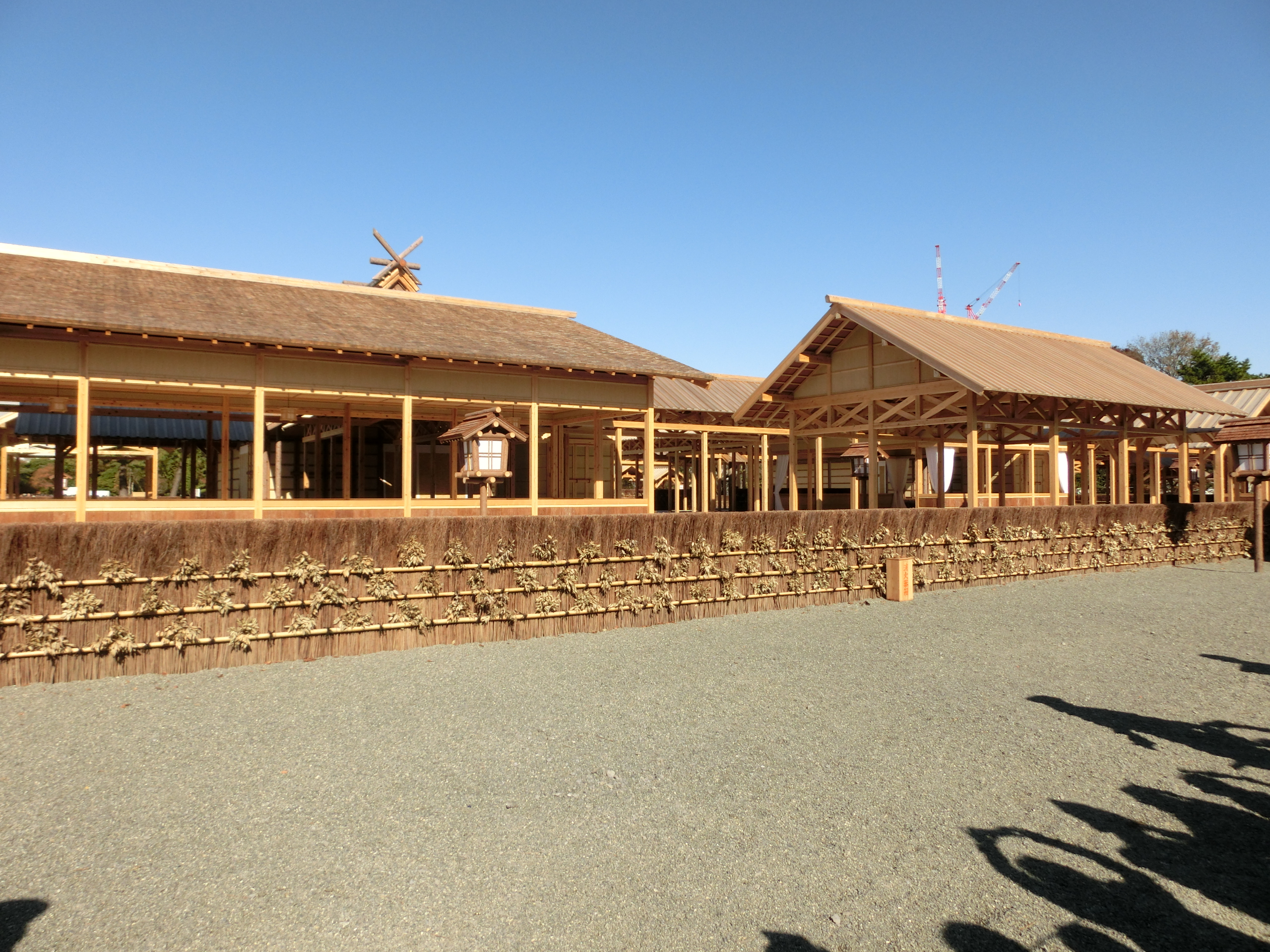
主基殿側の小忌幄舎(左)と風俗歌国栖古風幄

## 神饌
新穀

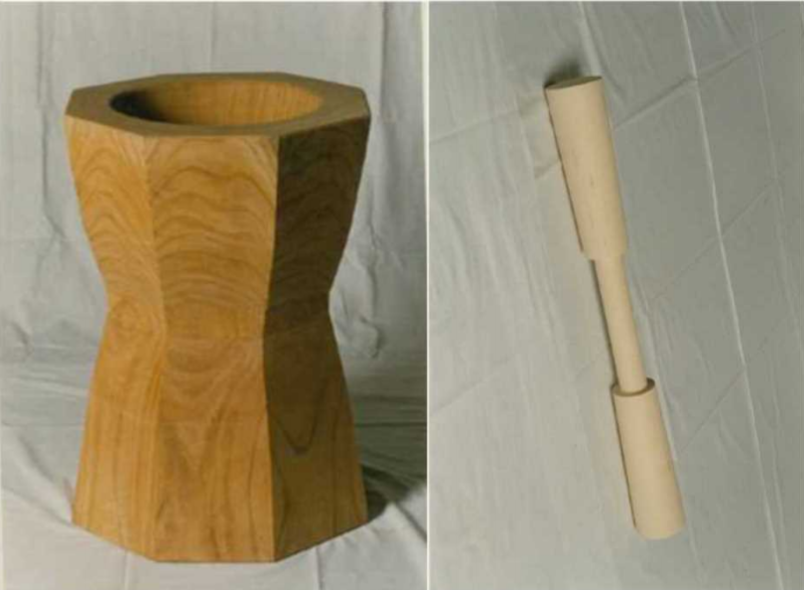
臼と杵（大嘗祭用）

大嘗祭において供される神饌（しんせん）の内、稲については特に重要視される。稲を収穫する田を「斎田」（さいでん）といい、大嘗祭はこれを選定するところから始まる。
大嘗祭の祭祀は同じ所作の物が2度繰り返されることから、斎田も2か所あり、それぞれ悠紀（ゆき）・主基（すき）と呼称される。この語源は、「悠紀」は「斎紀（斎み清まる）」、「斎城（聖域）」とされ、また「主基」は「次（ユキに次ぐ）」とされる。
悠紀・主基の国を斎国（いつきのくに）という。悠紀は東から、主基は西から選ばれるのを原則とし、畿内の国（山城国・大和国・河内国・和泉国・摂津国の令制5か国（現在の京都府、奈良県及び大阪府）から選ばれたことは一度もなかった。宇多天皇以降は近江国が悠紀、丹波国と備中国（冷泉天皇の時のみ播磨国）が交互に主基とされ、その国の中で郡を卜定した。明治以降は悠紀は概ね京都以東・以南、主基は京都以西・以北として全国から選出されるようになった。また、当時における樺太・関東州・朝鮮など外地からの献上品も、京都からの方角で悠紀・主基の区別を分けられている。大正・昭和でも京都を境界線として若干の差異があったが、平成以降は斎行場所が東京になったため東西の境界線に変更が加えられ、悠紀国は新潟県、長野県、静岡県を含む東側の18都道県、主基国は西側の29府県となった。
斎田は、亀卜を用いて決定される。この儀式は斎田点定の儀（さいでんてんていのぎ）と呼ばれる。神殿にて掌典職が拝礼したあとに前庭に設営された斎舎にて斎行され、これにより都道府県が決定される。平成においては、亀甲の入手が国際条約や都道府県条例により入手困難になったため手法の変更も検討されたが、剥して年月を経たものは抵触しないことから、国産のアオウミガメを入手して行われた。
旧来は国・郡が決められた後現地で具体的に斎田を早急に決め、防護、警備にあたっていたが、平成以降は都道府県のみ速やかに発表され、斎田については収穫の直前になって初めて公表されるようになった。斎田の持ち主は大田主（おおたぬし）と呼ばれ、奉耕者として関連する祭祀に列席する。
明治以降の悠紀・主基
明治以降の悠紀・主基斎田所在地等は下表の通りである。これらの斎田所在地は、斎田に選ばれた栄誉を後世に語り継ぐために記念碑等を建てたりしている。中でも明治大嘗祭の主基斎田所在地は村名も主基村に改称したり、大正大嘗祭の悠紀斎田所在地は一連の儀式を再現した祭（六ツ美悠紀斎田お田植えまつり）を現在に伝えている。
| 天皇                    | 大嘗祭が行われた年 | 大嘗祭が行われた場所                 | 悠紀   | 悠紀                                                                                         | 主基   | 主基 |
| 天皇                    | 大嘗祭が行われた年 | 大嘗祭が行われた場所                 | 旧国名 | 斎田所在地                                                                                   | 旧国名 | 斎田所在地 |
| ----------------------- | ------------------ | ------------------------------------ | ------ | -------------------------------------------------------------------------------------------- | ------ | --- |
| 明治天皇（第122代天皇） | 1871年（明治4年）  | 東京都千代田区千代田 皇居吹上御苑    | 甲斐   | 山梨県巨摩郡上石田村 （現・甲府市上石田3丁目） <大田主：山田松之丈>                          | 安房   | 花房県長狭郡北小町村字仲ノ坪 （現・千葉県鴨川市北小町字仲ノ坪） <大田主：浅野長兵衛、松本左衛門、佐久間庄輔、石井八左衛門、前田小左衛門> |
| 大正天皇（第123代天皇） | 1915年（大正4年）  | 京都府京都市上京区 京都御苑 仙洞御所 | 三河   | 愛知県碧海郡六ツ美村大字下中島字上丸ノ内 （現・岡崎市中島町字上丸ノ内） <大田主：早川定之助> | 讃岐   | 香川県綾歌郡山田村大字山田上 （現・綾川町山田上） <大田主：岩瀬辰三郎>                                                                   |
| 昭和天皇（第124代天皇） | 1928年（昭和3年）  | 京都府京都市上京区 京都御苑 仙洞御所 | 近江   | 滋賀県野洲郡三上村 （現・野洲市三上［御上神社前］） <大田主：粂川春治>                       | 筑前   | 福岡県早良郡脇山村 （現・福岡市早良区脇山） <大田主：石津新一郎>                                                                         |
| 上皇明仁（第125代天皇） | 1990年（平成2年）  | 東京都千代田区千代田 皇居東御苑      | 羽後   | 秋田県南秋田郡五城目町大川石崎 <大田主：伊藤容一郎>                                          | 豊後   | 大分県玖珠郡玖珠町大字小田 <大田主：穴井進>                                                                                              |
| 徳仁（第126代天皇）     | 2019年（令和元年） | 東京都千代田区千代田 皇居東御苑      | 下野   | 栃木県塩谷郡高根沢町大谷下原 <大田主：石塚毅男>                                              | 丹波   | 京都府南丹市八木町氷所新東畑 <大田主：中川久夫>                                                                                          |

旧来は8月下旬、抜穂使を両斎国に遣わし、斎田と斎場雑色人、造酒童女、物部人、物部女らを卜定、斎田に面した斎場に殿舎を建てていた。
ここで設けられたのは神殿、神饌殿、稲実殿であり、この神殿の祭神は延喜式で「御歳神（みとしのかみ）、高御魂神（たかみむすびのかみ）、庭高日神（にわたかびのかみ）、大御食神（おおみけつかみ）、大宮売神（おおみやめかみ）、事代主神（ことしろぬしのかみ）、阿須波神（あすはのかみ）、波比伎神（はびきのかみ）」（祭神八座）と定められている。平成以降は斎田の決定が収穫の直前になったため、殿舎は天幕張りとせざるを得なかった。
収穫前日、斎田の近くの河原において、斎田抜穂前一日大祓が行われる。抜穂使の随員が大祓の詞を読み、参列者を祓う。
その翌日（9月の内の吉日）、斎田抜穂の儀を執り行う。祭神の降神に次いで抜穂使が祝詞を奏上し、その命を受けた大田主以下奉耕者が順番に斎田で稲穂を抜き取る。稲穂は抜穂使の見分を経て、最初の4束は高萱御倉に、残りは稲実殿に収められる。前者は御飯（みい）、後者は黒酒（くろき）・白酒（しろき）として供される。
これらの米は9月下旬、大嘗宮斎庫に納められる（悠紀主基両地方新穀供納）。この殿舎を建てるに際しては、まず地鎮祭が行われ、野の神を祭って萱を刈り取り、山の神を祭って料材を伐採する。抜穂が終わると八神殿において祭典がなされる。
精粟
悠紀国、主基国からそれぞれ供納されており、量はそれぞれ7.5キログラムである。
庭積（にわづみ）の机代物（つくえしろもの）
全国各地の農水産物が奉納され、供される。
古例でも各地よりの農水産物の献上品が、悠紀殿前庭の帳殿に机を並べ、その上に盛り付けて奉納された。それゆえに「庭積の机代物」と称されたのである。
一例では大膳職・造酒司により、東鰒（アワビ）50斤、隠岐鰒192斤、佐渡鰒40斤、蒸海鼠（イリコ）182斤、烏賊（イカ）72斤、鮭20隻、昆布60斤、海藻36斤、橘子100蔭、搗栗5升、干柿100連、梨子5斗、大豆餅・小豆餅各60枚、酒あわせて15石2斗が供えられたという。
近代の初例は明治の大嘗祭において、悠紀国に選ばれた甲斐国の名士層より、国内一円挙げて大嘗祭に奉賛するべく、土地の産物献上の申し出があったものである。この申し出が認められ、悠紀殿の儀の際に、三方に載せられた鳥、魚、介、海菜、野菜、果物等の産物が、庭積の机代物として、悠紀殿前の庭に並べられた。
明治25年（1892年）に新嘗祭で各地からの産物の供納を受けるようになると大嘗祭においてもこれらの例に準ずるようになり、大正、昭和の大嘗祭では全道府県および外地の台湾、樺太、朝鮮、関東州、南洋から米1升、粟5合と特産の蔬果魚介を購入した。平成以降は米、粟に加え、各地の名産品を最大5品目まで供納（宮内庁が購入）するようになった。
これらの品は、東日本の物は悠紀殿、西日本の物は主基殿の前庭帳殿内の机に置かれ、平成の大嘗祭までは「神事に使ったものは埋めて自然に戻す」などとして終了後にすべて埋納していたが、令和の大嘗祭では食品ロスの問題などの社会情勢の変化に鑑み、食品として有効活用することが検討されることになり、大嘗祭終了後の11月18日には「庭積の机代物」や「献物」の一部を、食用として埼玉県所沢市の国立障害者リハビリテーションセンターに提供することが宮内庁から公表された。
このほか、御贄（読み：みにえ、米以外の食物。「由加物／斎甕物（ゆかもの）」と称す）が紀伊国や阿波国から納められる。
また、大嘗祭に続いて執り行われる大饗の儀では、悠紀国、主基国それぞれの県や関連団体の推薦によって選定された農林水産物15品が「献物」（けんもつ）として会場正面に陳列される。こちらは庭積みの机代物とは別枠の選定である。

### 神饌（名称、読み）
- 削木 けずりぎ
- 海老鰭盥槽 えびのはたふね
- 多志良加 たしらか
- 御刀子筥 おんかたなばこ
- 御巾子筥 おんたなごいばこ
- 神食薦 かみのすごも
- 御食薦 みすごも
- 御箸筥 おんはしばこ
- 御枚手筥 おんひらてばこ
- 御飯筥 おものばこ
- 鮮物筥 なまものばこ
- 干物筥 からものばこ
- 御菓子筥 おんくだものばこ
- 蚫汁漬 あわびのしる
- 海藻汁漬 めのしる
- 空盞 こうさん
- 御羹八足机 おんあつものはっそくづくえ
- 御酒八足机 みきはっそくづくえ
- 御粥八足机 おかゆはっそくづくえ
- 御直会八足机 おんなおらいはっそくづくえ

### 国栖の古風
国栖（くず）の古風（いにしえぶり）という歌は、応神天皇が吉野宮に行幸になった折り、国栖の人々が大御酒を醸して献上したとき歌った故事に由来すると言われている。
「橿の生（ふ）に　横臼（よくす）を作り　横臼（よこす）に醸（か）める大御酒（おほみき）　うまらに　聞（きこ）し以（も）ち食（お）せ　まろか父（ち）」
橿（かし）の生えている所で横臼を作り、その横臼で醸した大御酒を、おいしく召し上がってください、我が父よ　の意。

## 庭積の机代物一覧

### 明治の机代物
- （悠紀殿の儀に際して）[76]
  - 鯛、鮭、ワカメ、海松（ミル）、アワビ、イカ、棗、栗、柿、雁（ガン）、雉子（キジ）、ダイコン、ニンジン、ゴボウ

### 大正の机代物
- 悠紀地方（東日本）[77]
  - 北海道:大豆、黍、昆布
  - 青森県:するめ、ジャガイモ、リンゴ
  - 岩手県:大豆、稗、ワカメ
  - 宮城県:大豆、小豆
  - 秋田県:ジャガイモ、リンゴ
  - 山形県:するめ、リンゴ、ブドウ
  - 福島県:かつお節、梨
  - 茨城県:小麦、干しアワビ、干しエビ、ハクサイ
  - 栃木県:大麦、稗、カンピョウ
  - 群馬県:大麦、ヤマイモ
  - 埼玉県:大麦、ゴボウ、サツマイモ
  - 東京府:黍、海苔、小笠原バナナ
  - 千葉県:かつお節、ショウガ、サツマイモ
  - 神奈川県:小麦、かつお節、キャベツ
  - 新潟県:鮭の塩引、百合根、梨
  - 長野県:寒天、リンゴ
  - 山梨県:栗、柿、ブドウ
  - 静岡県:干し甘鯛、干しシイタケ、ワサビ、ミカン
  - 愛知県:黍、ダイコン、ハクサイ
  - 富山県:大麦、干しアユ、干しエビ
  - 石川県:干しサバ、レンコン、クワイ
  - 福井県:干しダイ、柿
  - 岐阜県:干しアユ、柿
  - 三重県:干しアワビ、干しナマコ、海松（ミル）
  - 滋賀県:小豆、鰉（ヒガイ）、カブ
- 外地
  - 樺太:棒鱈、昆布、ジャガイモ

- 主基地方（西日本）
  - 京都府:大豆、干しアユ、カブ、頭芋、栗
  - 奈良県:葛粉、柿
  - 大阪府:寒天、凍豆腐、ニンジン、ミカン
  - 和歌山県:干しサバ、百合根、ミカン
  - 兵庫県:小麦、干しダイ
  - 鳥取県:大麦、干しエビ、リンゴ
  - 島根県:大麦、黍、海苔
  - 岡山県:梨、ブドウ
  - 広島県:ハクサイ、柿
  - 山口県:するめ、干しエビ、ワカメ
  - 香川県:干しダイ、干しエビ、サツマイモ
  - 徳島県:ワカメ、ミカン
  - 高知県:かつお節、ミカン、梨
  - 愛媛県:サツマイモ、ミカン
  - 福岡県:干しダイ、干しアユ、レンコン
  - 佐賀県:小麦、柿
  - 長崎県:するめ、カラスミ
  - 大分県:するめ、干しナマコ、ミカン
  - 熊本県:小豆、サツマイモ、ブンタン
  - 宮崎県:トウモロコシ、干しシイタケ
  - 鹿児島県:かつお節、サツマイモ、ブンタン
  - 沖縄県:するめ、干しナマコ
- 外地
  - 朝鮮:干しアワビ、ハクサイ、梨、リンゴ
  - 台湾:かつお節、ブンタン、バナナ
  - 関東州:干しダイ、梨、リンゴ

### 昭和の机代物
- 悠紀地方（東日本）[78][79]
  - 北海道:小麦、大豆、黍、ライマメ、昆布
  - 青森県:するめ、ジャガイモ、リンゴ
  - 岩手県:大豆、稗、干しアワビ、キャベツ
  - 宮城県:大豆、小豆、干しアワビ、ハクサイ
  - 秋田県:塩鮭、ジャガイモ、リンゴ、西洋梨
  - 山形県:小豆、するめ、干しゼンマイ、ブドウ
  - 福島県:大豆、かつお節、クルミ、梨
  - 茨城県:小麦、干しアワビ、干しエビ、ハクサイ
  - 栃木県:大麦、稗、カンピョウ
  - 群馬県:大麦、ヤマイモ
  - 埼玉県:大麦、ゴボウ、サツマイモ
  - 東京府:多摩黍、大森海苔、練馬ダイコン、滝野川ニンジン、小笠原バナナ（キング種）
  - 千葉県:小麦、かつお節、ショウガ、サツマイモ
  - 神奈川県:小麦、かつお節、ラッカセイ
  - 新潟県:塩鮭、百合根、梨
  - 長野県:寒天、ワサビ、リンゴ
  - 山梨県:栗、カヤの実、柿、ブドウ
  - 静岡県:干し甘鯛、干しシイタケ、ワサビ、ミカン
  - 愛知県:小麦、干しナマコ、ダイコン、レンコン
  - 富山県:小豆、干しアユ、干しエビ
  - 石川県:干しサバ、レンコン、クワイ
  - 福井県:干しダイ、柿
  - 岐阜県:干しアユ、柿
  - 三重県:干しアワビ、干しナマコ、海松（ミル）、ヤマイモ
  - 滋賀県:ソラマメ、干しヒガイ、カブ、柿
  - 奈良県:葛粉、柿
- 外地
  - 樺太:棒鱈、昆布、ジャガイモ
  - 南洋:トウモロコシ、かつお節、干しナマコ、ミカン、ヤシの実

- 主基地方（西日本）
  - 京都府:干しアユ、頭芋、カブ、栗、ブドウ
  - 大阪府:寒天、凍豆腐、ミカン、ブドウ
  - 和歌山県:干しサバ、ミカン
  - 兵庫県:小麦、干しダイ
  - 鳥取県:大麦、干しエビ、梨
  - 島根県:大麦、黍、海苔
  - 岡山県:小麦、干しエビ、百合根、カヤの実、梨、ブドウ
  - 広島県:干しカレイ、ハクサイ、ミカン、柿
  - 山口県:するめ、干しエビ、ワカメ、ミカン
  - 香川県:裸麦、干しダイ、干しエビ、サツマイモ
  - 徳島県:ワカメ、ダイコン、ミカン
  - 高知県:かつお節、ミカン、柿
  - 愛媛県:小麦、干しダイ、サツマイモ、ミカン
  - 福岡県:小麦、干しダイ、干しアユ、レンコン
  - 佐賀県:小麦、するめ、柿
  - 長崎県:するめ、カラスミ、ミカン
  - 大分県:するめ、干しナマコ、干しシイタケ、ミカン
  - 熊本県:小豆、トウモロコシ、水前寺海苔、サツマイモ
  - 宮崎県:かつお節、干しシイタケ、サツマイモ
  - 鹿児島県:かつお節、サツマイモ、ブンタン
  - 沖縄県:大豆、するめ、干しナマコ、パパイヤ
- 外地
  - 朝鮮:大豆、小豆、干しアワビ、ハクサイ、梨、リンゴ
  - 台湾:かつお節、ブンタン、バナナ、パパイヤ
  - 関東州:大豆、干しダイ、梨、リンゴ

### 平成の机代物
- 悠紀地方（東日本）[80]
  - 北海道:菜豆（大正金時）、ジャガイモ（男爵）、百合根、干し塩鮭、昆布
  - 青森県:リンゴ、ナガイモ、ゴボウ、サケ燻製、干しホタテ貝柱
  - 岩手県:リンゴ、ナガイモ、干しシイタケ、干しワカメ、新巻鮭
  - 宮城県:大豆、リンゴ、ハクサイ、キュウリ、干しアワビ
  - 秋田県:大豆、小豆、キャベツ、天然きのこ（スギヒラタケ）、塩鮭
  - 山形県:大豆、リンゴ、栗、干しゼンマイ、するめ
  - 福島県:リンゴ、梨、青のり、干しゼンマイ、干しマガレイ
  - 茨城県:ハクサイ、レンコン、干しシイタケ、しらすタタミ干し、ワカサギ煮干し
  - 栃木県:カンピョウ、イチゴ、シイタケ、梨、大豆
  - 群馬県:コンニャクイモ、リンゴ、干しシイタケ
  - 埼玉県:小麦、ヤマトイモ、サトイモ、茶
  - 東京都:キャベツ、ダイコン、ウド、シイタケ、テングサ
  - 千葉県:ラッカセイ、サツマイモ、シイタケ、海苔、かつお節
  - 神奈川県:茶、ラッカセイ、ダイコン、キウイフルーツ、海苔
  - 新潟県:サトイモ、梨、鮭（村上塩引）
  - 長野県:リンゴ、ナガイモ、ワサビ、寒天、干しシイタケ
  - 山梨県:ブドウ、トマト、柿、コケモモ、ヤマメ燻製
  - 静岡県:茶、ミカン、ワサビ、シイタケ、かつお節

- 主基地方（西日本）
  - 富山県:大豆、サトイモ、リンゴ、干しエビ（白エビ）、干しブリ（イナダ）
  - 石川県:サツマイモ（五郎島金時）、ツクネイモ（加賀丸イモ）、小豆（能登大納言）、ヤマイモ、干しイナダ
  - 福井県:柿、マイタケ、越前ウニ、若狭ガレイ
  - 岐阜県:柿（富有）、干しシイタケ、干しアユ
  - 愛知県:フキ、レンコン、柿、梨、海苔
  - 三重県:茶、柿（蓮台寺柿）、のしアワビ、干しシイタケ、かつお節
  - 滋賀県:茶、柿、小麦、干しモロコ
  - 京都府:エビイモ、栗、茶、するめ
  - 奈良県:柿（富有）、ヤマトイモ、茶、吉野葛
  - 大阪府:栗、ミカン、エビイモ、干しシイタケ、ちりめんじゃこ
  - 和歌山県:ミカン（味一）、柿、干しサバ
  - 兵庫県:丹波黒大豆、丹波栗、兵庫海苔
  - 鳥取県:ナガイモ、梨（二十世紀）、干しシイタケ、丸干しイワシ、するめ
  - 島根県:柿（西条）、ワサビ、干しシイタケ、板ワカメ、岩海苔
  - 岡山県:中国梨（鴨梨）、ツクネイモ、黒大豆、干しタコ、干しエビ
  - 広島県:サヤエンドウ、ミカン、干しカレイ（でびら）
  - 山口県:温州ミカン、岸根栗、するめ、干しエビ、イワシ煮干し
  - 香川県:裸麦、柿（富有）、オリーブ、干しシイタケ、干しエビ
  - 徳島県:スダチ、干しシイタケ、ワカメ
  - 高知県:ブンタン、ユズ、干しシイタケ、かつお節
  - 愛媛県:ミカン、栗、裸麦、干しシイタケ、干しダイ
  - 福岡県:柿、ナス、干しシイタケ、干しダイ、干し海苔
  - 佐賀県:佐賀マンダリン、柿、レンコン、海苔
  - 長崎県:干しシイタケ、ミカン、するめ、長ヒジキ、煮干し
  - 大分県:ゴボウ、秋冬ダイコン、ラッカセイ、ワサビ、栗
  - 熊本県:スイカ、アールスメロン、茶、温州ミカン、干しシイタケ
  - 宮崎県:茶、干しシイタケ、キンカン、カボチャ、かつお節
  - 鹿児島県:サツマイモ、茶、ブンタン、早掘りタケノコ、かつお節
  - 沖縄県:パイナップル、クロアワビタケ、茶、乾燥ヒジキ

### 令和の机代物
- 悠紀地方（東日本）[81]
  - 北海道:小豆、ジャガイモ、小麦、干しホタテ貝柱、昆布
  - 青森県:リンゴ、ナガイモ、ゴボウ、サケの燻製、干しホタテ貝柱
  - 岩手県:リンゴ、サトイモ、干しシイタケ、干し昆布、新巻鮭
  - 宮城県:大豆、リンゴ、ハクサイ、干しシイタケ、塩銀ザケ（みやぎサーモン）
  - 秋田県:大豆、セリ、リンゴ、天然きのこ（マイタケ）、ハタハタ一夜干し
  - 山形県:西洋梨（ラ・フランス）、ブドウ（シャインマスカット）、柿、干しゼンマイ、するめ
  - 福島県:リンゴ、梨、生シイタケ、干しマガレイ
  - 茨城県:ハクサイ、レンコン、しらす干し、ワカサギ煮干し、干しシイタケ
  - 栃木県:二条大麦（もち絹香）、カボチャ、イチゴ、リンゴ、ユズ
  - 群馬県:リンゴ、コンニャク、ヤマトイモ、シイタケ、小麦
  - 埼玉県:小麦、ヤマトイモ、サトイモ（丸系八頭）、茶
  - 東京都:練馬キャベツ（YR藍宝）、東光寺ダイコン、東京ウド、青梅シイタケ、神津島テングサ
  - 千葉県:ラッカセイ、梨、ニンジン、海苔、さば節
  - 神奈川県:茶、ラッカセイ、ダイコン、キャベツ、海苔
  - 新潟県:柿、サトイモ、レンコン、干しシイタケ、塩引きザケ
  - 長野県:リンゴ、ナガイモ、ワサビ、寒天、干しシイタケ
  - 山梨県:ブドウ、トマト、柿、大豆（あけぼの大豆）、山梨夏っ子きのこ（クロアワビタケ）
  - 静岡県:茶、ミカン、ワサビ、干しシイタケ、かつお節

- 主基地方（西日本）
  - 富山県:大豆、サトイモ、リンゴ（苹果）、シロエビの燻製、イナダの天日干し
  - 石川県:加賀棒茶、柿（紋平）、加賀金糸瓜、能登原木干しシイタケ、輪島海女採りアワビ
  - 福井県:大豆、抜き実ソバ、サトイモ、干しシイタケ、アマダイ（若狭グジ）
  - 岐阜県:柿（富有）、栗（ぽろたん）、リンゴ、干しシイタケ、干しアユ
  - 愛知県:フキ、レンコン、柿、ニンジン、海苔
  - 三重県:茶、ミカン、のしアワビ、乾燥ヒジキ、かつお節
  - 滋賀県:茶、ヤマイモ、焼きホンモロコ
  - 京都府:長ダイコン、短系ゴボウ（ごぼ丹）、シイタケ、宇治茶、ササガレイ
  - 奈良県:柿、茶、吉野葛
  - 大阪府:栗、ミカン、エビイモ、干しシイタケ、ちりめんじゃこ
  - 和歌山県:ミカン、柿（富有）、干しサバ、干しマグロ、乾燥ヒジキ
  - 兵庫県:丹波黒大豆、丹波栗、佐用もち大豆、兵庫海苔、干しダイ
  - 鳥取県:あんぽ柿、ヤマイモ（ねばりっこ）、梨（王秋）、干しシイタケ、ハタハタ一夜干し
  - 島根県:あんぽ柿（西条）、ワサビ、干しシイタケ、板ワカメ、岩海苔
  - 岡山県:黒大豆、ブドウ、ナス、干しエビ、干しタコ
  - 広島県:サヤエンドウ、柿（西条）、レモン
  - 山口県:ダイダイ、レンコン、干しシイタケ、するめ、ちりめんじゃこ
  - 香川県:小麦、キウイフルーツ、生オリーブ、干しシイタケ、イワシ煮干し
  - 徳島県:スダチ、干しシイタケ、ワカメ
  - 高知県:ブンタン、ユズ、干しシイタケ、かつお節
  - 愛媛県:ミカン（日の丸みかん）、サトイモ（伊予美人）、裸麦、干しシイタケ、干しダイ
  - 福岡県:柿、茶、干しシイタケ、干しダイ、干し海苔
  - 佐賀県:レンコン、ミカン、茶、キュウリ、海苔
  - 長崎県:干しシイタケ、ミカン、煮干し、長ヒジキ、アオサ
  - 大分県:干しシイタケ、カボス、梨、サツマイモ、ヒジキ
  - 熊本県:デコポン、スイカ、トマト、干しシイタケ、干し海苔
  - 宮崎県:茶、干しシイタケ、キンカン、サツマイモ、ちりめんじゃこ
  - 鹿児島県:サツマイモ、茶、ピーマン、早掘りタケノコ、本枯れ節
  - 沖縄県:ニガウリ（ゴーヤー）、クロアワビタケ、乾燥モズク、乾燥ヒトエグサ（アーサ）

## 祭服と神具

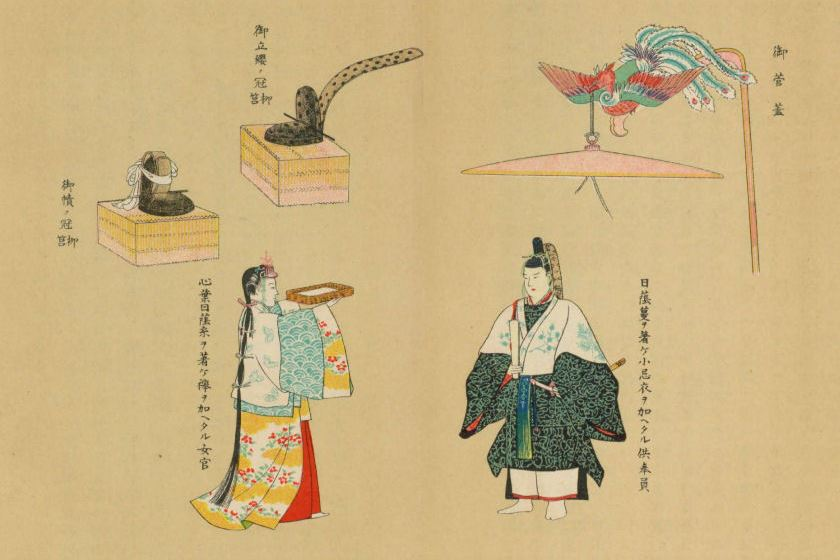
祭服と神具

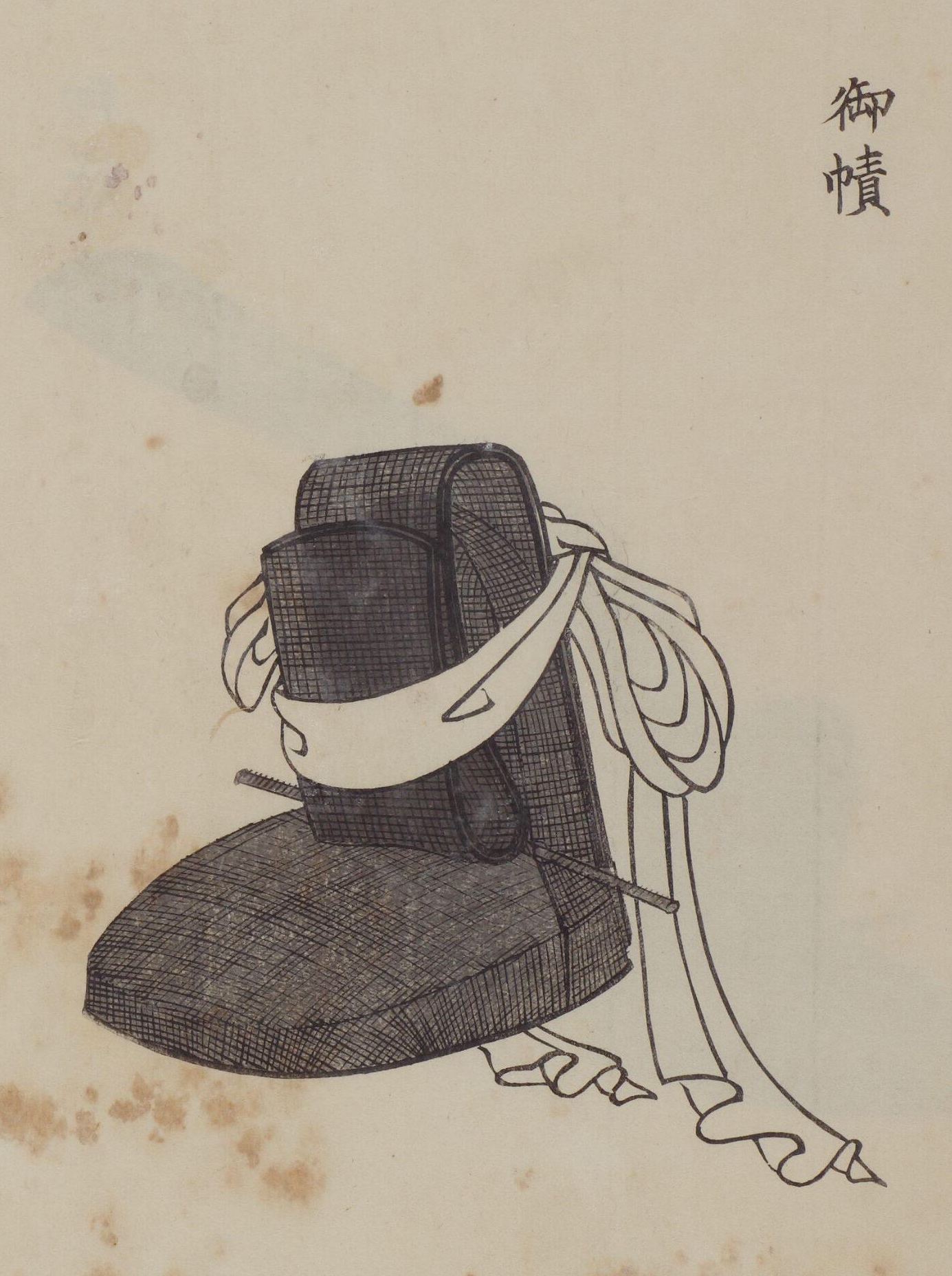
幘の御冠

### 祭服
- 天皇の祭服は純白生織（すずし）の絹地で奉製されており、これは最も清浄な服である。また、御冠は幘（さく）の御冠[注釈 11]、御石帯（おんせきたい）、御下襲（おんしたがさね）の裾（きよ）も用いての束帯である[36]。
- 皇后の祭服は、白色帛御五衣（はくしょくはくのおんいつつぎぬ）、同御唐衣（おんからぎぬ）、同御裳（おんも）である[37]。
- 掌典は、黒袍（くろほう）、束帯の上に小忌衣（おみごろも）をつけ、冠に日蔭蔓（ひかげのかつら）をつける[82]。
- 采女は、白色帛畫衣（はくしょくはくのえぎぬ）、唐衣、紅切袴をつけ、その上に襅（ちはや）をつけ、髪に心葉（こころは）、日蔭糸をかける[82]。

これとは別に、神座に奉安する斎服もある。
繒服（にぎたえ）
絹製。古来三河国より供進されており、一時中絶していたが、大正度に復興した。愛知県北設楽郡稲武町において、絹糸業者が謹製している。
麁服（あらたえ）
麻製。古来阿波国より供進されており、一時中絶していたが、大正度に復興した。昭和年間に麻の栽培が全国的に廃れており、平成度には徳島県内では全く生産されていなかったが、古来の記録や畑は現存していたため、群馬県の現役の麻農家を招いて謹製した。
これらを収める細籠も延喜式に明記されており、謹製される。

### 神具

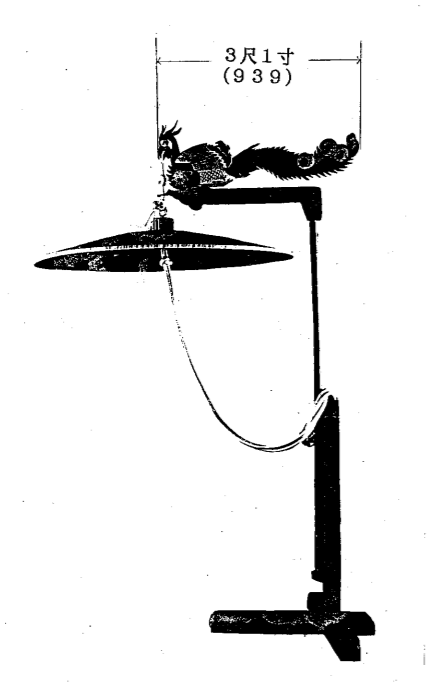
御菅蓋（おかんがい）
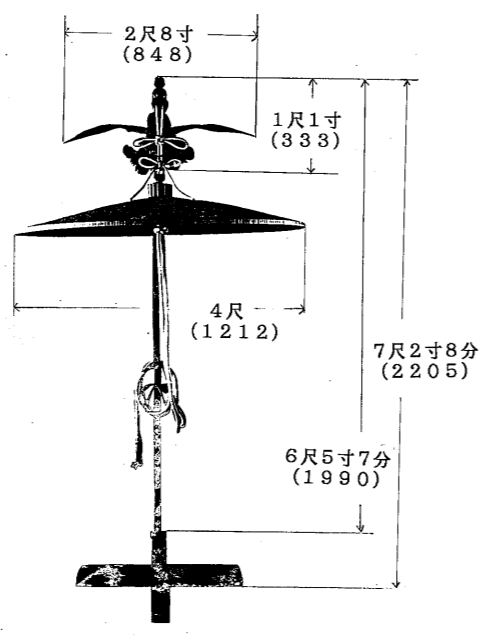
御菅蓋（おかんがい）
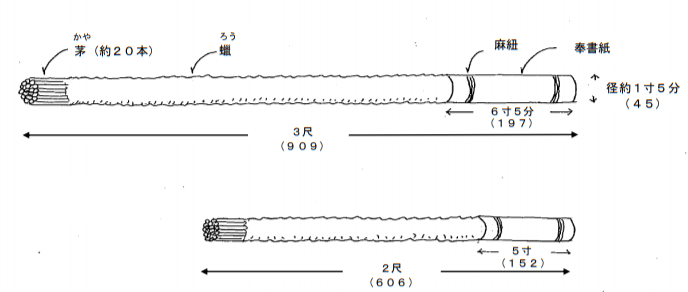
脂燭（ししょく） 上：侍従用 下：神饌行立神饌行立用

## 式次第
明治以降の「即位の礼・大嘗祭」関連儀式の具体的な日程等については、「即位の礼」の項目を参照。以下、特記がない場合は主な骨格が定まった『延喜式』の記述に従い、それ以降の変更（特に、明治以降の物）については追加して記載する。

### 本祭前
8月上旬には、大祓使（おおはらえし）を卜定し、左京・右京に1人、五畿内に1人、七道に各1人を差し遣わして祓い、8月下旬にはさらに祓使を差し遣わして祓った。この祓いが済むと、伊勢神宮以下、各国の天神地祇に幣帛を供え、告文（こうもん）を奏じた。
10月下旬、天皇が鴨川に臨んで御禊（ぎょけい）する。この御禊は、江戸時代中期以降になると皇居内の清涼殿で、大正、昭和時には京都御所の小御所で、平成、令和の大嘗祭においては宮殿「竹の間」で行われた。
11月いっぱいは散斎（あらいみ。簡略な物忌。）、本祭の2日前から当日までの3日間は致斎（まいみ。厳重な物忌。）とされ、穢れに触れることを戒めた。悠紀・主基の斎場を設け、それぞれに神供、神酒、調度などを調理製作する諸屋を建てた。竣工すると宮殿に災害がないように祈る大殿祭と、邪神を払うための御門祭が執り行われた。
本祭前日、鎮魂祭（ちんこんさい）を行う。これは、天皇の霊魂が身体から遊離しないように鎮める祭であり、神楽の奉納が行われる。

### 本祭
卯日 巳刻（10時）に仮屋から5000人の行列が大嘗宮へ向かい、御贄などが運び込まれる。行列は未刻（14時）に参入し、米が炊かれる。神門に衛門が着いたあと、掌典職により悠紀主基両殿の設営が行われる（神座奉安）。
戌刻（20時）、天皇は内裏を出て廻立殿に渡御し、殿内の御湯殿で沐浴を行う、これを廻立殿の儀（かいりゅうでんのぎ）という。これは「小忌の御湯（おみのおんゆ）」といい、天皇は帷（とばり）を着用したまま湯に入り、帷を脱ぎ捨てて上がり、他の帷を羽織って肌を拭う。次に「お河薬」を供し、御間で斎服を身に着ける。昭和以降はこれと前後して皇后も廻立殿に入り、祭服を身に着ける。
小忌の御湯・廻立殿の儀と同時刻、膳屋において稲舂（いなつき）がなされる。采女が臼と杵で粟を舂き、その間宮内庁式部職の楽師によって稲舂歌（いねつきうた）（短歌）が奉唱される。なお、これはあくまで祭祀の一環であり、実際に供される粟の脱穀はすでに済んでいる。さらにこれと前後して、庭積の机代物が置かれ、悠紀殿/主基殿で掌典長が祝詞を奏上する。

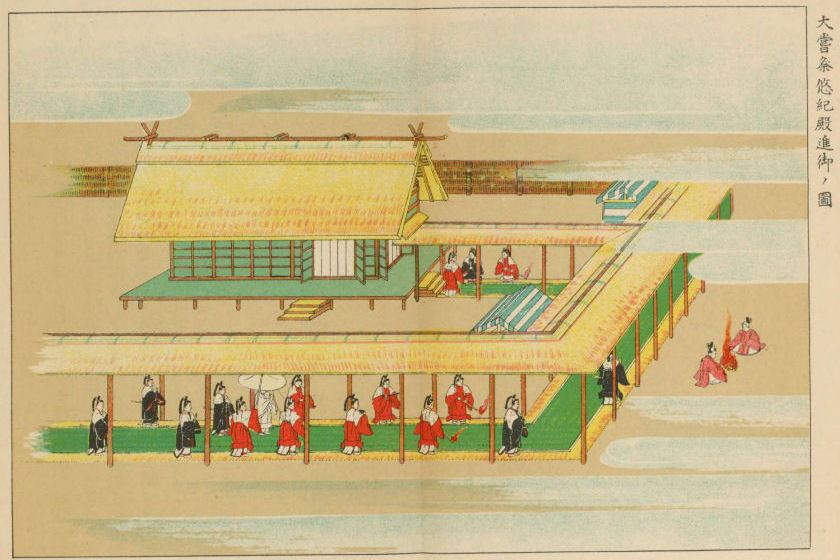
大嘗祭悠紀殿進御の図

戌四刻（21時）、天皇が廻立殿から悠紀殿へ渡御する。この際、菅笠をさしかえられ、脂燭で足元が照らされる。天皇が通る通路（「雨儀の廊下」）は板張りの上に布単（ふたん）を敷き、さらに葉薦（はごも）を重ねて敷いているが、天皇が通る時のみ敷かれる真薦（まこも）がカーペット状に巻かれた状態で準備されており、天皇が通る直前で侍従2名がこれを広げ、三種の神器の内八尺瓊勾玉と天叢雲剣をそれぞれ奉持した侍従、天皇、天皇の祭服を持つ侍従が通り過ぎるとあとの侍従2名が直ちにそれを巻き上げる。この天皇が通る時のみ現れる道を「御筵道」（ごえんどう）と呼ぶ。天皇は悠紀殿の外陣に着御し、剣璽はその上座の案上に奉安される。これに付き従った皇太子以下男性皇族は小忌幄舎に入る。
続いて皇后および女性皇族が進み、皇后は帳殿、女性皇族は殿外小忌幄舎に入る。なお、女性皇族の列席は大正より始まっており、両社殿もこれに際して新しく設けられた。
同時に諸員が参入する。その順序は、次の通りとなっている。なお、平成以降は廻立殿の儀の頃に参列者全員が参入しており、天皇の渡御の際に総員起立でこれを遙拝する。
- 宮内庁（旧：宮内省）官員が、吉野の国栖12人、楢の笛工12人を率いて参入。
- 悠紀国/主基国の国司が歌人を率いて参入[注釈 14]。
- 伴・佐伯の宿禰、語部15人を率いて参入。
- 皇太子（皇嗣）、親王、大臣以下、六位以下、それぞれ参入。この時、隼人は犬声を発する[注釈 15]。

参入後、それぞれ行事を行う。
- 国栖が古風を奏する。
応神天皇19年（288年）、天皇の吉野行幸に際して奉納して以来、国栖の民が産物献上と古風の奉納をたびたび行っており、その縁故によるもの[96]。平成以降は、宮内庁楽部が奏している[97]。
- 悠紀国/主基国の国風を奏する[注釈 14]。
それぞれの地方独特の歌詞をもって歌ったもので、国つ神からの寿歌である[98]。平成以降は、宮内庁楽部が奏している[97]。
- 語部が古詞を奏する。
各地の国造からの寿詞。国造は古くは国魂神の体現者であったことから、国魂神による寿詞とみることが出来る[98]。平成以降は、行われていない。
- 隼人司が隼人を率いて参入、風俗歌舞を奏する。
隼人は山幸海幸神話にさかのぼる古い部族であることから、古層の文化を再現しているといえる[99]。平成以降は、行われていない。
- 皇太子（皇嗣）以下五位以上、八開手の拝。次いで六位以下が行う。大正以降は女性皇族も列席しており、まず初めに皇后が拝礼するが、諸員の拝礼後、皇后、女性皇族は廻立殿へ還御する[100]。

亥一刻（21時30分）、神饌行立（しんせんぎょうりゅう）が行われる。これは、天皇自ら神に献じる神饌が采女らの手によって悠紀殿へ向かうことである。
- 掌典補2人が脂燭を執る。
- 掌典が削木を執る。
- 掌典が海老鰭盥槽を執る。これは手水に際して手水を受ける器であり、形状が海老のヒレを模していることによる[101]。
- 掌典が多志良加を執る。これは手水に際して用いる手水を入れ注ぐための器である[101]。
- 陪膳采女が御刀子筥を執る。これは手水に際して口を漱ぐための御具であり、藁穂、楊枝、木製の小刀が収められている[101]。
- 後取（しんどり）采女が御巾子筥を執る。これは手水に際して用いる手ぬぐいであり、六尺の調布（麻布）と定められている[101]。
- 采女が神食薦（かみすごも）を執る。これは神座の前に敷かれる[102]。
- 采女が御食薦（みすごも）を執る。これは天皇の御座の前に敷かれる[102]。
- 采女が御箸筥（おはしばこ）を執る。これは竹製の箸であり[103]、6膳収められている[104]。
- 采女が御枚手筥（おんひらてばこ）を執る。これは檞（かしわ）の葉で製した[注釈 16]ものであり[103]、40枚納められている[104]。
- 采女が御飯筥（おものばこ）を執る。これは切り火でおこした火で蒸した米御飯と粟御飯である[103]。
- 采女が鮮物筥（なまものばこ）を執る。これは甘塩鯛・イカ・酢〆アワビ・鮭の4種である[104]。
- 采女が干物筥（からものばこ）を執る。これは蒸鮑・カツオ・干鯛・干鯵の4種である[104]。
- 采女が御菓子筥（おんこのみばこ）を執る。これは干ナツメ・生栗・搗栗・干柿の4種である[104]。
- 掌典が蚫汁漬を執る。これは蒸したアワビの汁漬けで、ミルで味付けをしている[104]。
- 掌典が海藻汁漬を執る。これは海藻の汁漬けで、同じくミルで味付けをしている[104]。
- 掌典補2人が空盞（さかずき）を執る。
- 掌典補2人が御羹八足机を舁く（持ち上げる）。
- 掌典補2人が御酒八足机を舁く。
- 掌典補2人が御粥八足机を舁く。
- 掌典補2人が御直会八足机を舁く。

削木を執る掌典が悠紀殿の前まで進んだ時、警蹕を唱える。これは、神饌そのものが神として扱われていることを意味する。天皇は警蹕の声を合図に内陣へ入り、御座に着御する。また、神楽が流れ始め、これは天皇の還御まで途切れることなく続く。神饌が悠紀殿に渡御すると、掌典長、掌典次長、侍従長、采女が外陣、陪膳采女と後取采女が内陣に参入する。両采女の奉仕により神食薦を神座の前に、御食薦を天皇の御座の前にそれぞれ敷き、御食薦の上に伝えられてきた筥を並べ、蓋を取る。
天皇は神饌が用意されると、自ら箸を取り、古来の法で、規定の数だけ枚手に盛り供する（親供）。これに1時間20分から1時間30分ほどかかる。親供が終わると、御告文を奏する。この時、総員起立する。それを終えると、天皇自ら神饌を聞し召す。
采女が奉仕して神饌を撤下する。手水を使い、采女らが下がった後、天皇は廻立殿に還御する。その際の列も、渡御の時と同じである。最後に参列者が退出する。この時点で深夜0時頃になる。
次いで翌辰日の丑刻（2時）から寅4剋（5時）にかけて、主基殿において全く同じ祭礼が繰り返される。天皇はその晩は内裏に戻らず、大極殿で翌朝まで待機する。全ての儀礼が終わってのち、神座が撤去される。
なお、摂政が設けられる幼帝の場合は、摂政も天皇の所作の介添え（もしくは代行）として終始天皇に付き添う。崇徳天皇の大嘗祭（保安4年/1123年、天皇は当時満4歳）の際には、摂政藤原忠通が介添え役であったが、悠紀殿の儀の最中に天皇がむつかったため、伯父の権中納言藤原通季が召し入れられた。悠紀殿の儀が終わり廻立殿に戻ったとき、忠通は、主基殿の儀では陪膳采女が供すること、および、深夜を回避して明け方に行うことを申し出たが、白河上皇によって拒否されている。

### 本祭後
| 風俗舞装束（悠紀地方用） |  | 風俗舞装束（主基地方用） |
| 風俗舞装束（悠紀地方用） |  | 風俗舞装束（主基地方用） |

明けて辰、巳、午の3日にわたり、節会が行われる。豊楽院にはあらかじめ、悠紀帳および主基帳が装飾される。
辰日の辰刻（8時）、天皇が悠紀帳へ出御する。神祇伯の中臣氏が寿詞を奏上し（中臣寿詞、あるいは天神寿詞）、忌部氏が三種の神器の内八咫鏡と天叢雲剣を献ずる。次に弁官が両国の献る供御の物および多米都物（ためつもの）の式目を奏上する。次いで皇太子以下が八開手の拝をして一旦退出する。
次いで9時より饗宴が始まる。その順序は以下の通りである。
- 御膳を供する。
- 五位以上に饌を給う。
- 弁官が両国の多米都物を諸司に班給する。
- 悠紀国の鮮味を献る（一献）。
- 悠紀国の風俗舞を奏する（ニ献）。
- 雅楽寮が楽を奏する。
- 御挿頭（かざし）・和琴を献る（三献）。

ここで天皇は一旦還御し、次いで主基帳に出御する。主基帳でも同様の饗宴が行われるが、ここでは主基の風俗歌舞が奏される（一献、二献）。最後に悠紀国の国司以下が禄を賜る。
翌巳日、再び両帳で饗宴が行われるが、両帳の内容が前日と丁度入れ替えて行われる。すなわち、悠紀帳では風俗舞（一献）と和舞（二献）が奏され、主基帳では主基国の鮮味が献られた後風俗舞を奏し（一献）、田舞を奏し（二献）、御挿頭・和琴を献る（三献）。最後に主基国の国司以下が禄を賜る。この二日間の節会をそれぞれ「悠紀節会」、「主基節会」と表現される。これらはいずれも、天皇が悠紀国・主基国の産品を食し、その地の芸能にも触れることから、大嘗祭の後の直会の性格を含むものである。
午の日、豊明節会が行われる。五節舞が披露された後、功績者への叙位の宣命があり、饗宴となる。この饗宴が、本来の意味での「宴」であるといえる。
この3日の節会については、神社の祭礼の基本形式である
- 「神祭り」→「直会」→「宴会」

という三部構成に基づいているとされる。すなわち、辰・巳の両日の節会は、悠紀・主基両国が中心となって開く宴に天皇の行幸を仰ぐ形がとられ、産品を供し、芸能を披露することが主眼で、直会の性格を持っている。一方午日の節会は、宴会を目的とするもので、ややくだけた形の饗宴である。
明治の大嘗祭では、大嘗宮の儀の翌日に豊明節会が行われ、また、陪食の範囲が従来の公家にとどまっていたのを拡大して、各省の官吏、神宮および官国幣社の神官、京都在勤の皇族、勅任官、女官、兵学寮および大学校の生徒なども、それぞれの任地で饗膳を賜ったほか、外交官およびお雇い外国人に対しても、外務省及び文部省の主催で同日に饗宴が行われた。
大正以降は、一括して「大饗の儀」として執り行われている。

## 神楽歌と御告文

### 神楽歌曲目
悠紀殿の儀、主基殿の儀ではいずれも神楽歌を演奏する。演奏は宮内庁式部職楽部が担当する。
悠紀殿の儀
- 音取 <ねとり>（笛、篳篥）
- 阿知女作法 <あじめさほう>（本歌、末歌、和琴のみ）
- 採物
  - 榊
  - 幣
- 韓神
  - 閑韓神
  - 早韓神

主基殿の儀
- 音取（笛、篳篥）
- 阿知女作法（本歌、末歌、和琴のみ）
- 小前張 <こさいばり>
  - 薦枕
  - 志都也
  - 磯等
  - 篠波
- 早歌
- 朝倉
- 其駒
- 千歳（入御のとき）

#### 御神楽の歌詞
（出典）
榊
榊葉の 香をかぐはしみ 覓めくれば 八十氏人ぞ 神垣の 御室の山の 榊葉は 神の御前に 茂り合ひに
幣
幣帛は 我がにはあらず 天に坐す 豊岡姫の 幣帛に ならましものを 皇神の 御手に取られて なづさわるべき なづさわるべき
閑韓神
三島木綿 肩に取り掛け 我れ韓神の 韓招きせんや 韓招き 八葉盤を 手に取り持ちて 我れ韓神の 韓招きせんや 韓招き
早韓神
肩に取り掛け われ韓神の 韓招きせんや からおき 手に取り持ちて 我れ韓神の 韓招きせんや からおき
薦枕
誰が贄人ぞ 鴫突き上る 網をきし 其の贄人ぞ 鴫突き上る 網をきし
志都也
閑野の小菅 鎌もて苅らば 生ひんや 天なる雲雀 寄り来や雲雀 富草
磯等
磯等が崎に 鯛釣る 海人も鯛釣る 我妹子が為と 鯛釣る 海人も鯛釣る
篠波
篠波や 志賀の唐崎や 御稲舂く 女の佳ささや 其れもかも彼もかも 従姉妹せの 眞従姉妹せに 葦原田の 稲舂蟹のや 己さえ 嫁を得ずとてや 捧げては捧げや 捧げては捧げや 腕挙を
早歌
や 何れそも 停まり や 彼の崎 越えて や 深山の 小葛 や 繰れ繰れ 小葛--（揚拍子）--や 鷺の頸 取ろンど や いとはた 取ろンど や 皸踏むな 後なる子 や 我れも眼はあり前なる子 や 谷から行かば 尾から行かん や 尾から行かば 谷から行かん や 女子の才ば や 霜月師走の 垣壊 や 翻戸や檜張戸 や 檜張戸や翻戸
朝倉
朝倉や 木の丸殿にや 吾が居れば 吾が居れば 名乗りをしつゝや 行くや誰
其駒
其駒ぞや 我れに我れに 草乞ふ 草は取り飼はん 水は取り 草は取り飼はん
千歳
千歳千歳 千歳や 千年の千歳や 萬歳萬歳 萬歳や 萬世の萬歳や 尚 千歳 尚 萬歳

### 御告文（先例）
現時点で史料によって確認できる大嘗祭の「御告文」は以下の通り。
- 建暦二年（1212年）の順徳天皇大嘗祭の例[124]
建曆二年十月廿五日丁酉御記曰、公家於悠紀・主基神殿可被祈請申詞、一昨日廿三日教申 之、此事最祕藏事也、代々此事不載諸家記、又無知人歟、殊祕藏爲事也、其詞云、坐伊勢五十鈴河上天照大神、又天神地祇諸神明曰、朕因皇神之廣護、國中平安、年穀豐 稔、覆壽上下救濟諸民、仍奉供今年新所得新飯如此、又於朕躬攘除可犯諸災難於未萌、不祥惡事遂莫犯來、又於高山深谷所々社々大海小川而記名厭祭者、皆盡銷滅而已、是尤祕事也、朕字ハ只次第書樣也、實祈請時ハ可爲實名者也、
【書き下し案】
伊勢の五十鈴の河上に坐す天照大神、又天神地祇諸の神に明らけく曰さく、朕皇神の廣き護りに因り、國中平らけく安らけく、年穀豐かに稔り、上下を覆い壽ぎ、諸の民を救ひ濟さん、仍りて今年新たに得たる所の新飯を奉ること此の如し、又朕が躬に於て犯すべき諸の災難を未だ萌さざるに攘ひ除き、不祥惡事を遂に犯し來ること莫からん、又高き山深き谷所々の社々大海小川に名を記して厭ひ祭らん者、皆盡に銷し滅さんのみ、
- 文正元年（1466年）の後土御門天皇大嘗祭の例[125]
次御祈請の事あり、〈此間采女ほとををきてまいるへし、〉其詞云、伊勢のいすゝの河かみにおハしますあまてる御神、あまつやしろくにつやしろのもろゝゝの神たちに申て申さく、われ諸神のひろきまもりによりて、國の中たひらかに、年穀ゆたかにして、たかきいやしきをおほひ、もろゝゝの民をすくはん、よりてことしあらたにえたる所の、にゐをものをたてまつる、又身の上におかすへきわさはひを、未萌にはらひの そきて、さりなハあしき事をかしき来たる事なからん、又たかき山ふかき谷所々名をしるして、ましなひまつらん物みなことゝゝくに、けちほろほさん事、これ天神地祇のあつきまもりをかうふりていたすへきもの也、
- 元文3年（1738年）の桜町天皇大嘗祭の例[126]
伊勢のいすすの河上に御座す天照大神、天つ屋しろ國つ社のもろものの神たちに申して申さく、昭仁諸神の広き守りによりて、國中たひらかに、年穀ゆたかにして、たかきいやしをおほひ、もろもろの民をすくわむ、よりてことしあらたにゑたることろの、にゐたるところの、にゐおものをたてまつる、又てる仁か身の上におかすへきわさはひを、はらいのそきて、さりなはあしき事をかしきたる事なからん、又たかき山ふかき谷ところところ名をしるして、ましなゐまつらんものみなけちほろほさん事、これ天神國つやしろのあつき守りをかふむりていたすもの也、と恐み々々も申て申さく、
- 寛延元年（1748年）の桃園天皇大嘗祭の例[127]
いせのいすゝの河かみにおはします天照大神、またあまつ神くにつやしろの神たちに申て申さく、遐仁（編集者注：桃園）すへ神のまもりにより、國ゆたかに、もろゝゝのたミをすくはむ、よりてあらたにえたるにゐおものをたてまつる、又とを仁か身におかすへきわさはひをのそき、又ところゝゝゝ名をしるして、ましなひまつらんものミなけちほろほさんこと、これあまつかミくにつやしろのまもりをかふむるへきもの也、
- 年次不詳[127]
伊勢のいすゝの川上におハしますあまてる御神、あまつやしろくにつやしろのもろゝゝの 神たちに申て申さく、御いみな諸神のひろきまもりによりて、國の中たいらかに、年穀ゆたかにして、たかきいやしきをおほひ、もろゝゝの民をすくはん、よりてことしあらたにえたるところのにゐおものをたてまつる、又身のうへにおかすへきわさはひを、未萌にはらひのそきて、さりなハあしきことをかし来たる事なからん、又たかき山ふかき谷ところ ゝゝゝ名をしるして、ましなひまつらん物ミなことゝゝくに、けちほろほさん事、これ天神地祇のあつきまもりをかうふりていたすへきもの也、

## 大嘗祭についての議論

### 憲法の政教分離原則との関係
キリスト教・仏教関係者を始めとする国民の一部に、大嘗祭への国費支出や大嘗祭への都道府県知事の参列が日本国憲法の政教分離原則の観点から違憲であるという意見がある。この政教分離の観点から、いくつかの憲法訴訟が起こされているが、訴えは全て斥けられている。これらの原告敗訴は、国費支出が原告に不利益を与えないという判断や、知事が参列することが政教分離の目的効果基準に照らして政教分離に反しないという判断によるものである。
1977年（昭和52年）7月に最高裁大法廷で下された判決（いわゆる「津地鎮祭訴訟」）によると、「憲法の政教分離規定は国家が宗教とのかかわり合いをもつことを全く許さないとするものではなく、相当とされる限度を超えるものと認められる場合にこれを許さないとするものである。」とあり、政府はこれを理由の一つとして大嘗祭への国費支出を認めている。
ただし、1995年（平成7年）の大阪高裁判例では「平成の大嘗祭が既に終了しており、原告に不利益を与えない」との主旨で原告の訴えを斥けながらも、傍論において大嘗祭について「憲法違反の疑いは一概に否定できない」と指摘したこともある。
2018年12月10日、原告241名が天皇の退位等に関する皇室典範特例法の規定による明仁の退位と徳仁の即位に伴う「退位の礼」「即位の礼」「大嘗祭」などの実施が政教分離を定めた憲法の規定に違反するとして、国を相手取り国費支出の差し止めと損害賠償を求める訴えを東京地裁に提訴した。
目的効果基準に照らしてみると、大嘗祭の目的については解釈はさまざまであり、その真義については窺い知れないところもある。しかしながら、見方によっては内容にまで立ち入ることなく、あくまで伝統的な皇位継承儀礼の一つと位置付けることも可能と見られる。次に効果という点では、大嘗祭そのものは皇室独自の伝統的宗教儀式であって、皇室自体も宗教団体でない以上、特定宗教を援助することにはならないと考えられる。目的条件は充たしたとしても効果条件を充たしていない以上、大嘗祭が憲法で禁止する宗教的活動に当たるとはいえない。
ただし、大嘗祭においては天皇が天照大神と一体となられる儀式であってまぎれもない宗教行為であり、天皇の神格化につながるという批判があるのも事実である。これに対しては大嘗祭を経ることによって天皇の憲法上の地位そのものが変更されることはなく、神格化につながるから憲法違反との説は支持し難い。憲法はもともと伝統的天皇制を前提として象徴天皇制を採用したので、国民が憲法を越えた次元において伝統的天皇像を見出すことは当然ありうることであり、憲法の保障する思想の自由、信教の自由から、国民がいかなる天皇像を抱くことも自由であり、それを公権力によって規制することはできない。したがって、大嘗祭を経ることによって天皇が天照大神と一体になられることも、逆にそれを否定することも個人の自由であり、憲法の関知するとこではないとされる。

### 国会における政府見解
国会論議においては大嘗祭は日本国憲法第２条の「世襲」において予定されているものとされ（平成2年4月17日、衆議院予算委員会、山口那津夫質疑、工藤敦夫内閣法制局答弁）、皇室の行事は明文の根拠がなくとも、法令に違反しない限り、皇室の伝統を尊重して行うことができるとの政府見解が確認されている（平成2年5月24日、衆議院大蔵委員会、河部正之宮内庁長官官房審議官答弁）。
また費用においても皇位が世襲であることに伴う一世に一度の極めて重要な皇位継承儀式として公的性格があるとし宮廷費を以て支出するのが相当であるというのが政府見解である（平成2年4月17日、衆議院内閣委員会、宮尾盤宮内庁次長答弁）。

### 経費と施設のあり方について

#### 天皇・皇族の意見
昭和天皇は、内廷費を節約して積み立ててはどうかと側近に話していたという。
高松宮宣仁親王は「大嘗宮を建てなくても、毎年の新嘗祭を行っている神嘉殿でやればいいじゃないか」と語ったとされる。
秋篠宮文仁親王は、大嘗祭の経費を国費から支出することは疑義があるとして、神嘉殿を活用して内廷費で賄うという高松宮と同様の案を示している。

#### 令和の大嘗祭における経費支出方法と経費節減について
政府・宮内庁は、平成を踏襲して国費から経費を支出したが、従来は茅葺きであった大嘗宮の屋根を板葺きに変更し、「祭祀の本質にかかわらない限りで」という前提のもと、膳屋など一部施設を鉄筋コンクリート造りとして経費を削減した。大嘗宮の当初の予定建築費は19.7億円であったが、実際には2019年（令和元年）5月10日に宮内庁で行われた一般競争入札で、清水建設が予定価格の6割の9億5700万円で落札し受注に至っている。大嘗宮の儀は予定通りおこなわれ、2019年（令和元年）11月14日18時30分頃より悠紀殿供饌の儀が、翌15日0時30分頃より主基殿供饌の儀が開始され、同日3時0分頃に終了した。
なお、平成の大嘗祭に際しては、当時は反天皇制を掲げる過激派の活動が活発だったこともあり、大嘗宮造営中はテロ対策として皇居東御苑を全面休園とし、完成後は極めて堅牢な造りの大型防護テントで主要建物を覆い隠し、4か所に2500リットルの防火槽と消防ポンプの防火設備が置かれていた。これに対して令和の大嘗祭においては、「大嘗祭に国費を支出することへの理解を国民に深めてもらうため」との理由で、造営中も東御苑を休園せず、工事の模様を誰でも見られる状態にした。また、大嘗祭終了後も造営中と同じく大嘗宮を一般公開し、解体後に資材を再利用することにした。

## ギャラリー

大嘗祭
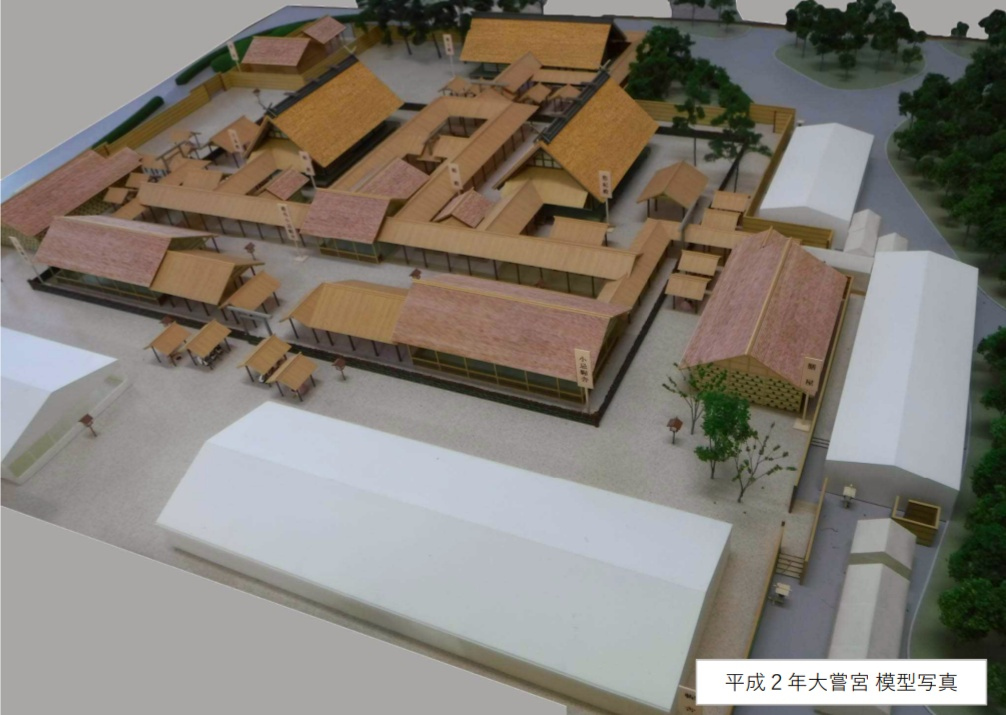
1990年（平成2年）に造営された、平成の大嘗宮（模型）
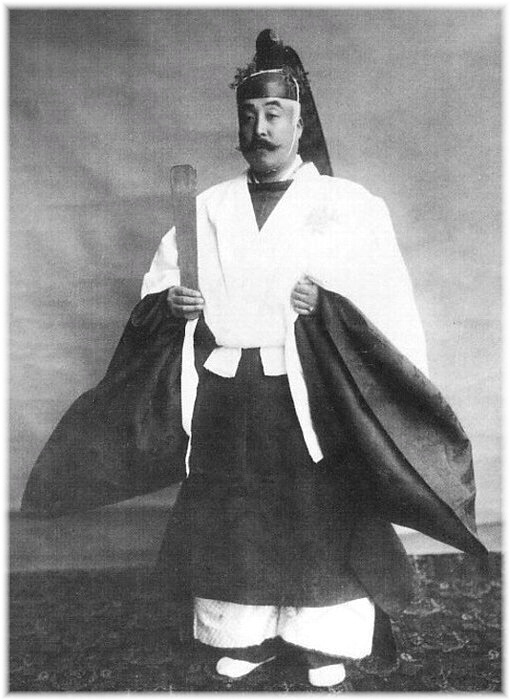
大正天皇の大嘗祭に参加した梨本宮守正王
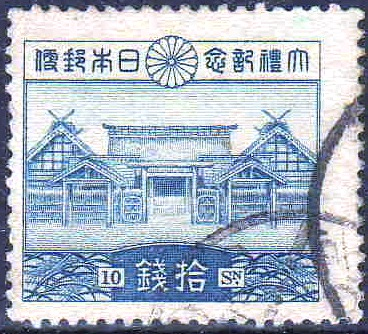
昭和天皇の大礼記念切手に描かれた、祭礼が行われた大嘗宮
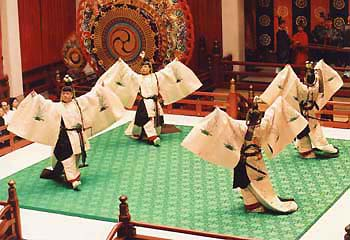
風俗舞（悠紀地方）
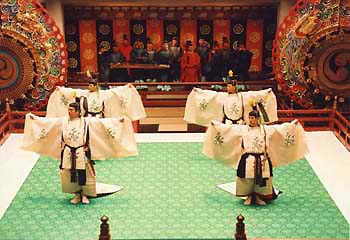
風俗舞（主基地方）
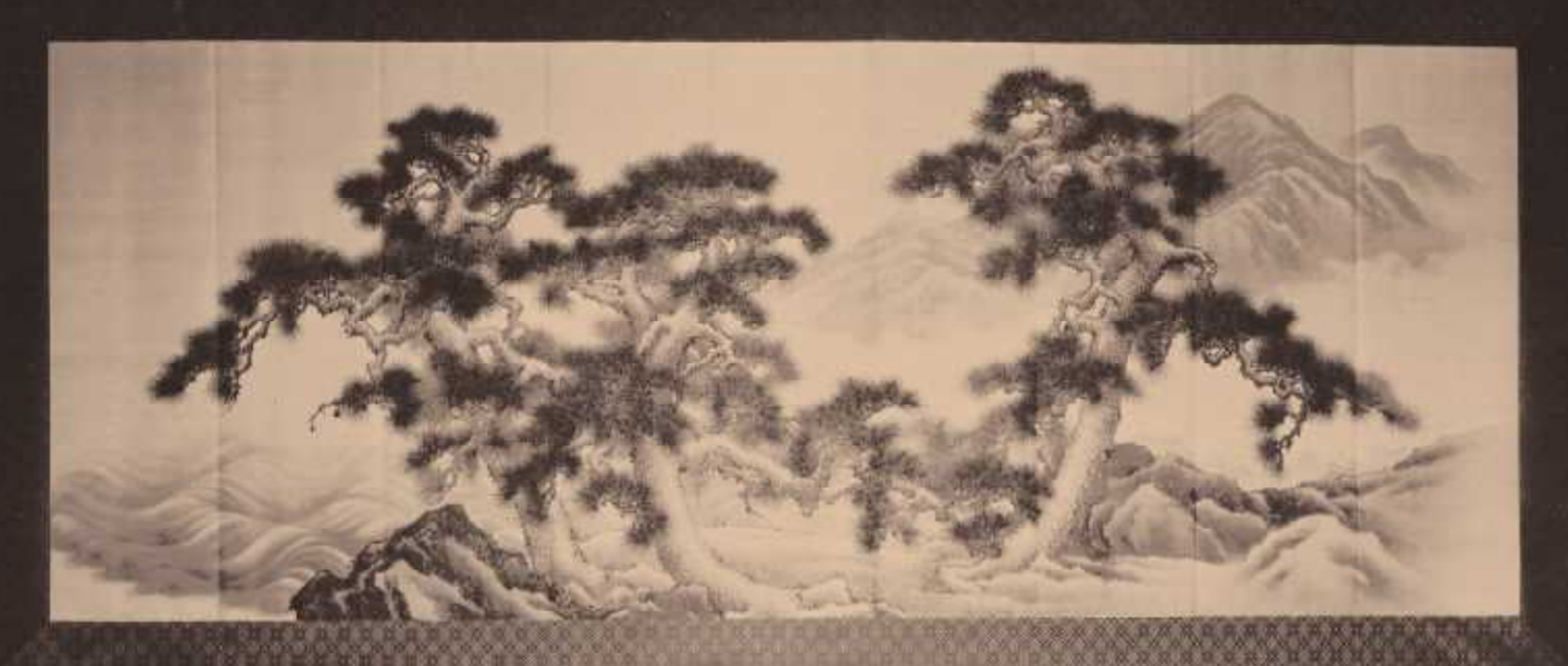
錦軟障（昭和大礼録より）
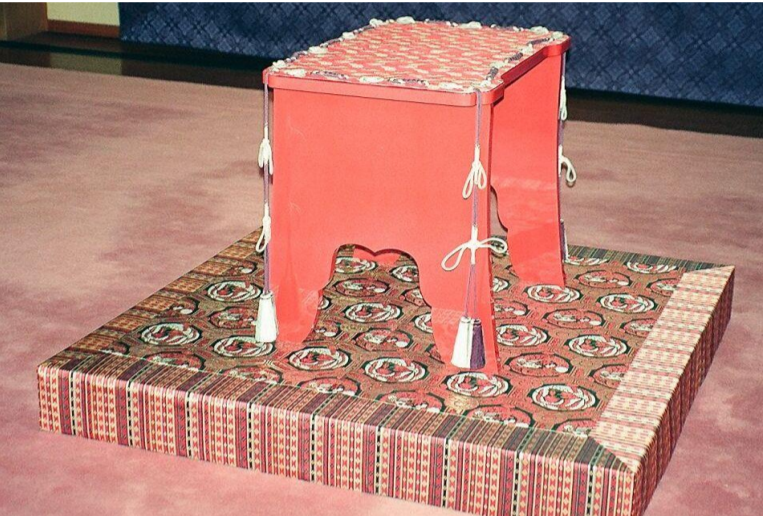
朱塗剣璽案
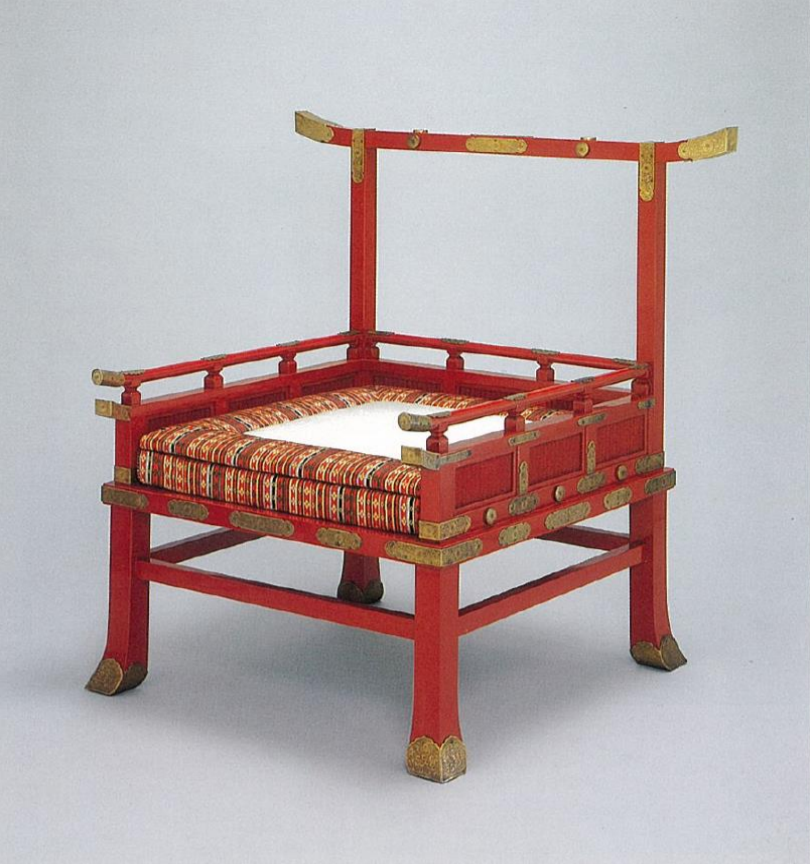
天皇の御椅子